# Biserica de lemn din Valea Chioarului

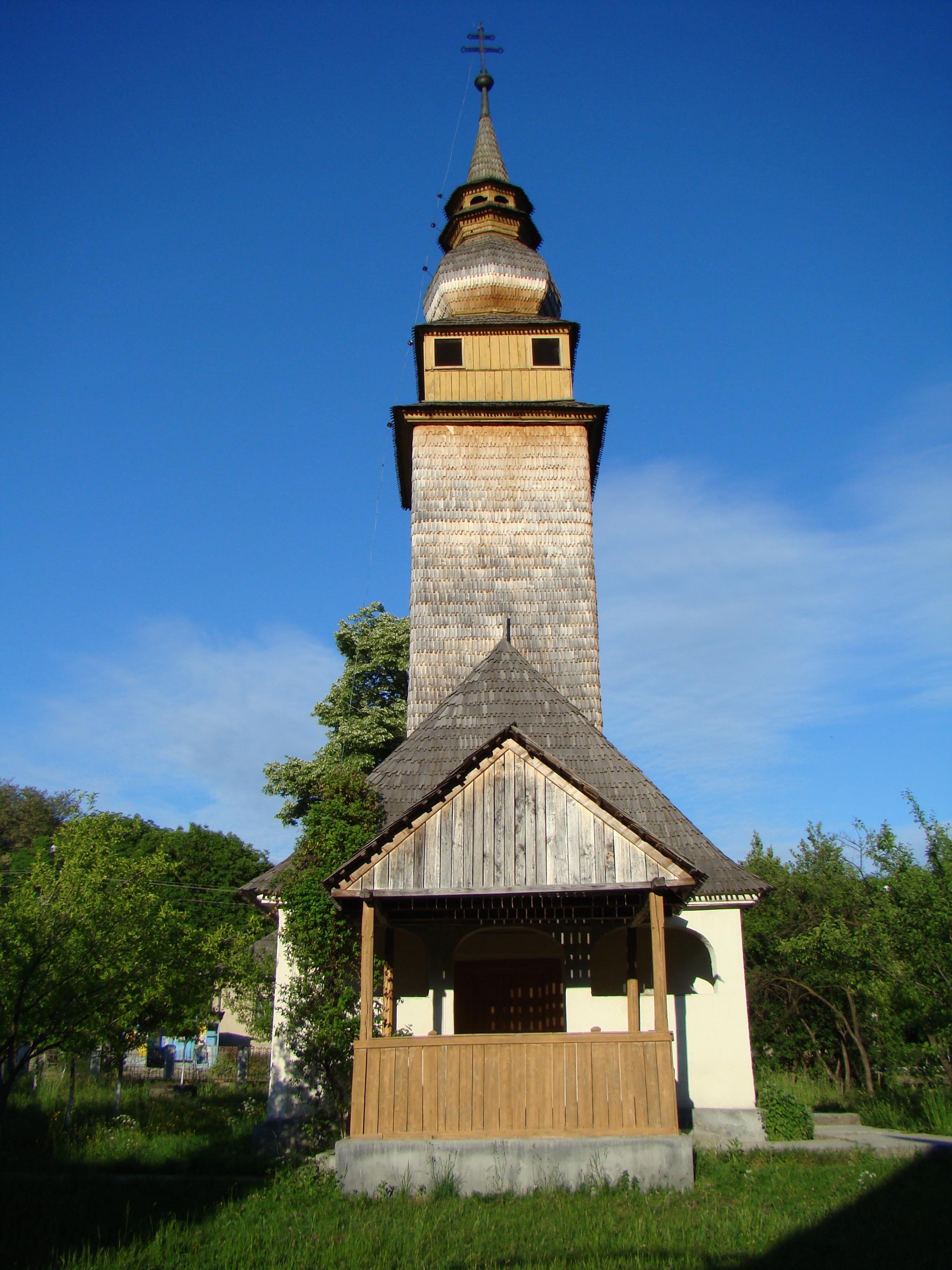
Biserica de lemn „Sfântul Nicolae” din Valea Chioarului, județul Maramureș, foto: mai 2009.

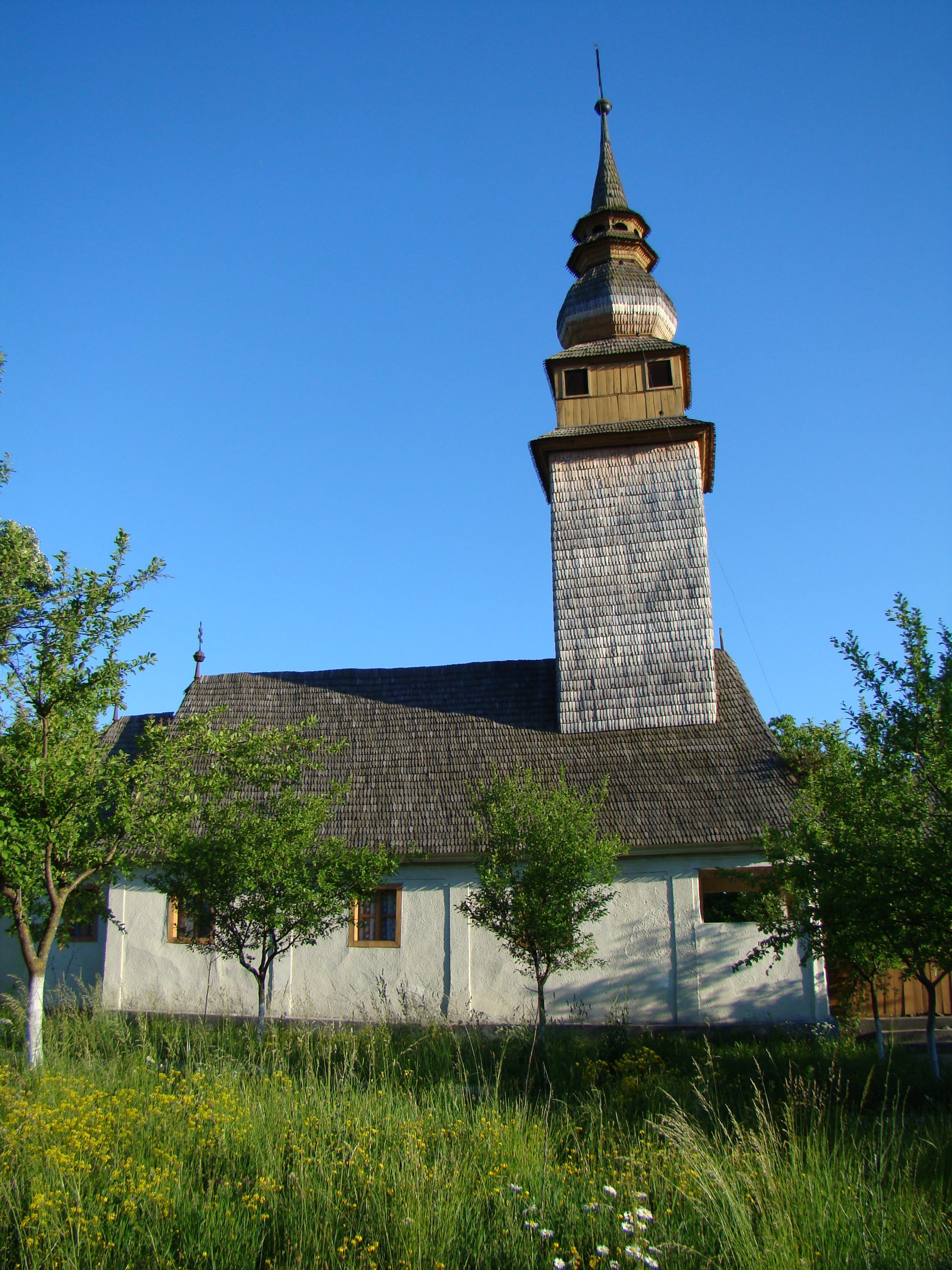
Biserica de lemn „Sfântul Nicolae” din Valea Chioarului, județul Maramureș, foto: mai 2009.

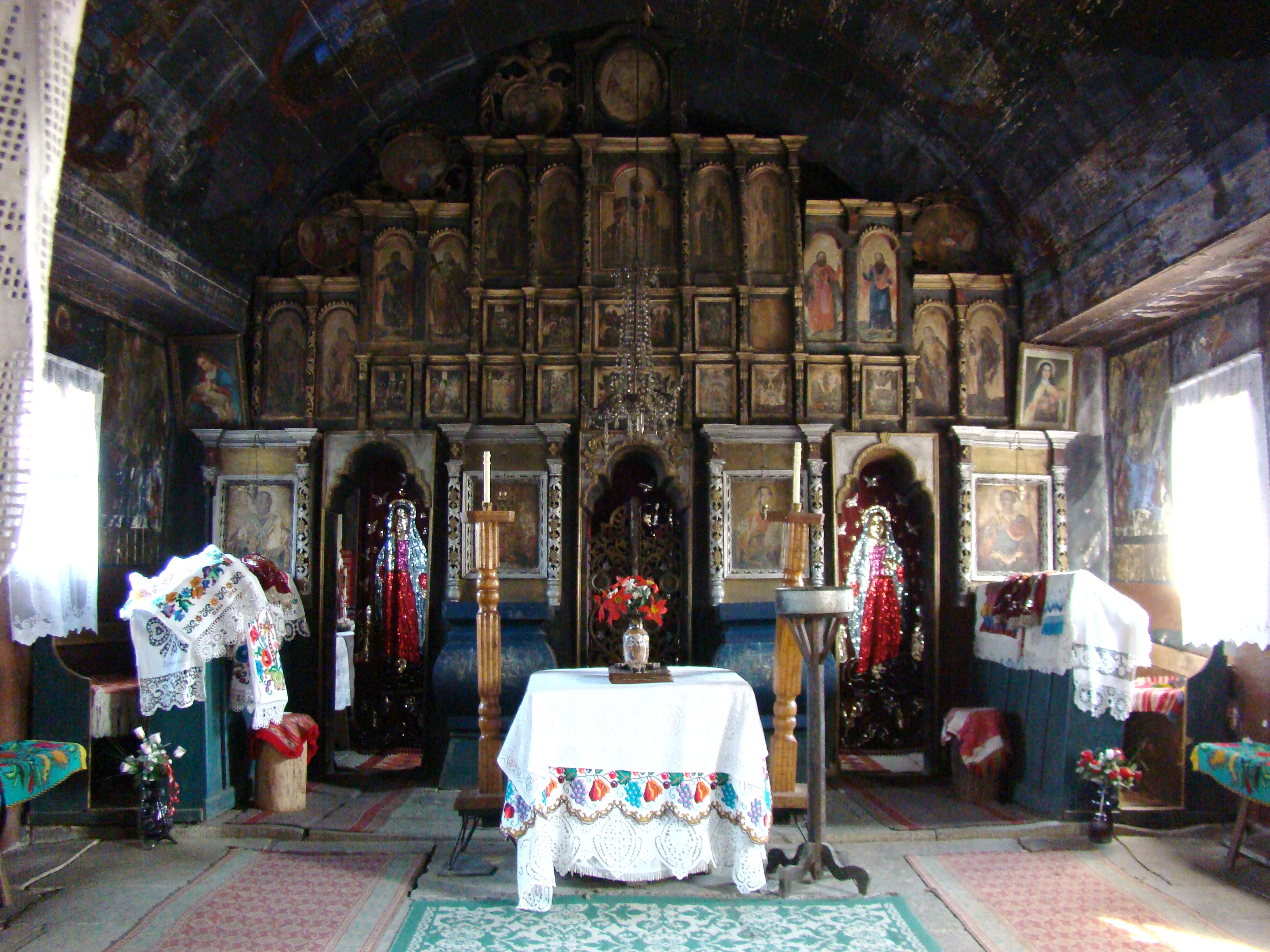
Nava spre iconostas

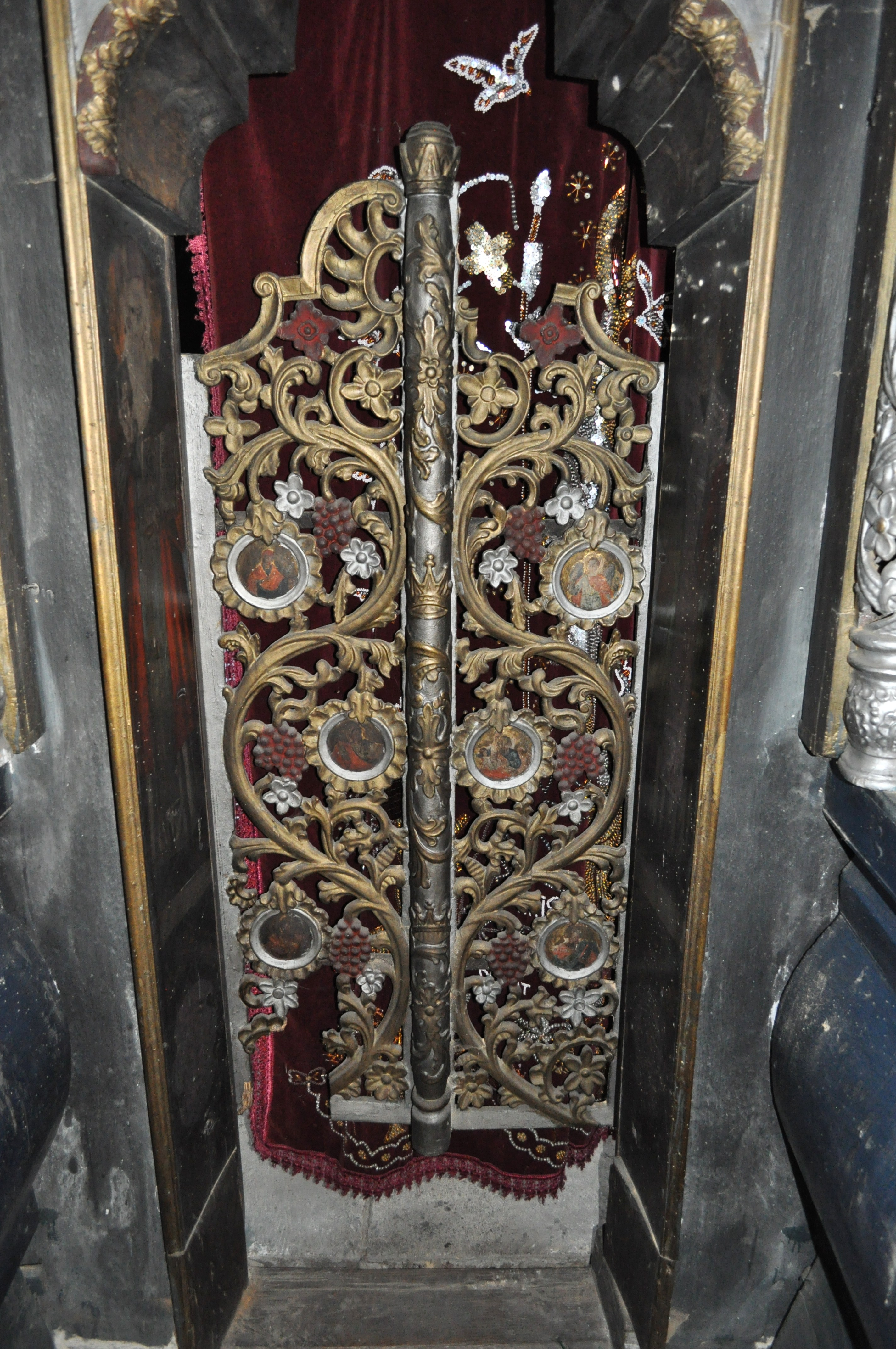
Ușile împărătești

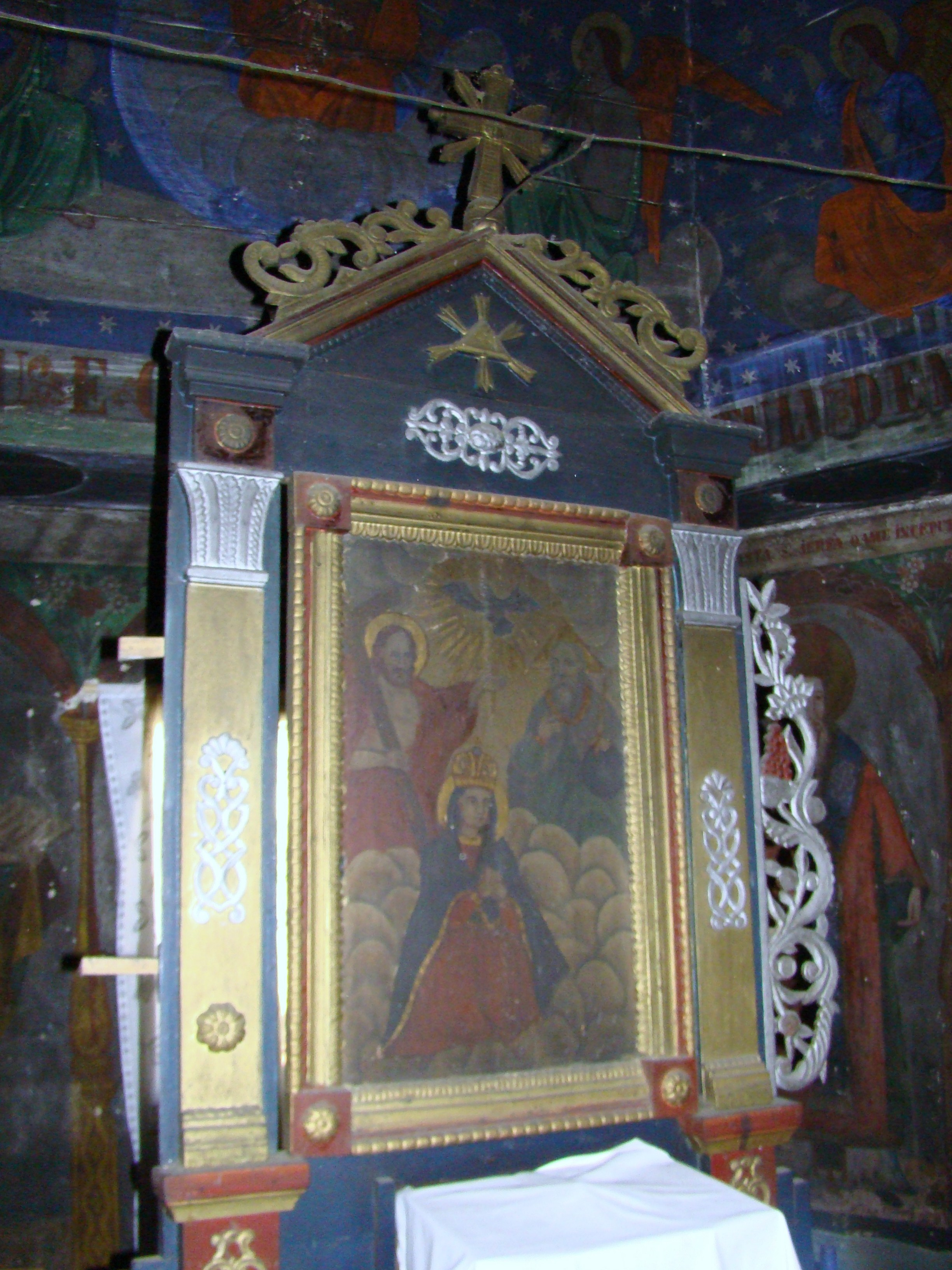
Icoana prestolului

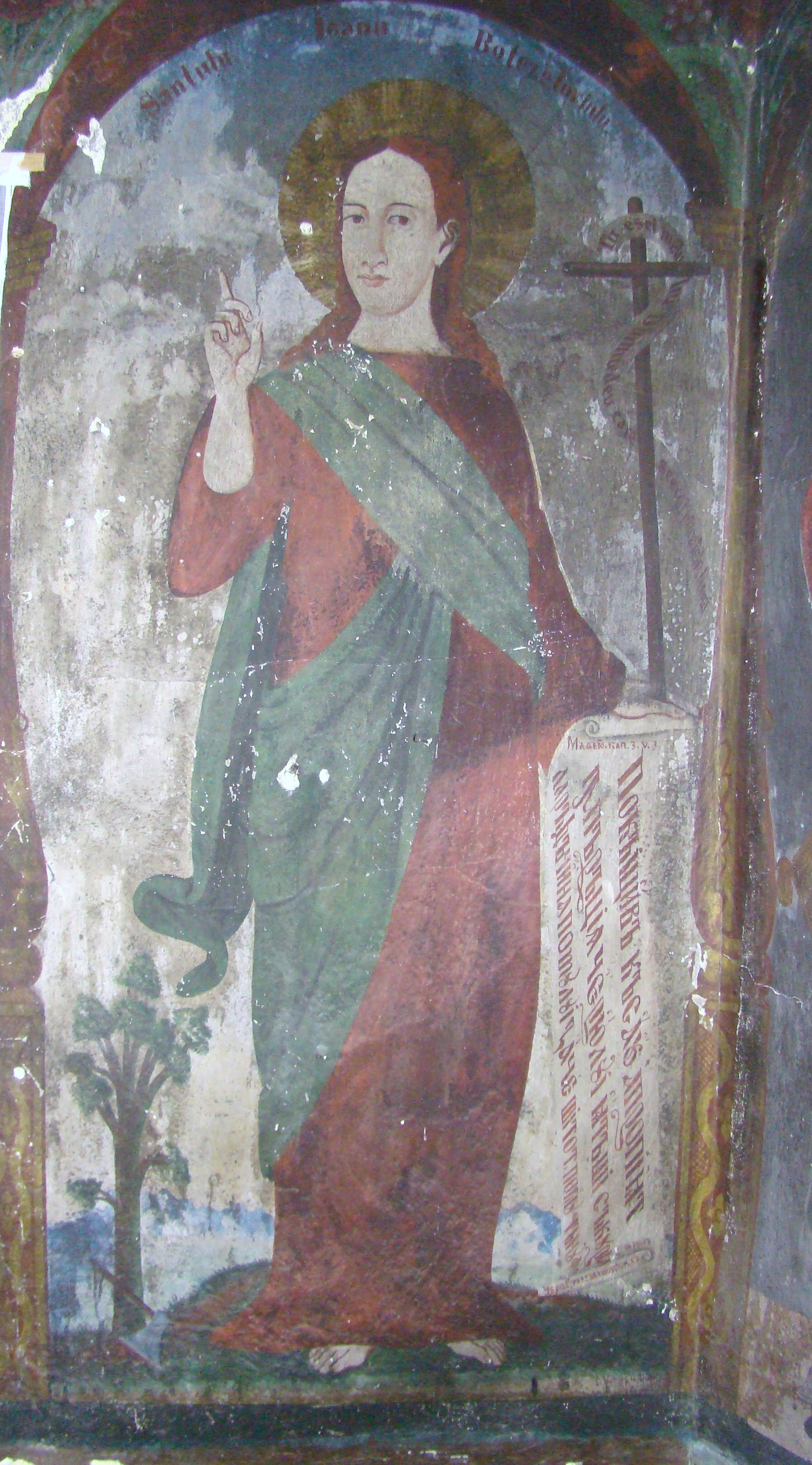
Pictura altarului: Sfântul Ioan Botezătorul

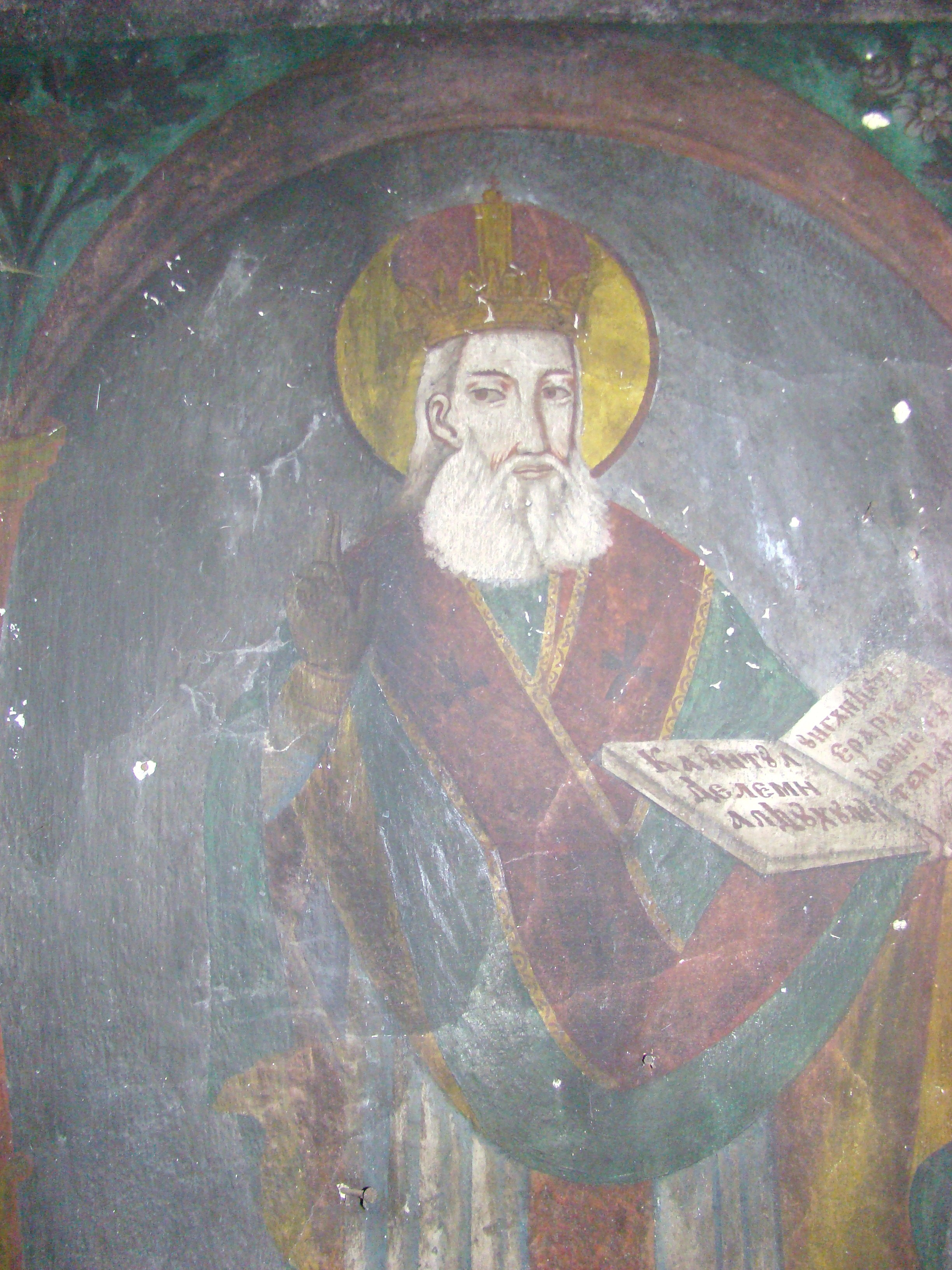
Pictura altarului: Sfinții Părinți

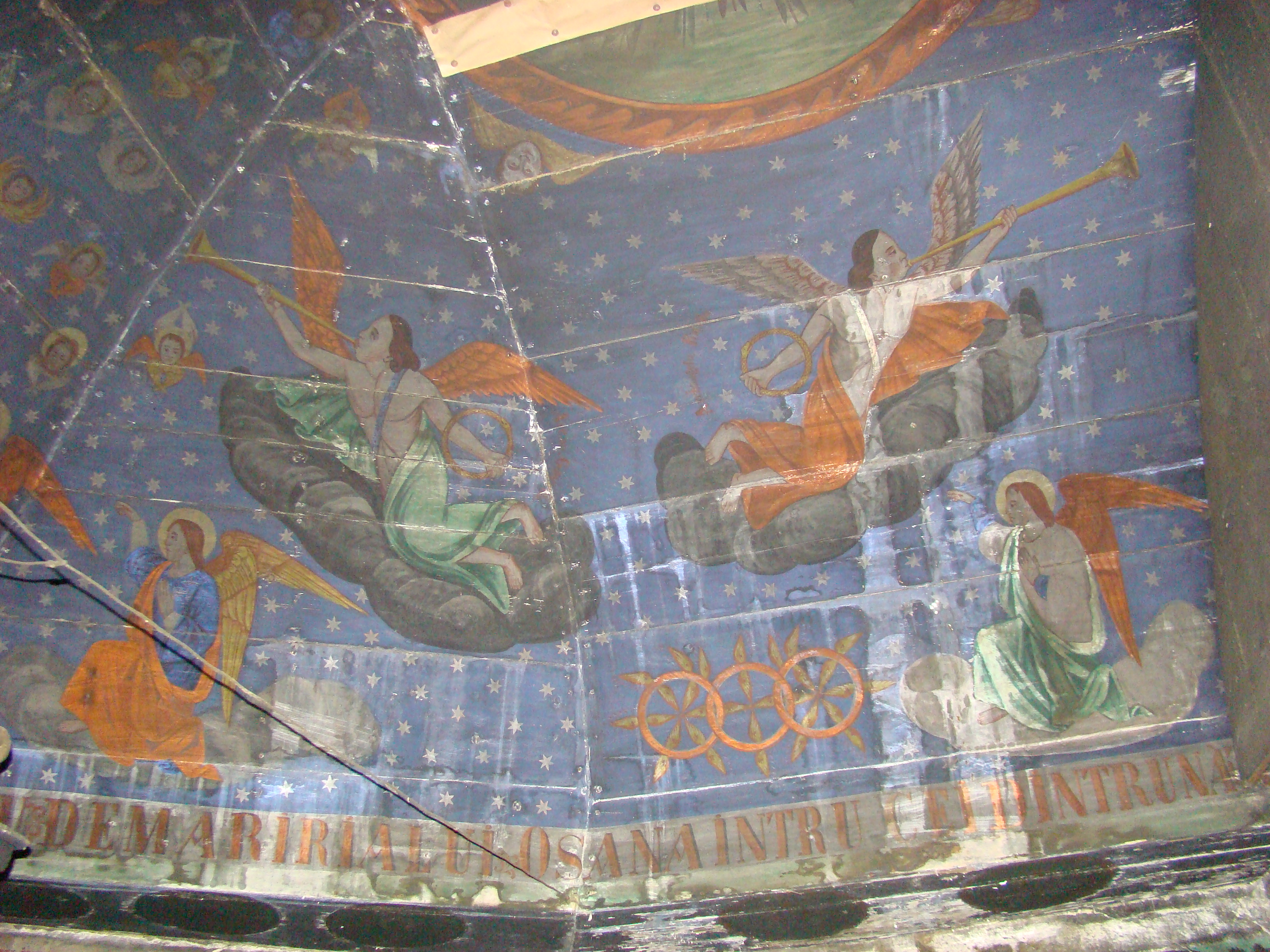
Pictura altarului, latura de sud

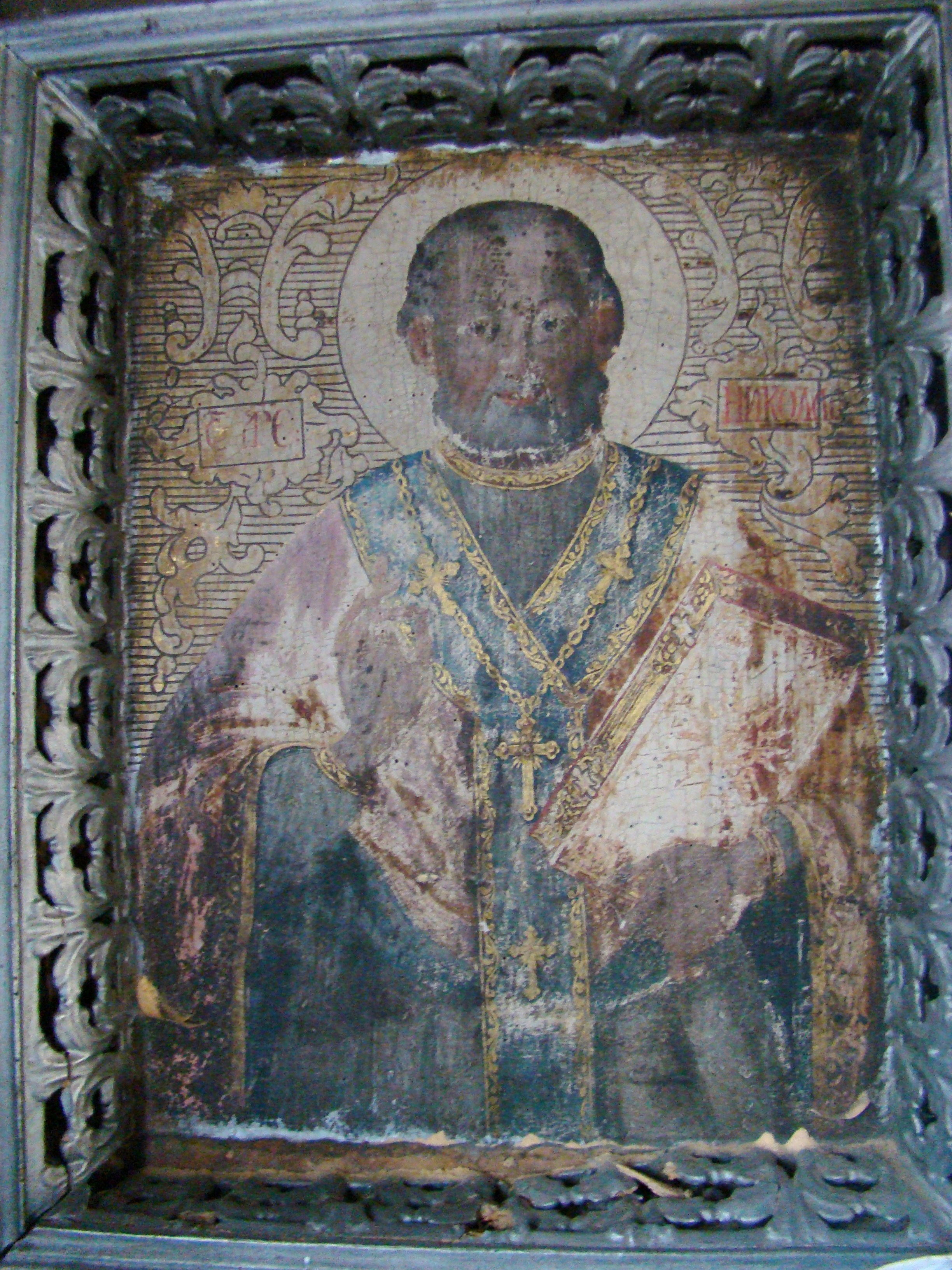
Icoana de hram „Sfântul Nicolae”

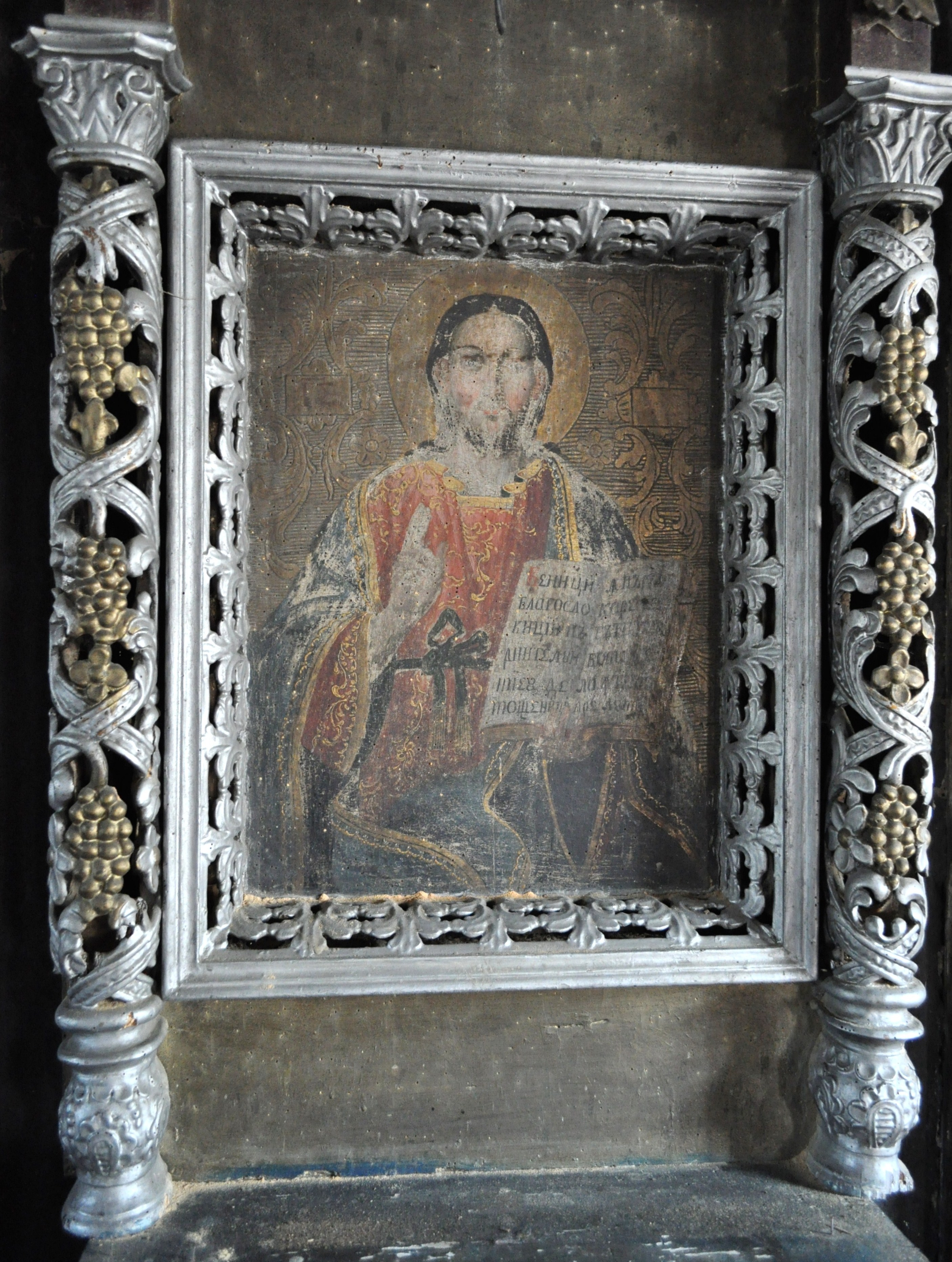
Icoană împărătească: „Iisus învățător”

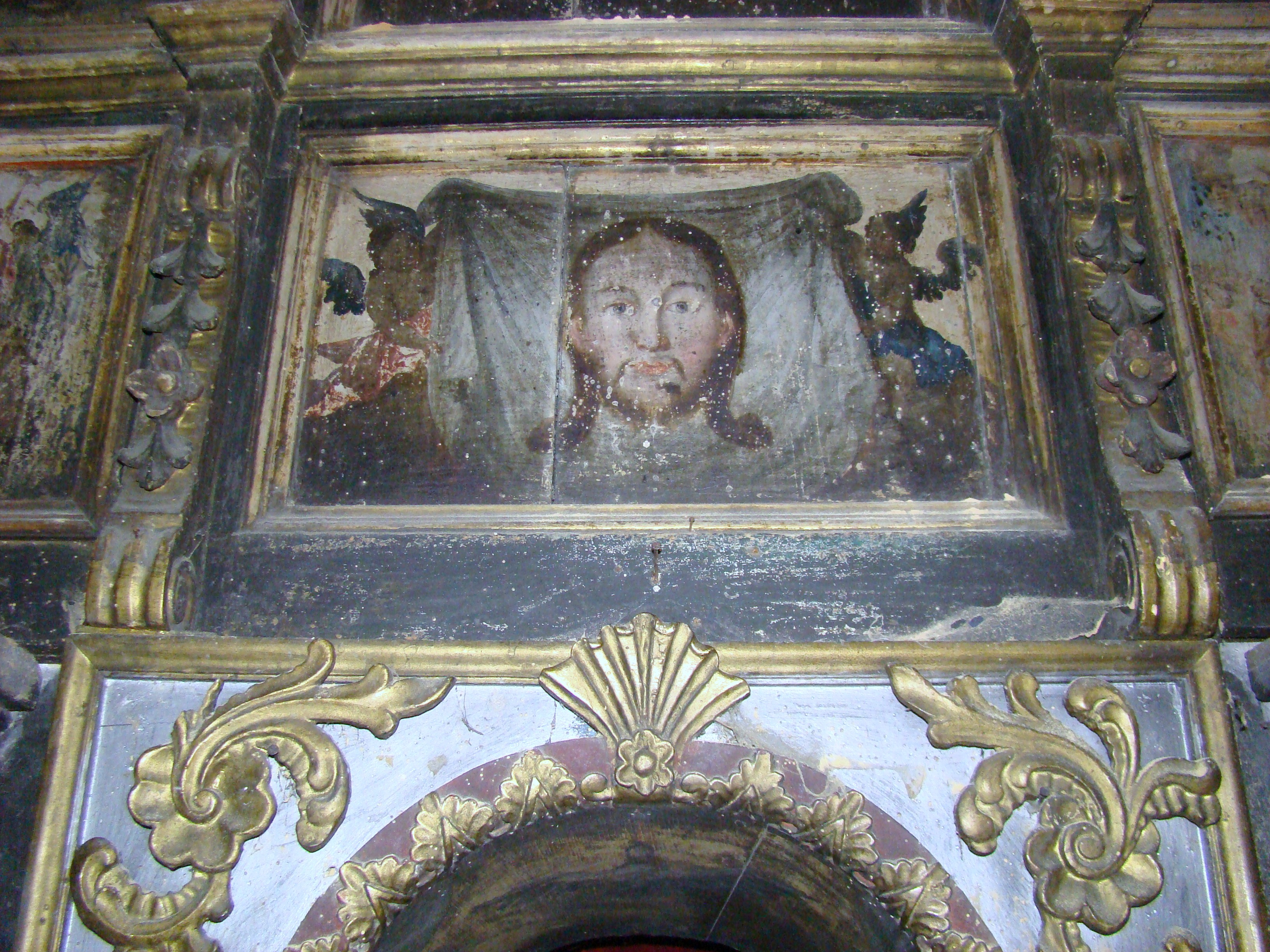
Iconostasul (detaliu)

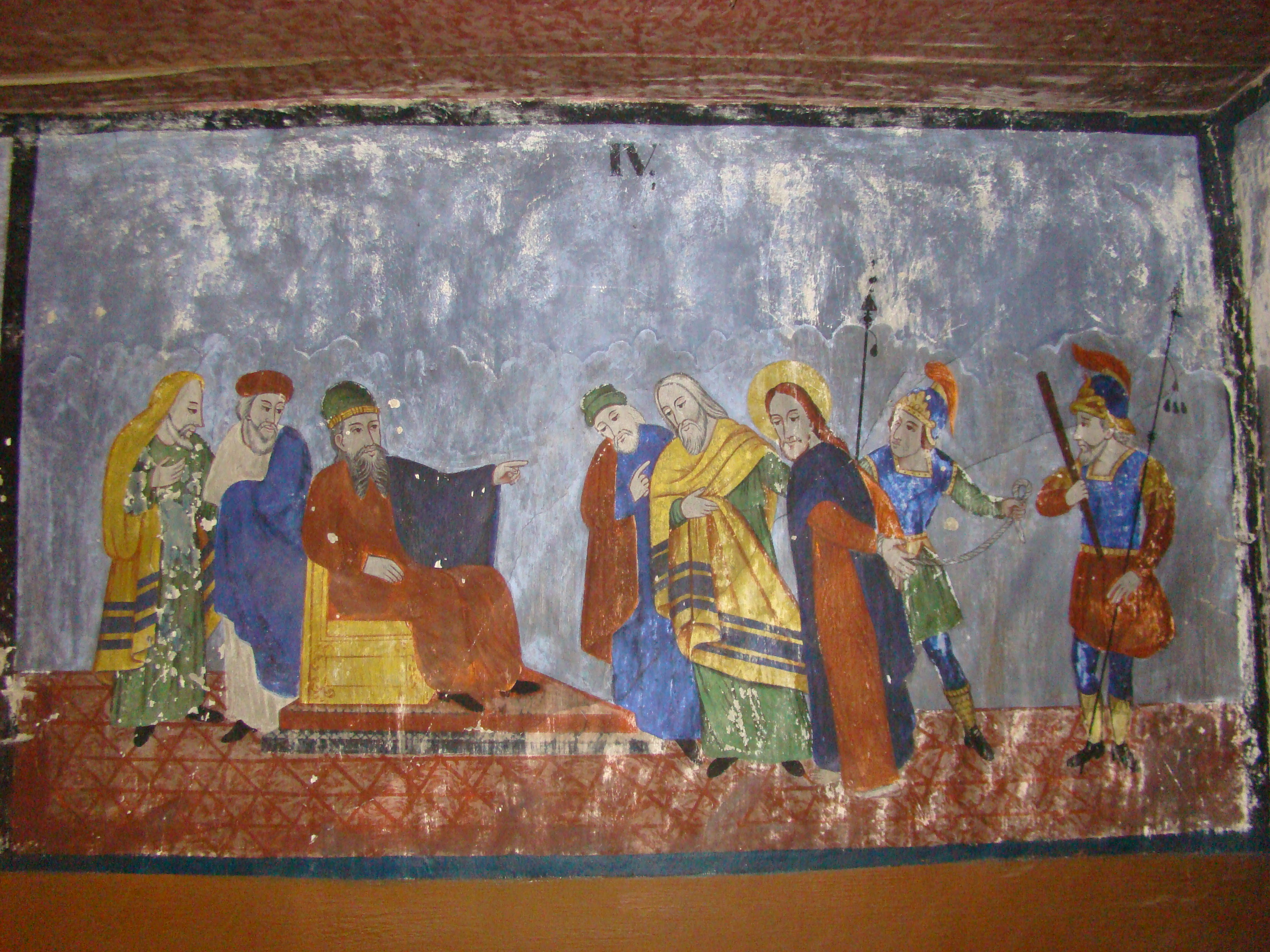
Detaliu din pictura naosului realizată de preotul-zugrav George Merlaș

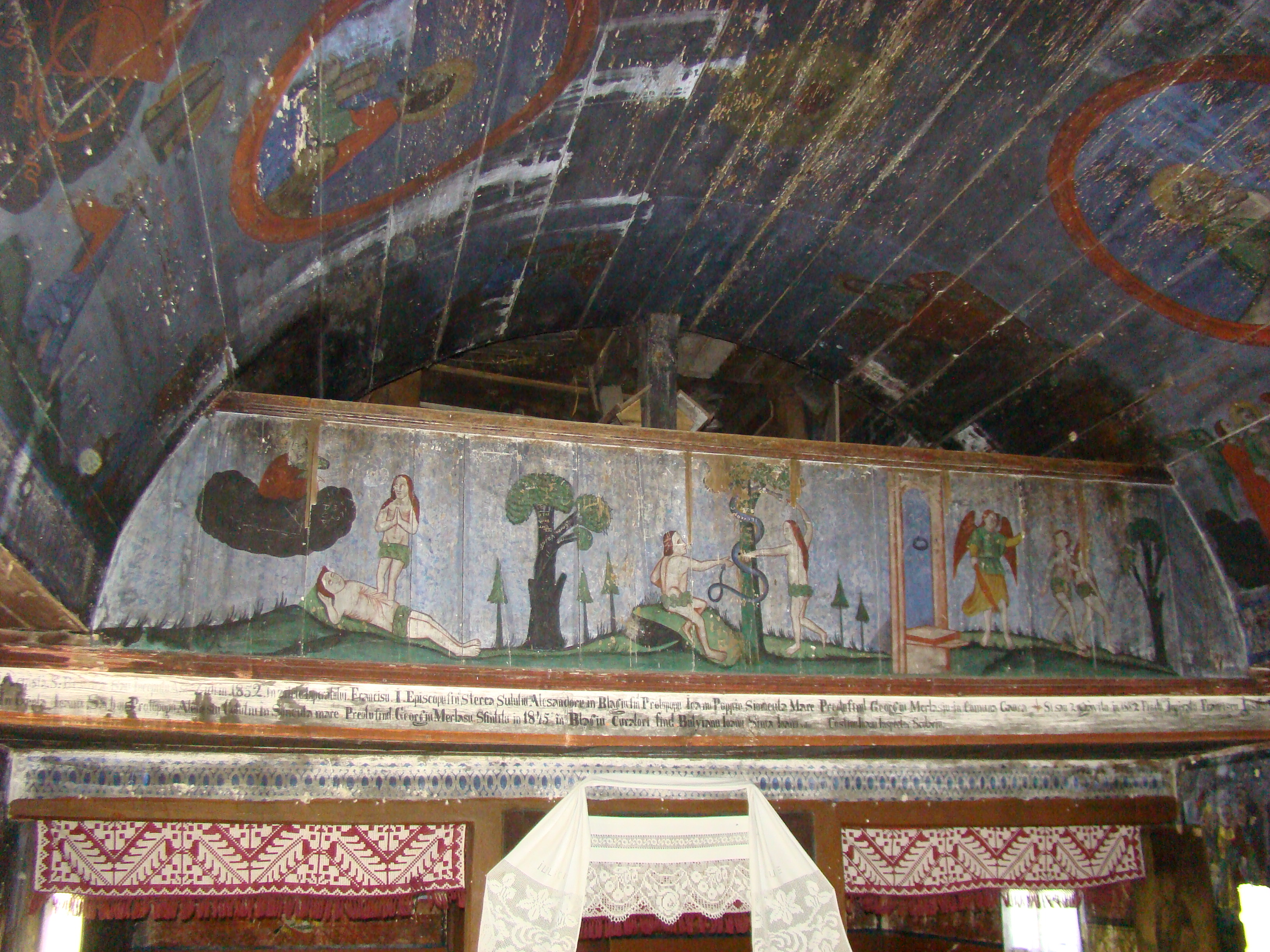
Parapetul corului cu pisania reprodusă în articol

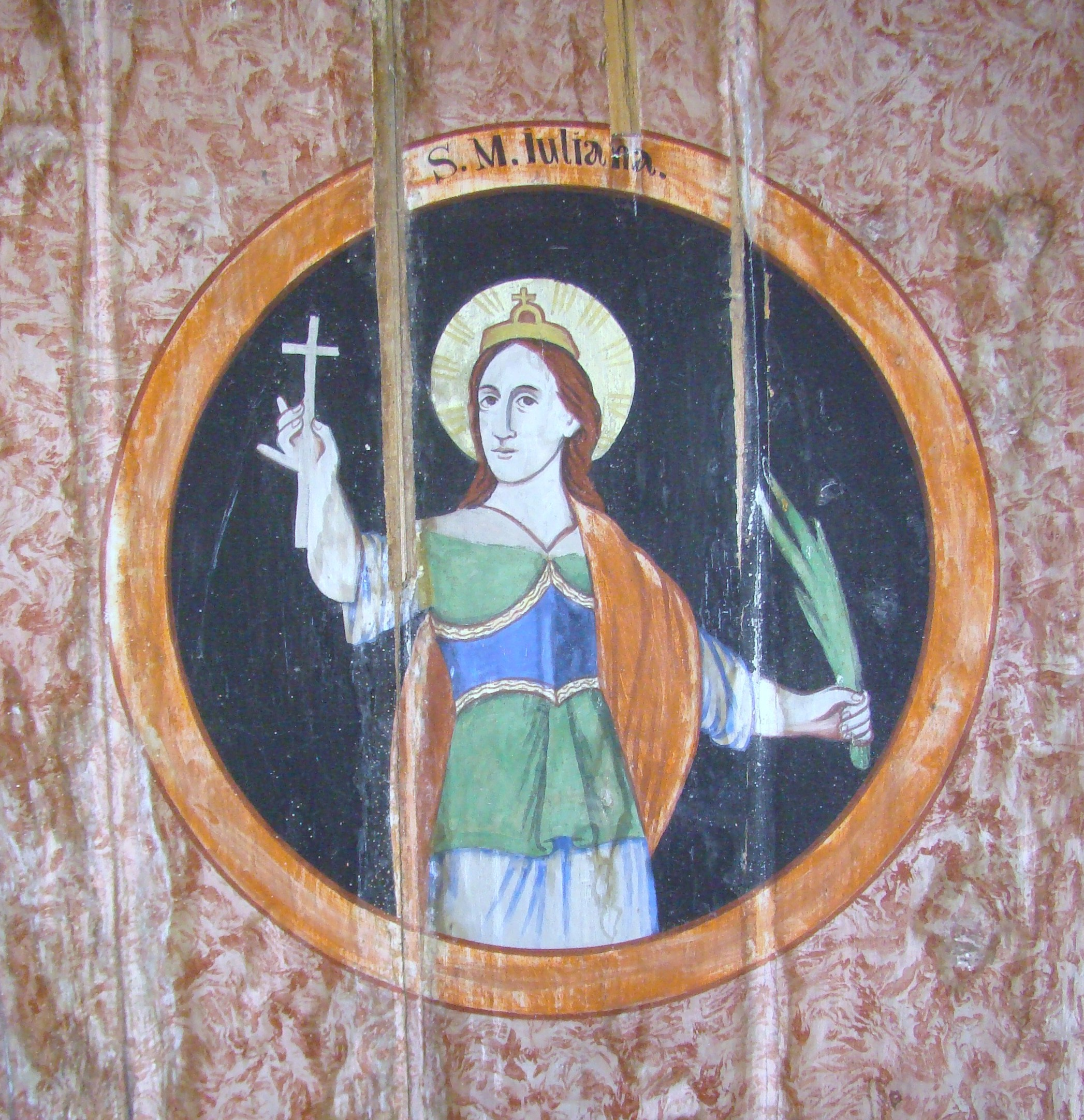
Sfânta Muceniță Iuliana

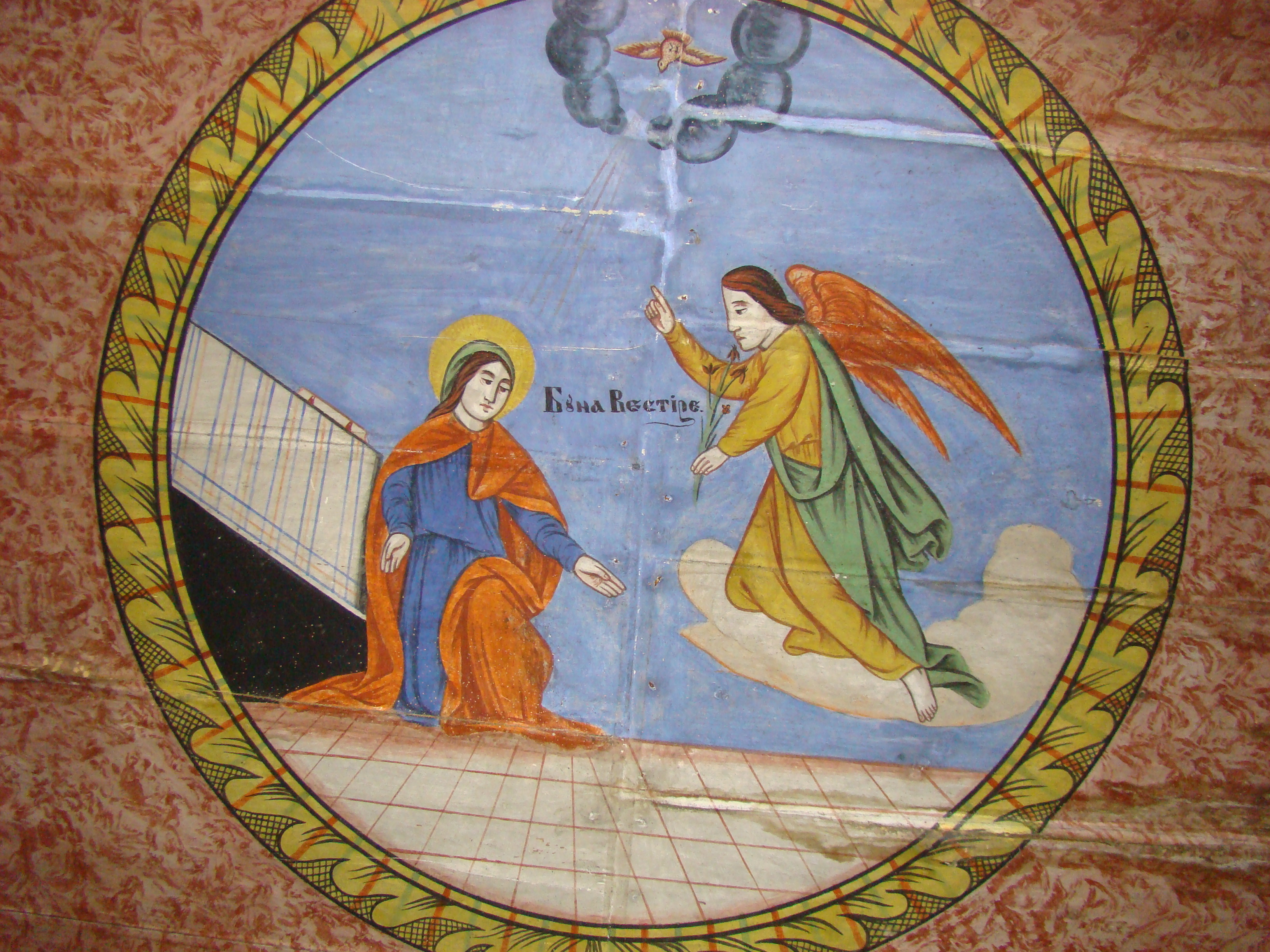
Buna Vestire

Biserica de lemn din Valea Chioarului, cu hramul „Sfântul Nicolae”, județul Maramureș, a fost ridicată în anul 1846 Figurează pe lista monumentelor istorice, cod LMI MM-II-m-A-04790.

## Istoric
Localitatea Valea Chioarului are o veche existență, necunoscându-se exact data atestării ei. La anul 1603 purta o altă denumire, apoi a avut numele „Gaura” până în anul 1937. În prezent localitatea are numele de Valea Chioarului, derivat de la „cetatea de piatră”, numită în maghiară Kövár (Chioar).  
Înainte de anul 1848 locuitorii erau grupați în mai multe locuri numite Tăietură, Pietroasa, Runc, Valea Morii, Litard și Valea Nucilor. În locul numit „sub Citiră” era vechea biserică de lemn.  În anul 1848 armatele revoluționare ungare au incendiat satul și biserica existentă. Refăcându-și casele, locuitorii au început să se așeze de-a lungul drumului ce traversează localitatea.  Actuala biserică de lemn a fost primită de la credincioșii din Recea (lângă Baia Mare), a fost transportată cu căruțele și așezată în locul în care fusese cel mai vechi „țintirim” al satului.  După ce 80 de ani a existat în Recea, a fost reconstruită în Valea Chioarului, după cum atestă inscripția ce se găsește pe parapetul corului: „Această sfântă biserică a început a se zidi în anul 1852, în zilele împăratului Francisc I,  episcop fiind Șterca Suluțiu Alexandru în Blagiu, fiind protopopu Ioanu Popu în Șomcuta Mare, iar preot fiind Georgiu Merlaș în comuna Gaura, și s-au zugrăvit în 1882  fiind împăratu Franciscu Iosif I, episcop fiind în Gherla Ioan Sabou, iar protopopu Atanasiu Cotuțiu în Șomcuta Mare, preot find Georgiu Merlaș în Gaura, sfințit în anul 1845 în Blaj, corator fiind Buteanu Ioan, Sima Ioan vice și Costin Ioan inspector școlar.”  Din altă inscripție ce se găsește în altar: „Această sfântă jertfă o amu început noi Georgiu Merlasiu preot din Gaura anul 1881” se cunoaște primul preot care, după inscripția din altar, se pare că a fost și cel care a pictat-o.  
Nu se cunoaște anul morții preotului Merlaș, ctitorul bisericii, nici numele preoților ce au urmat până în 1950, arhiva parohiei până la acel moment fiind distrusă. 

## Imagini din exterior

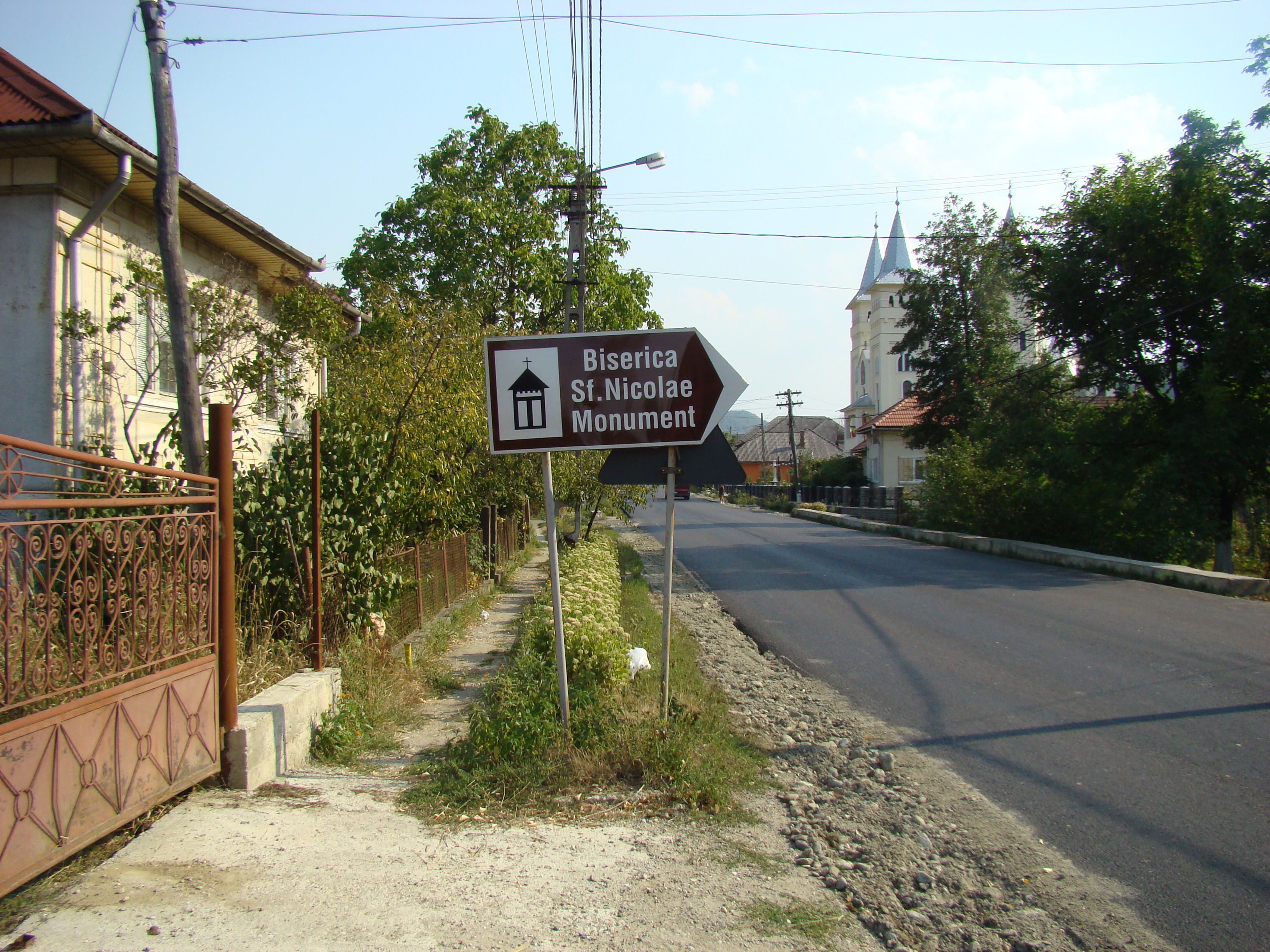
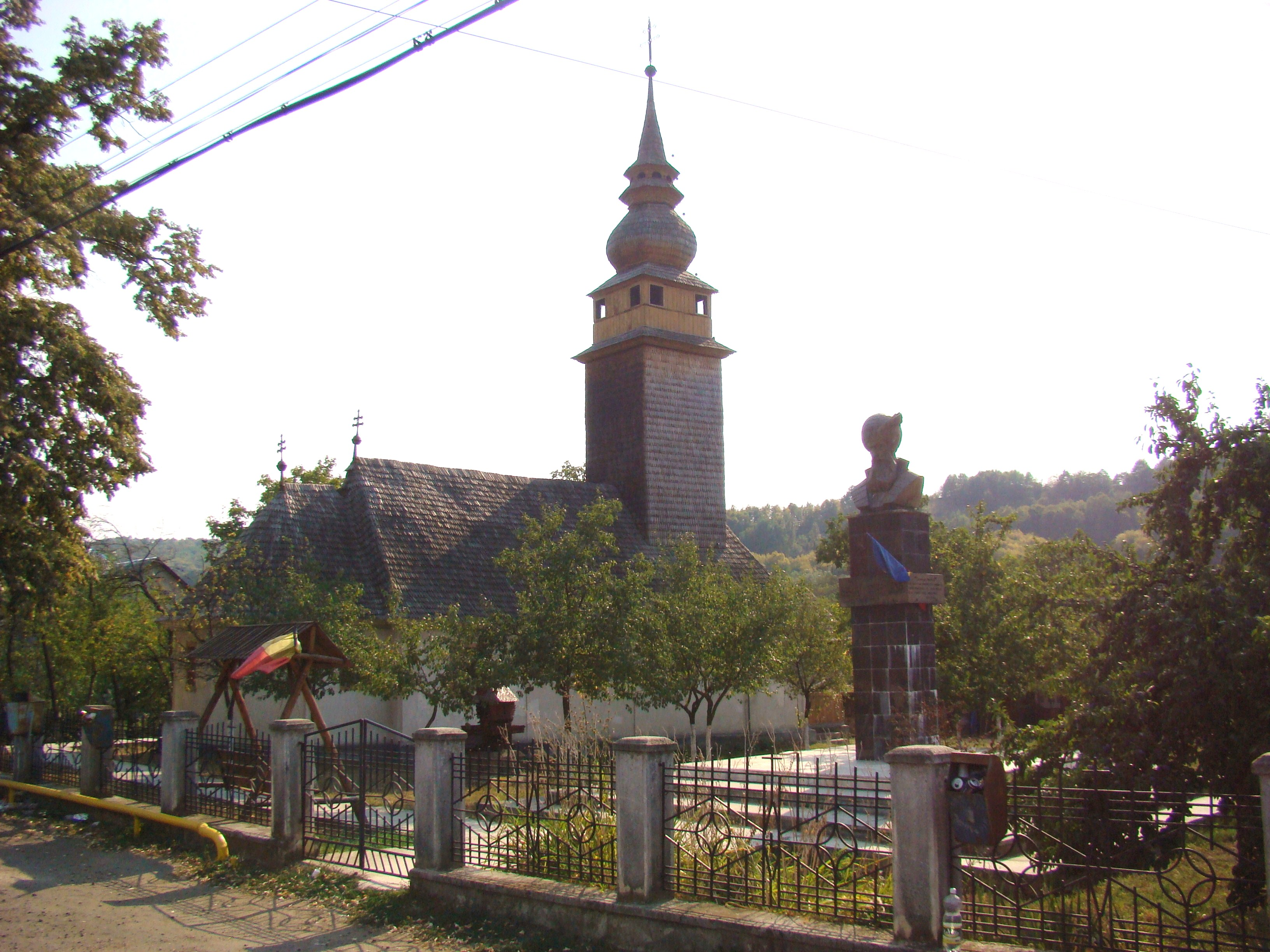
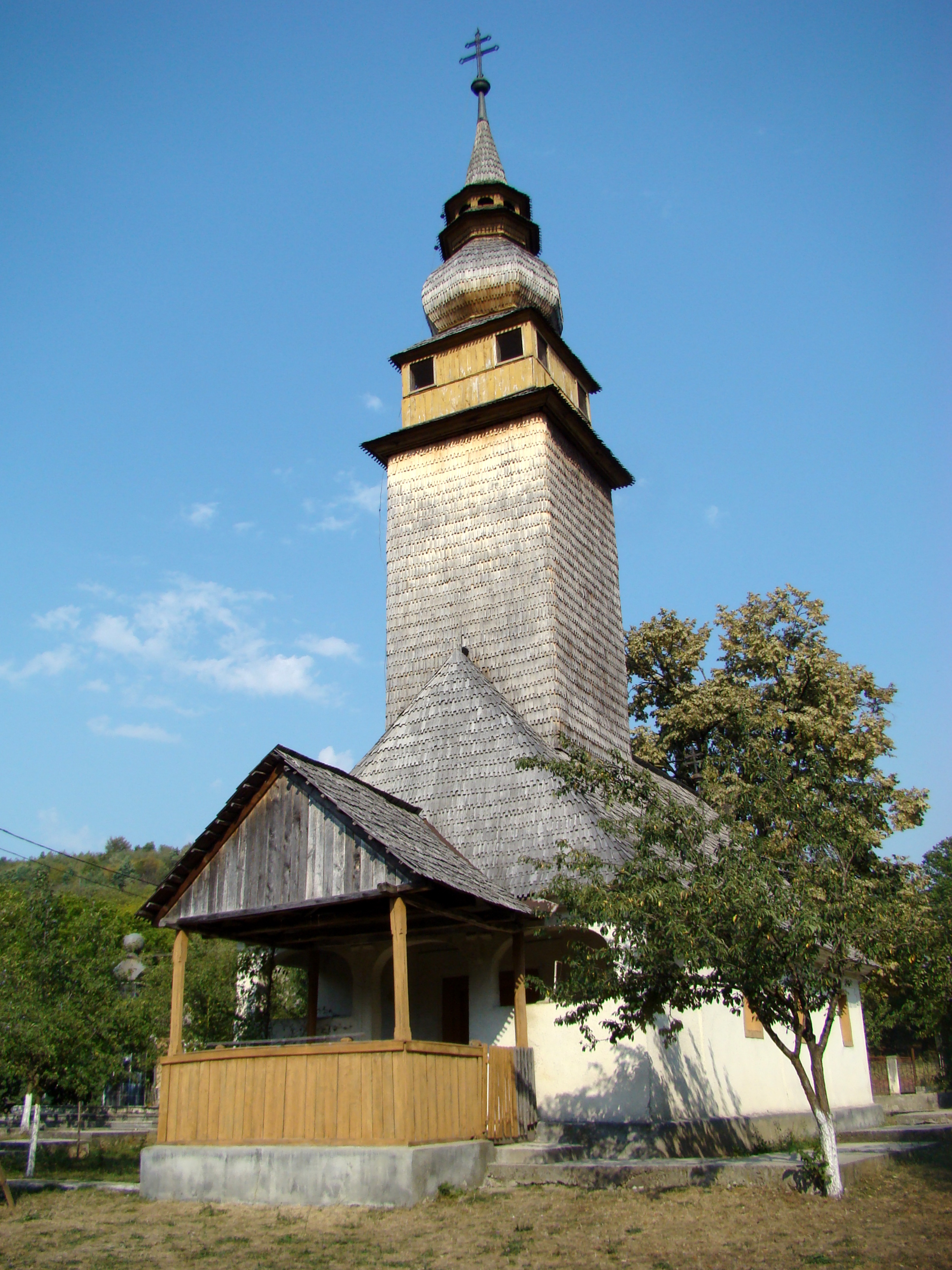
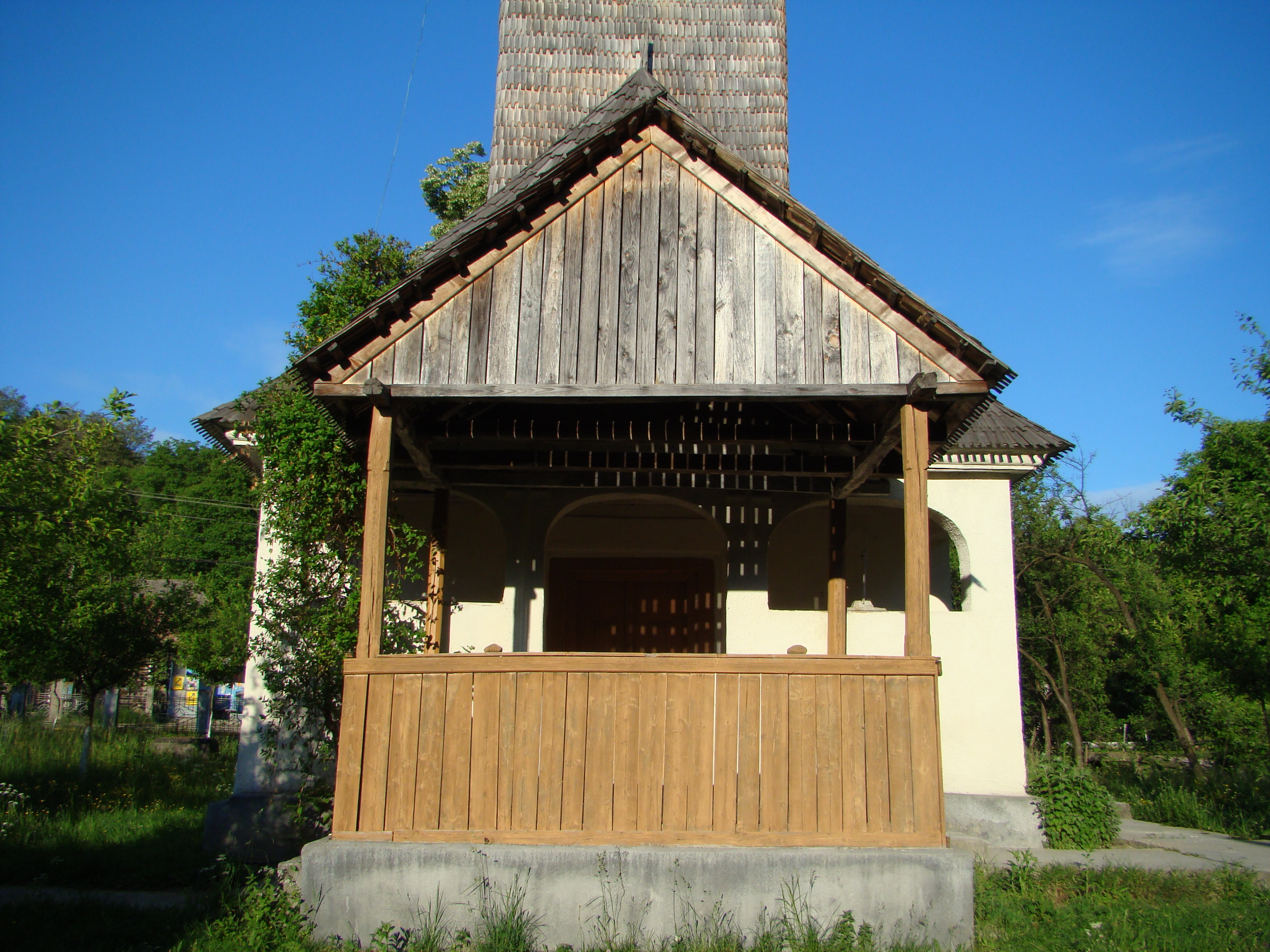
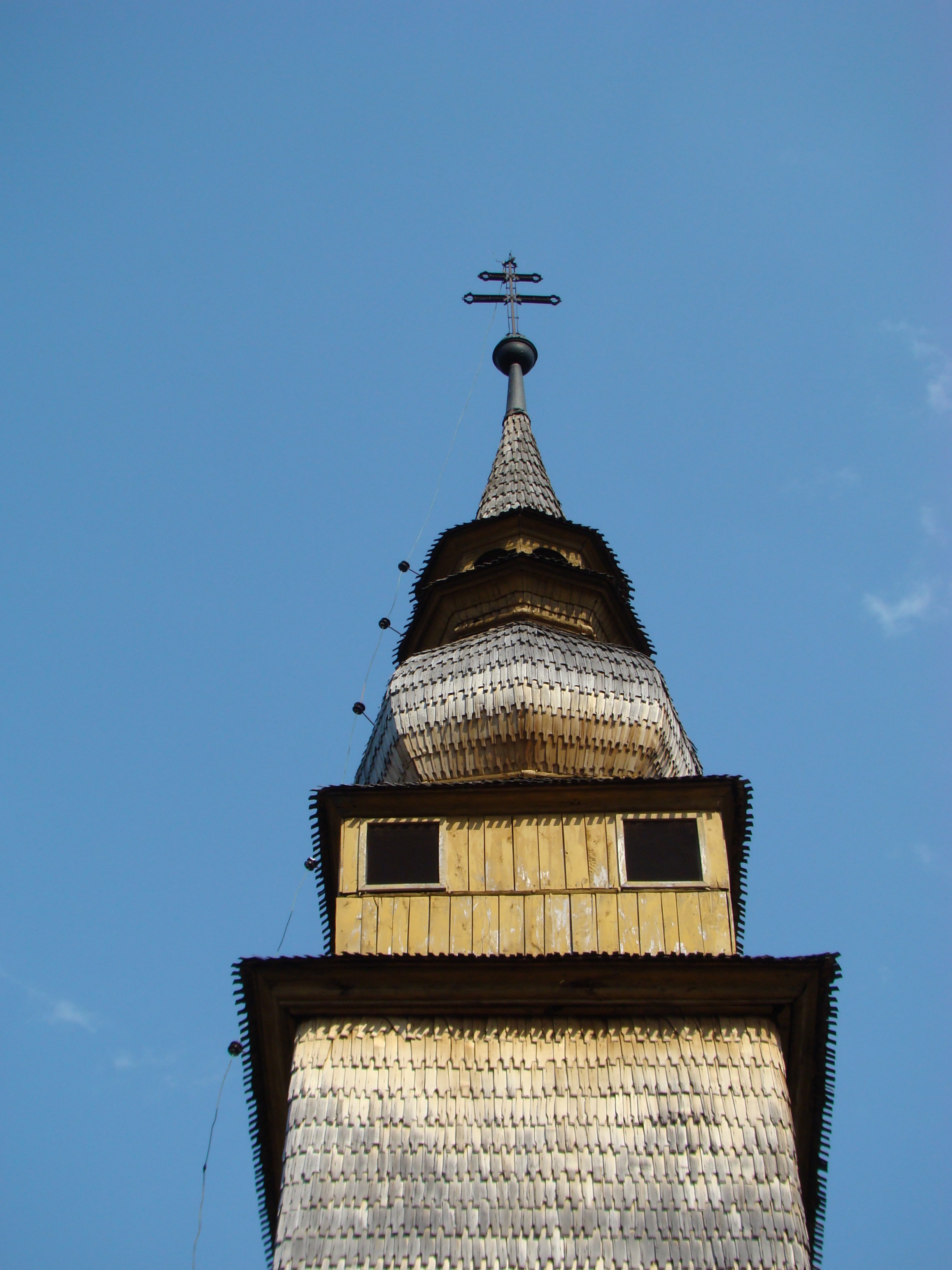
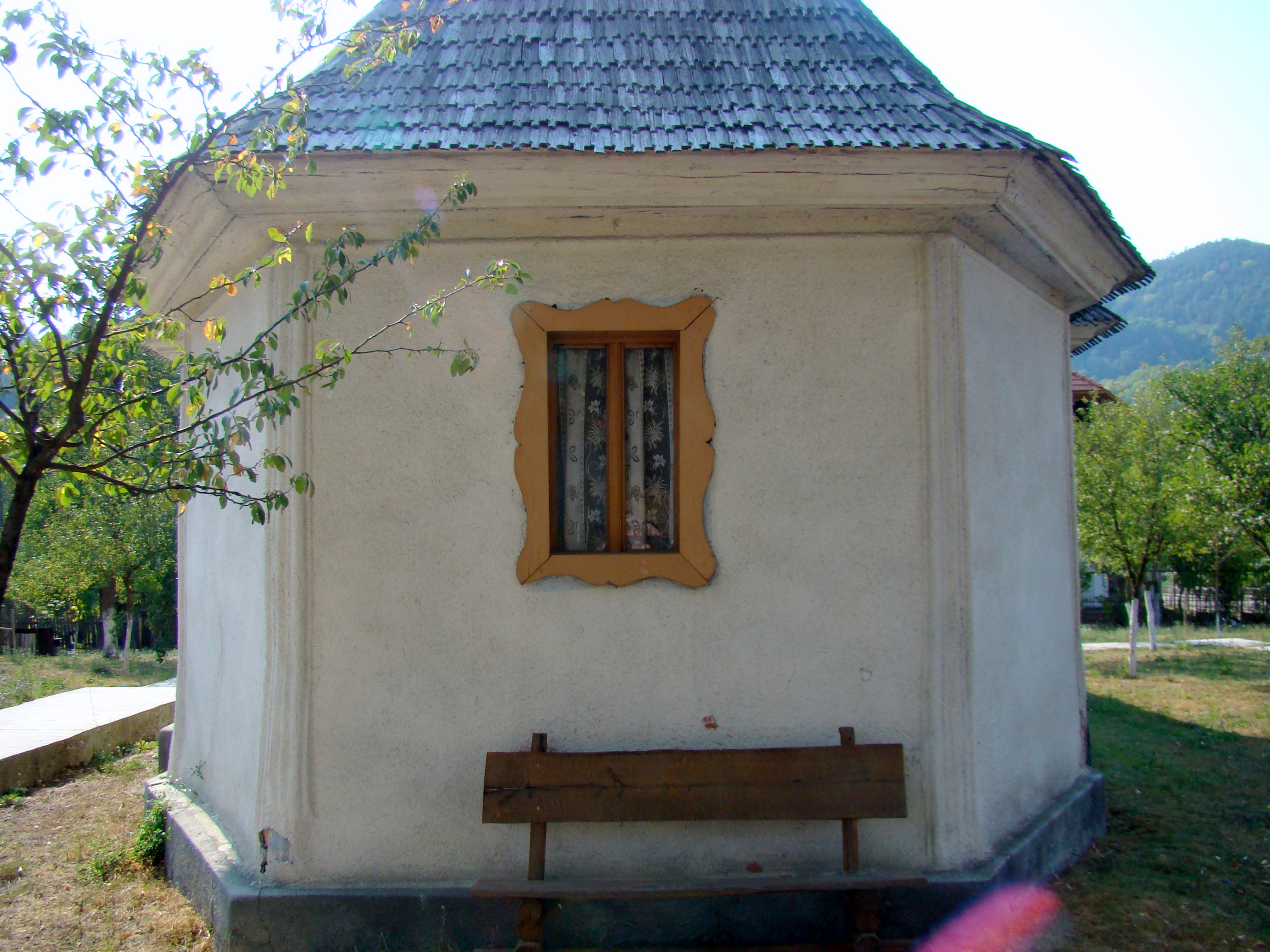
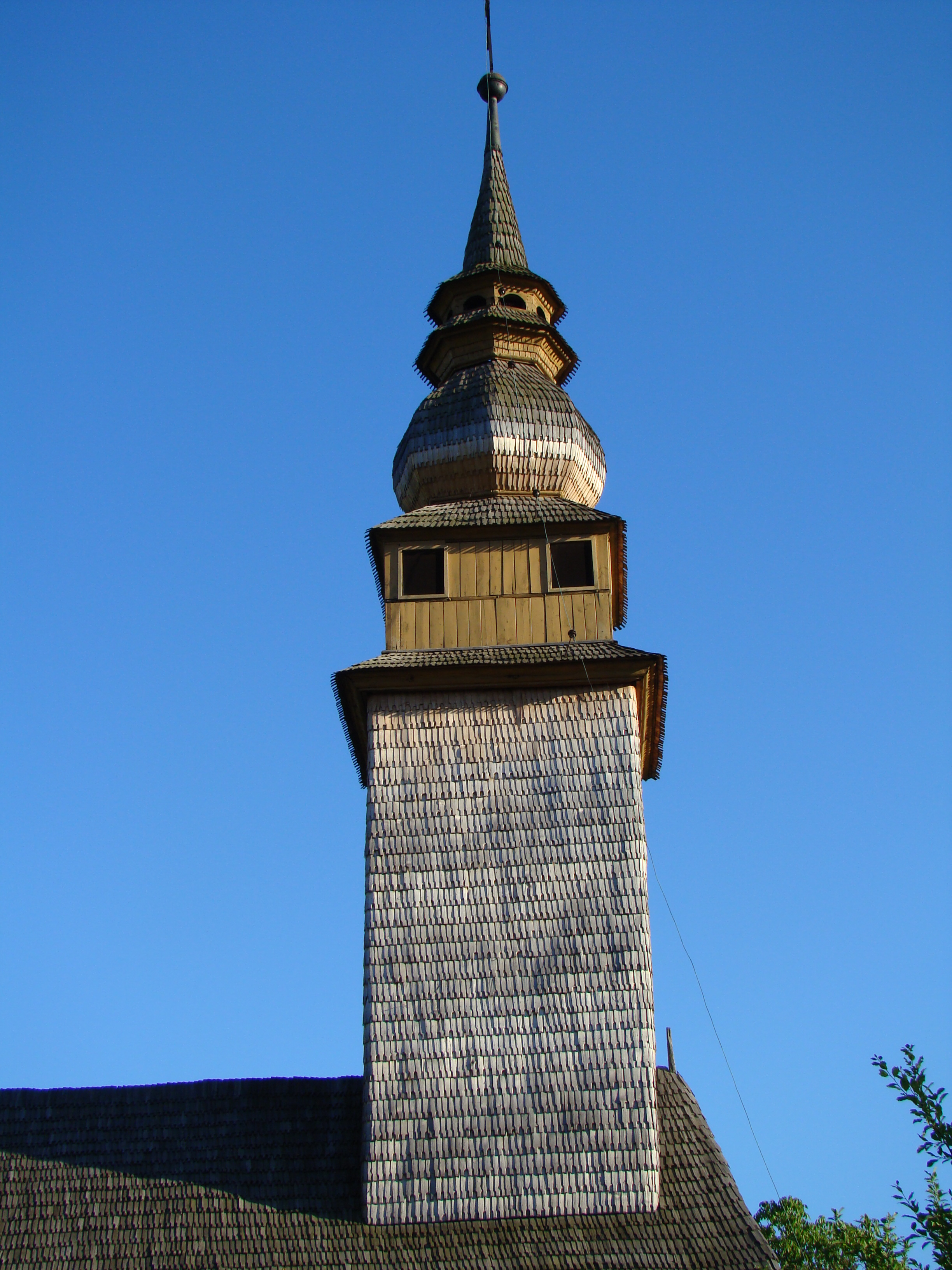
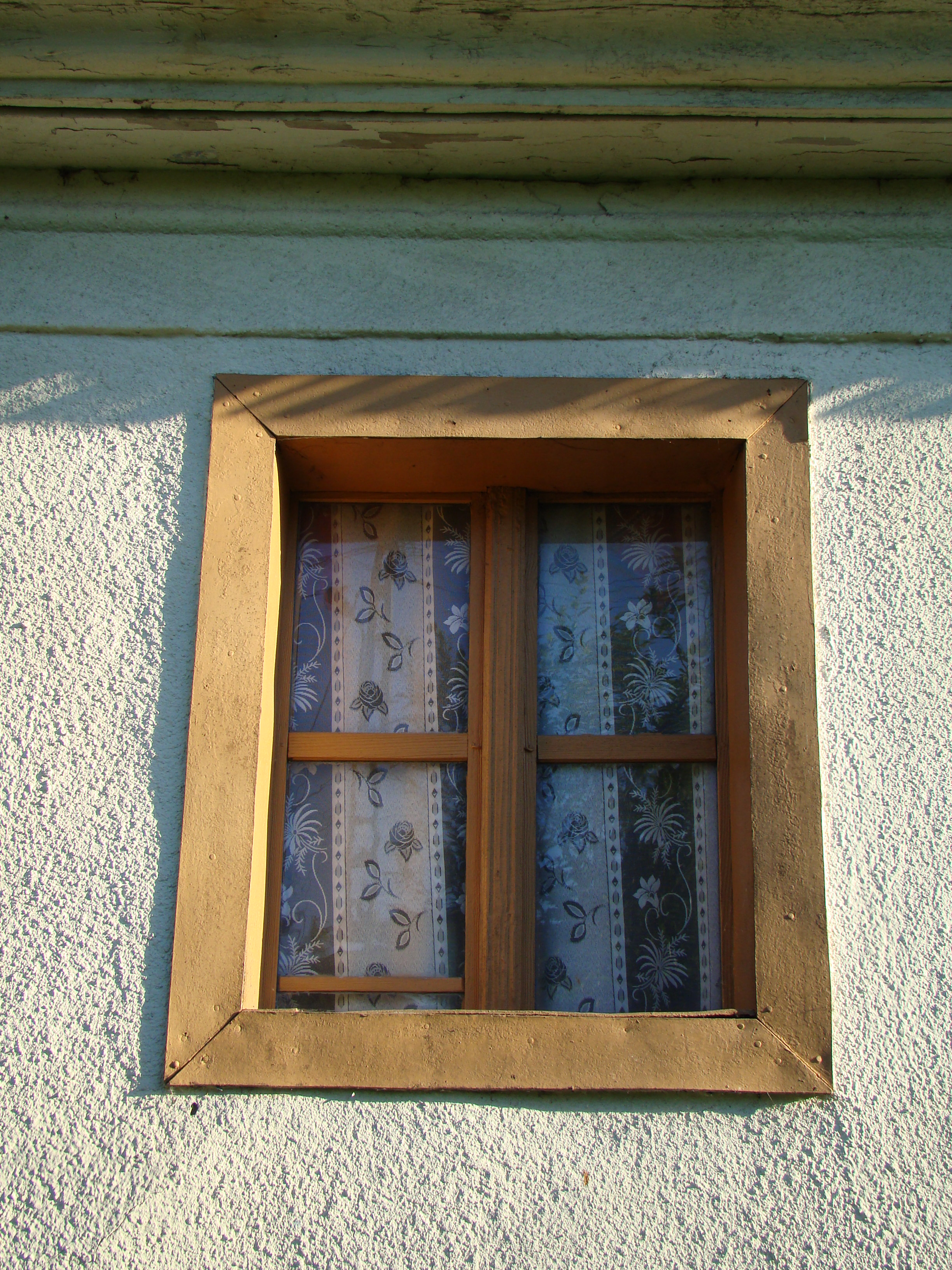
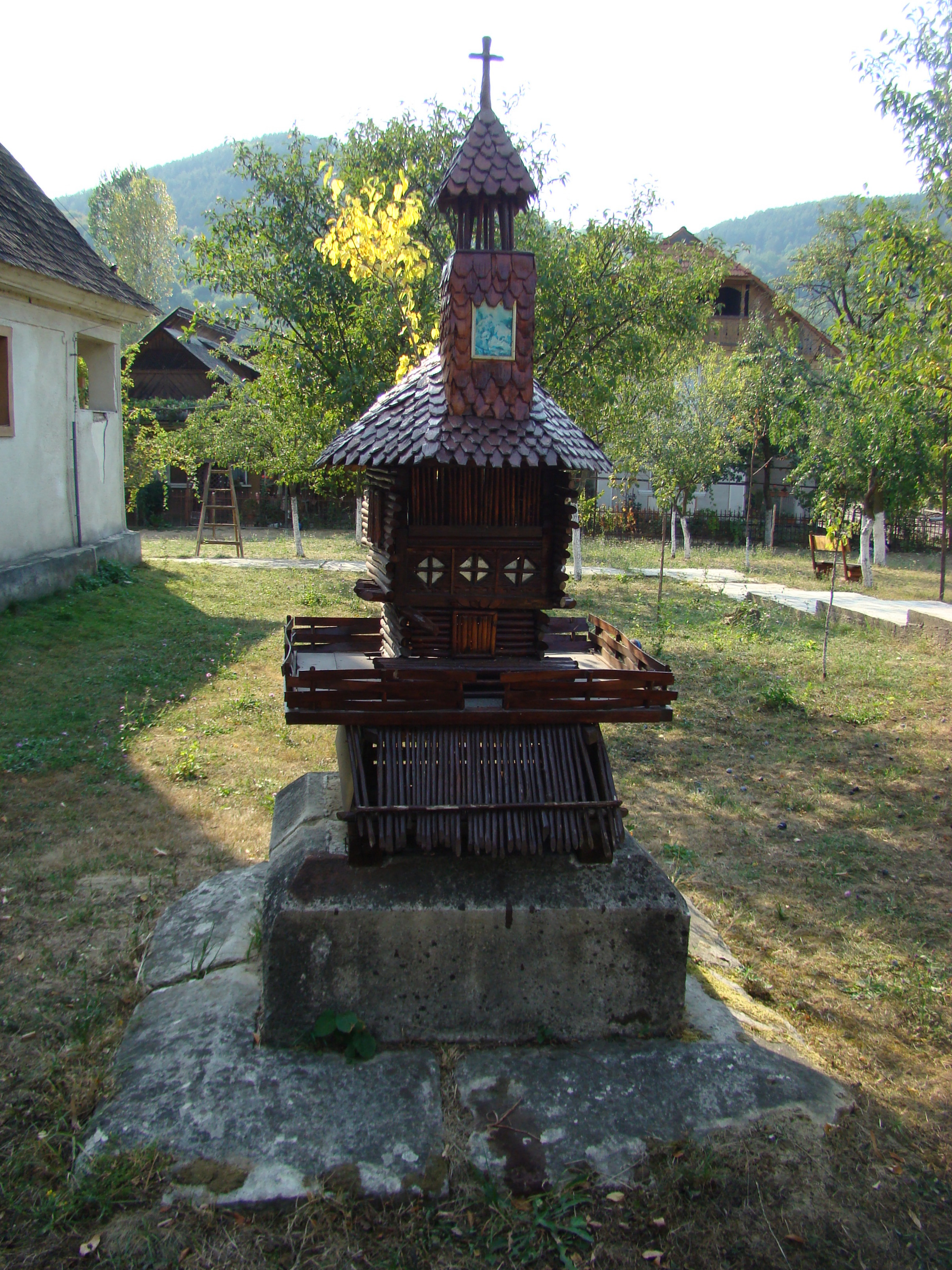
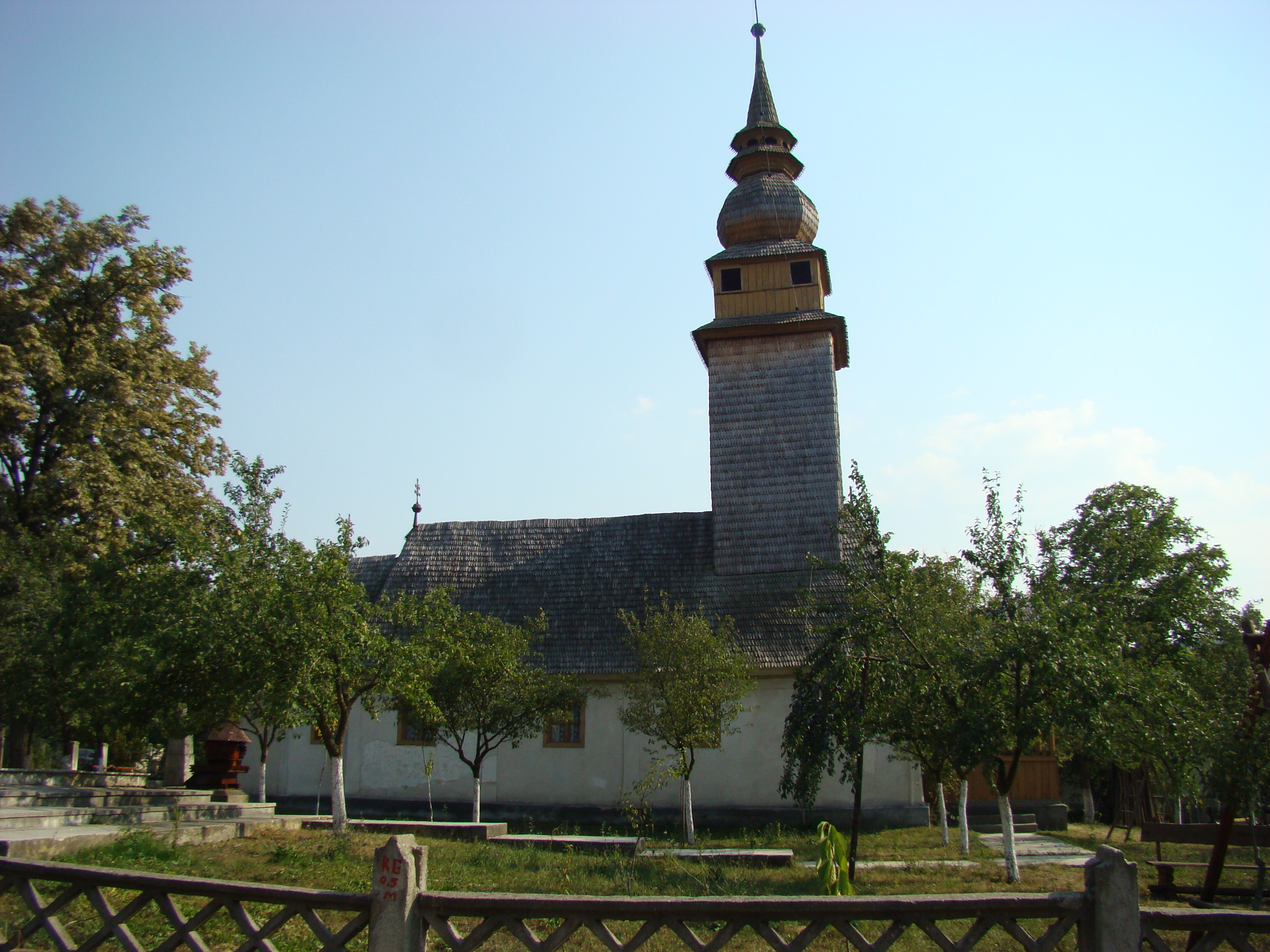
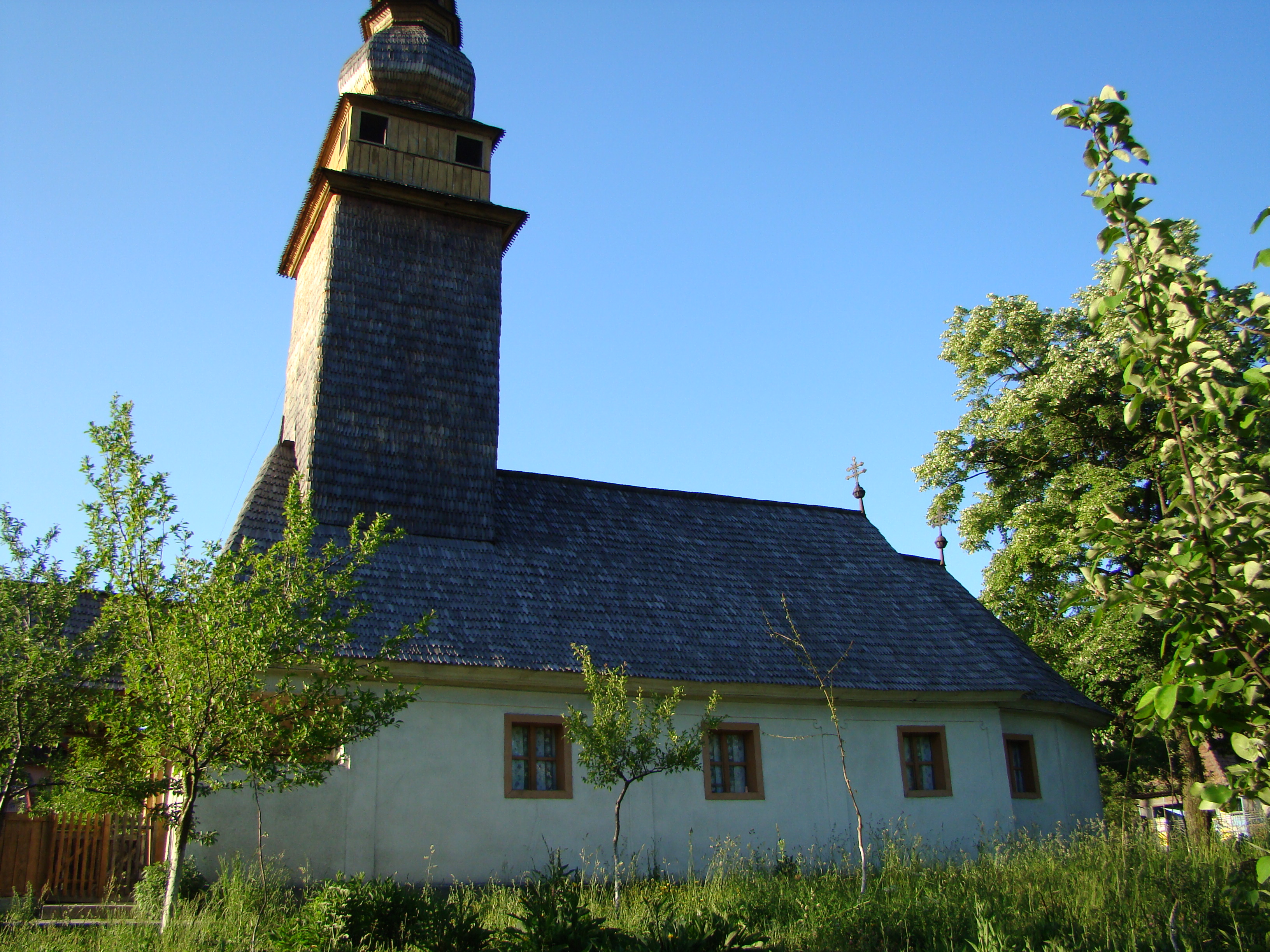
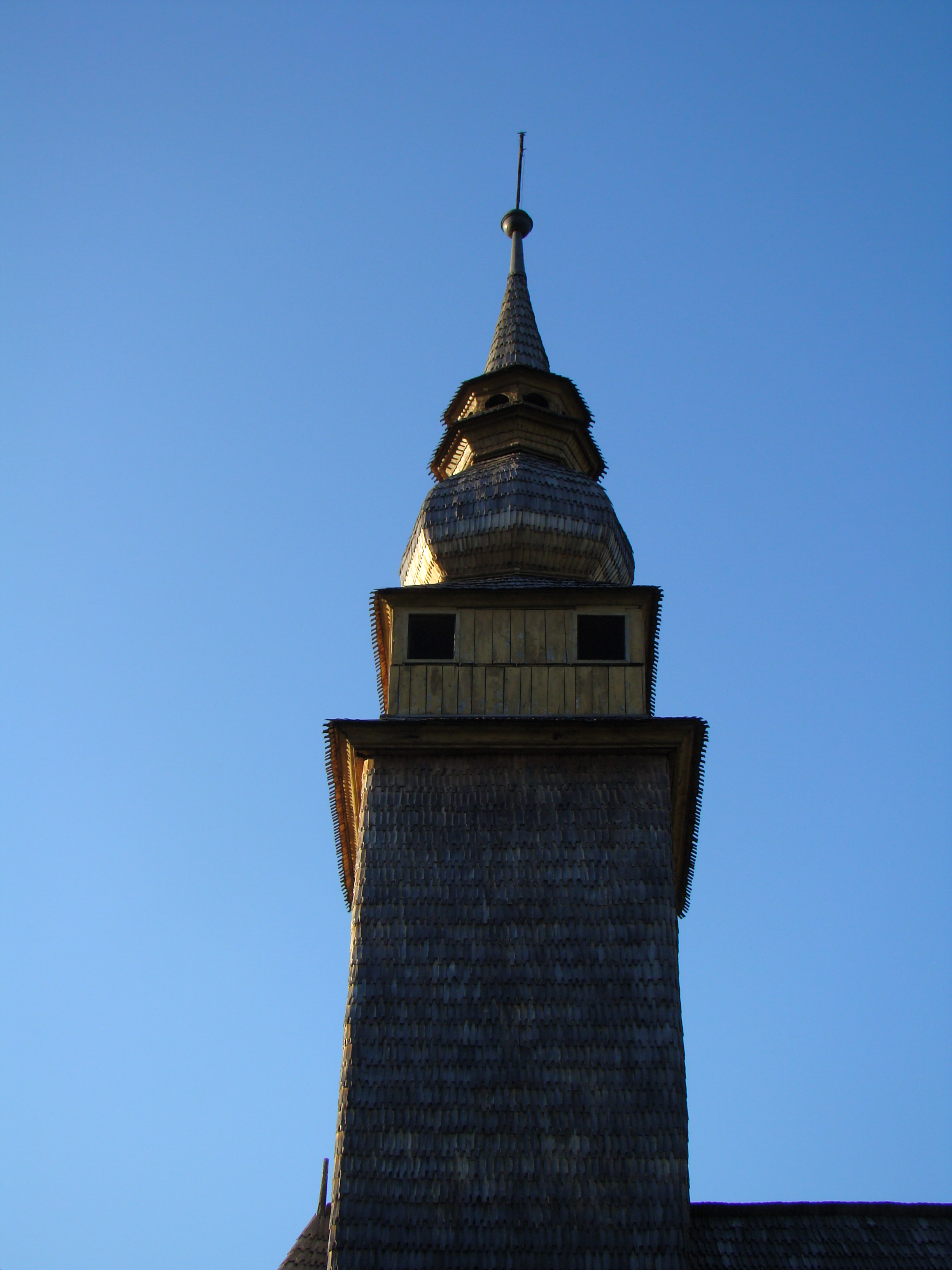

## Imagini din interior

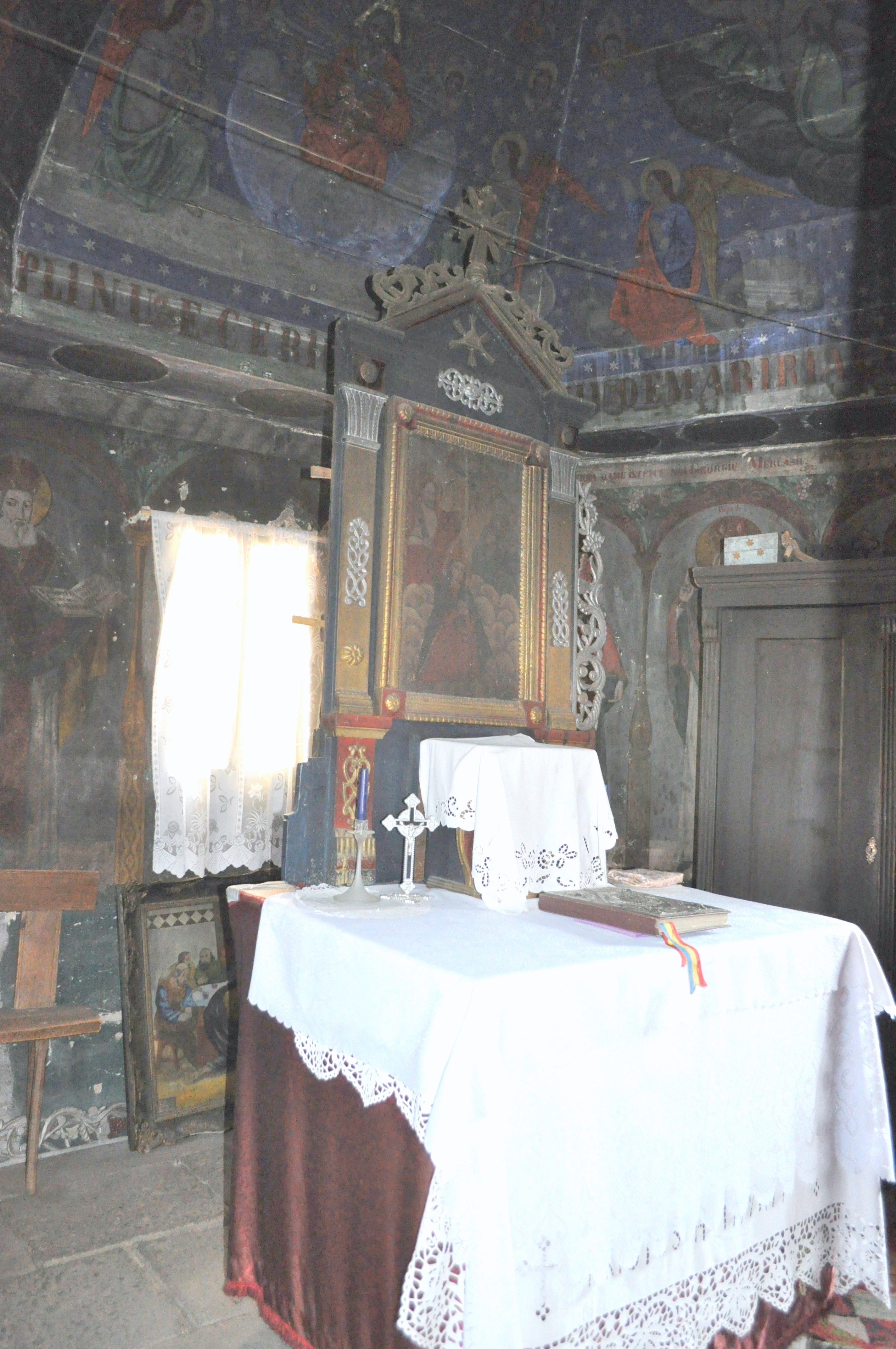
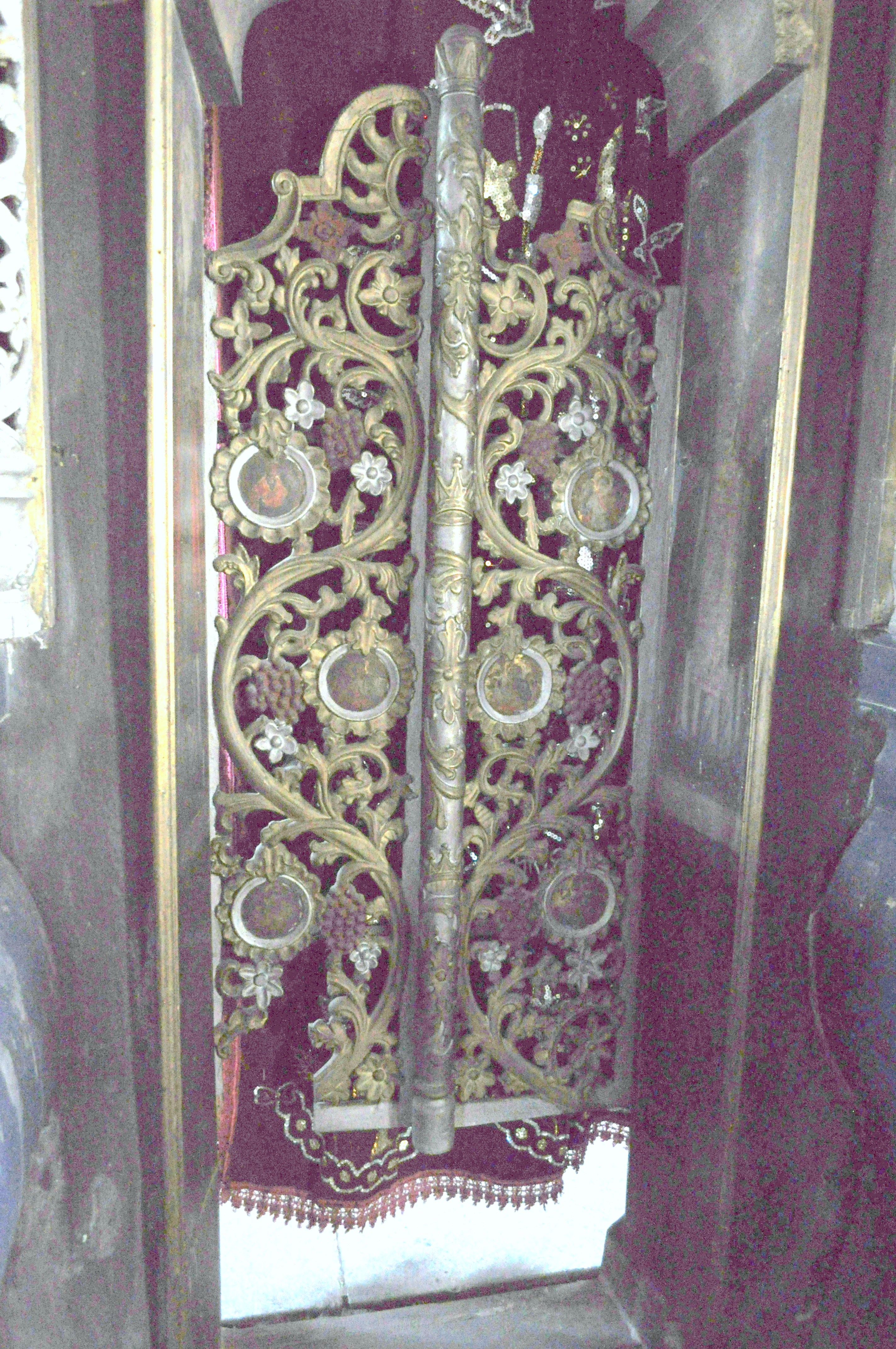
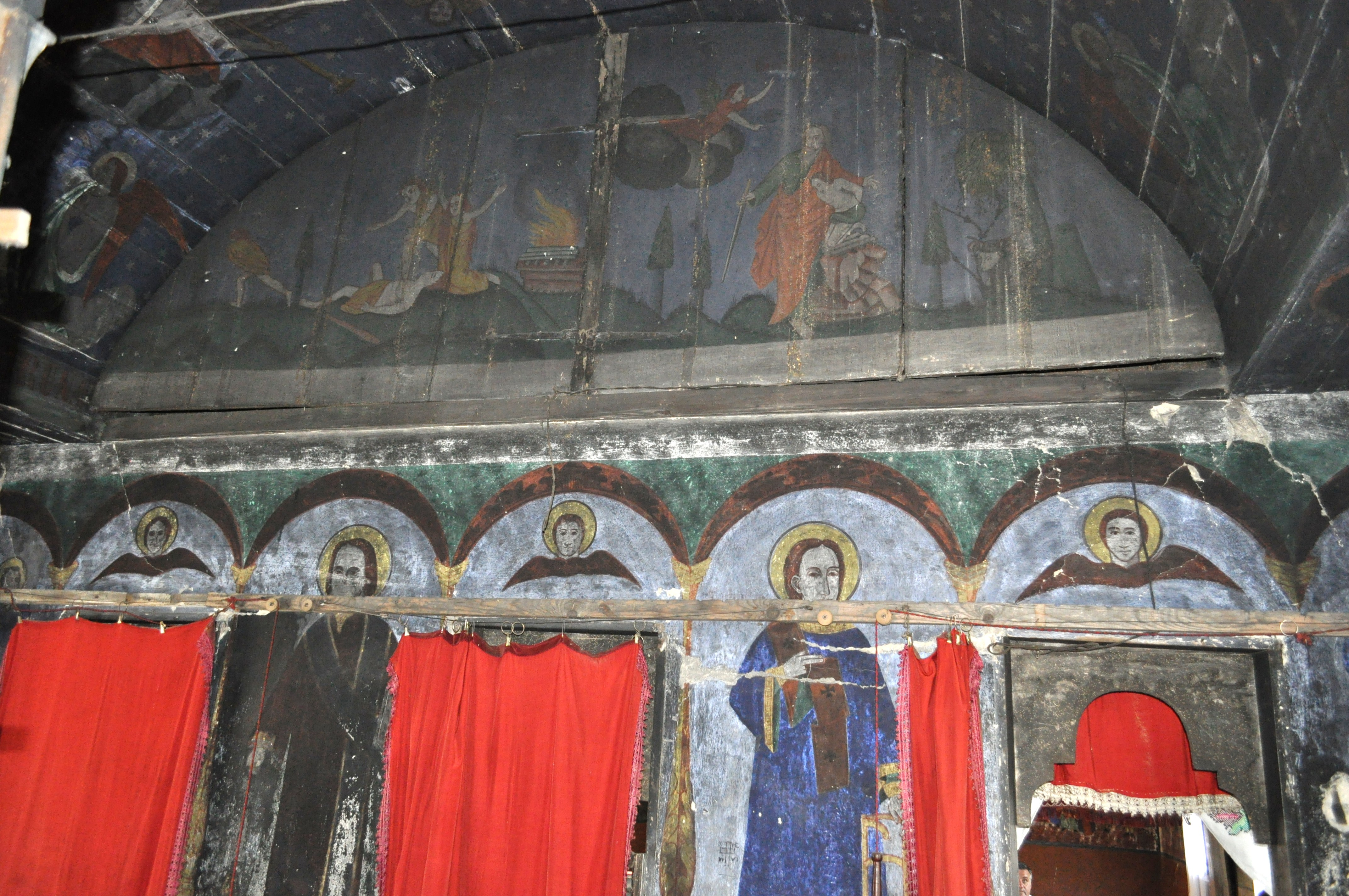
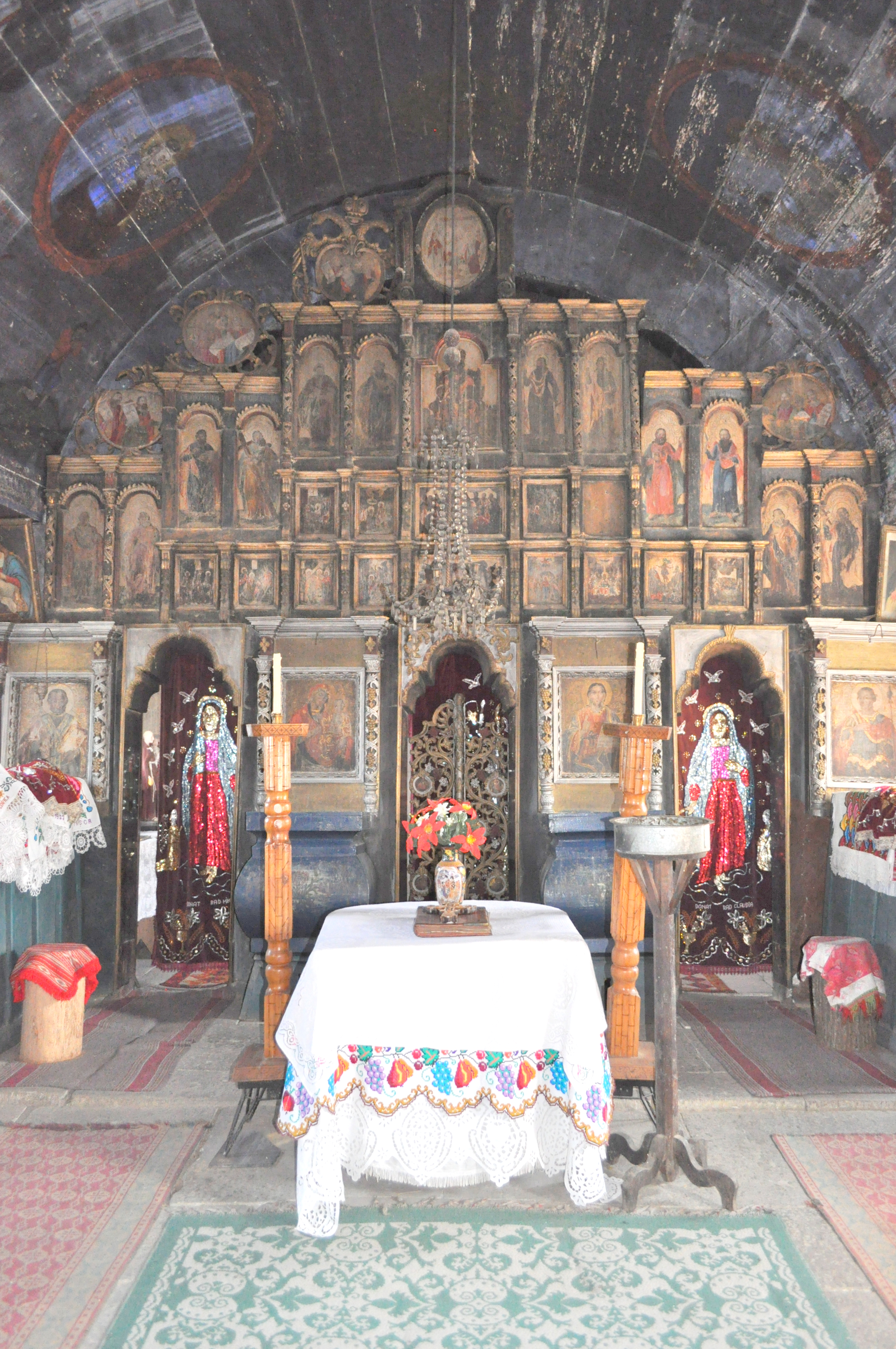
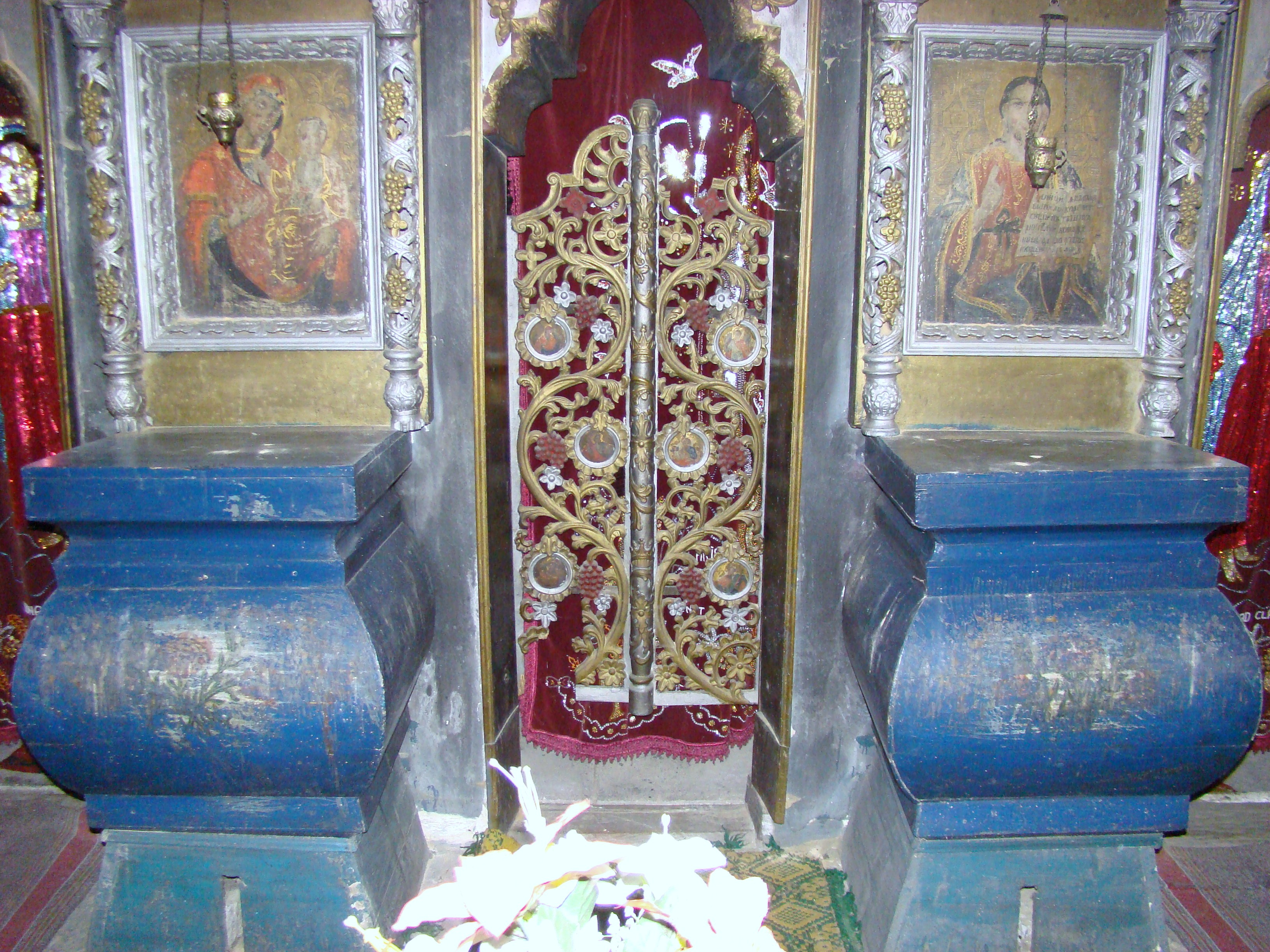
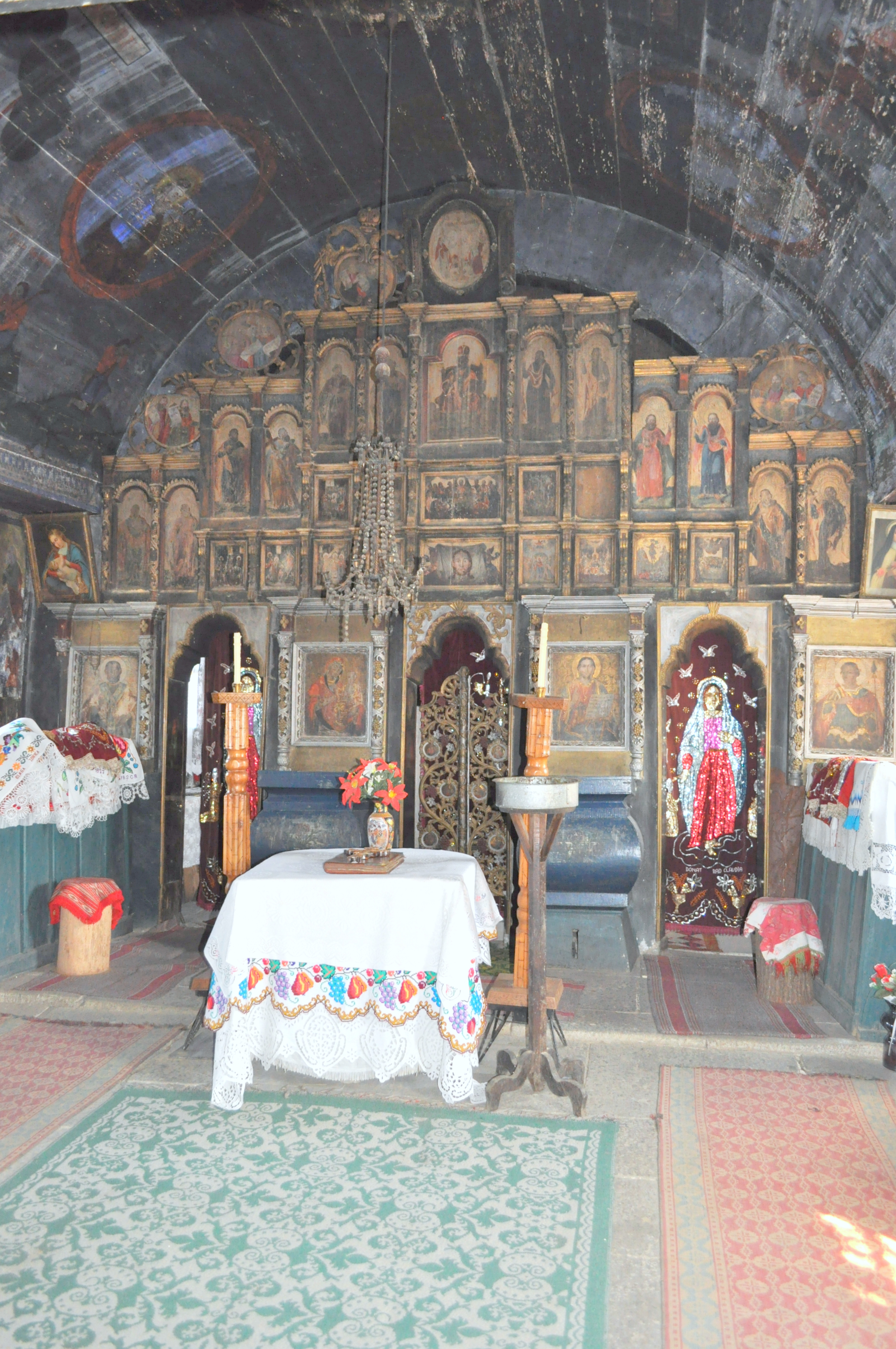
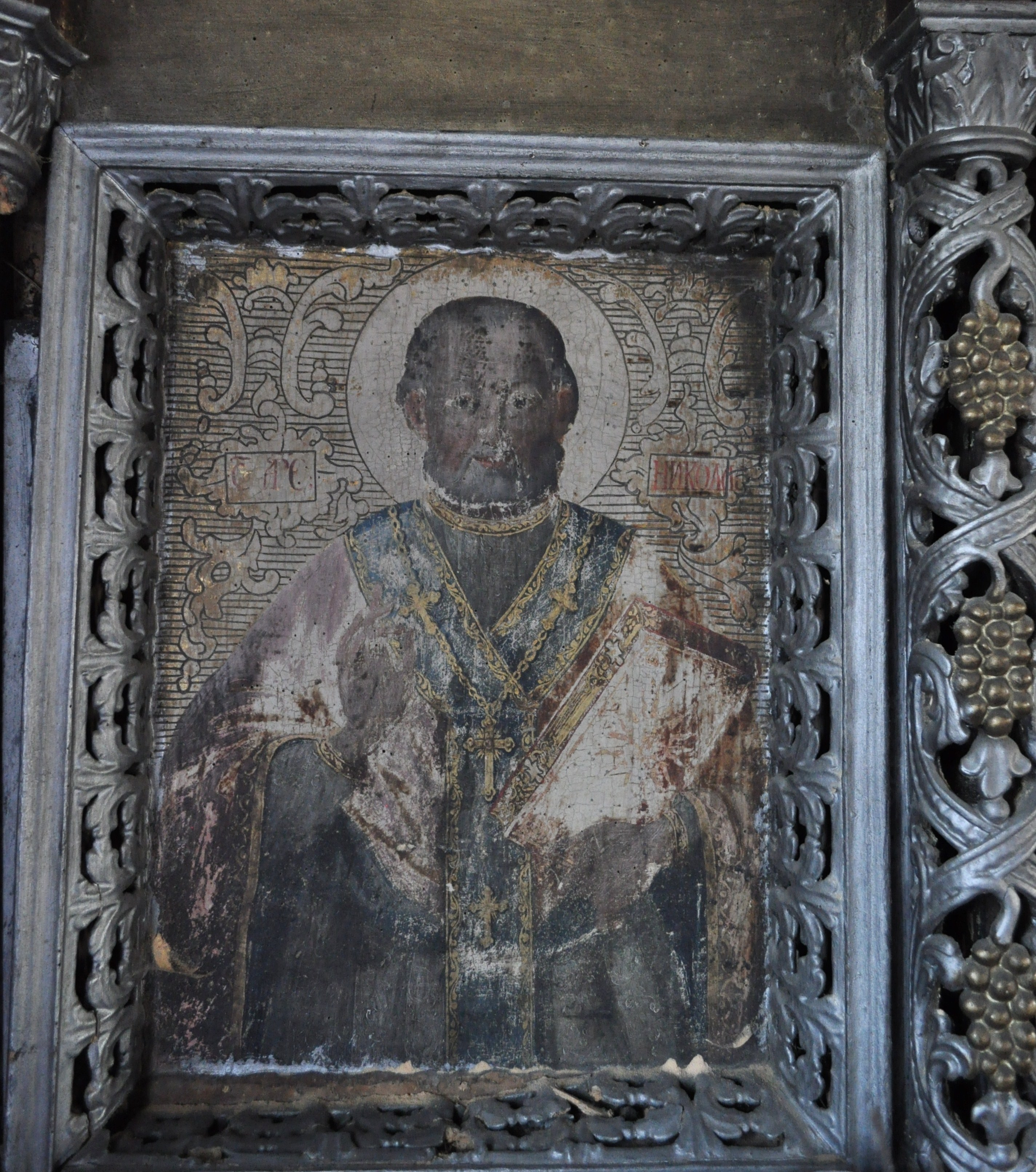
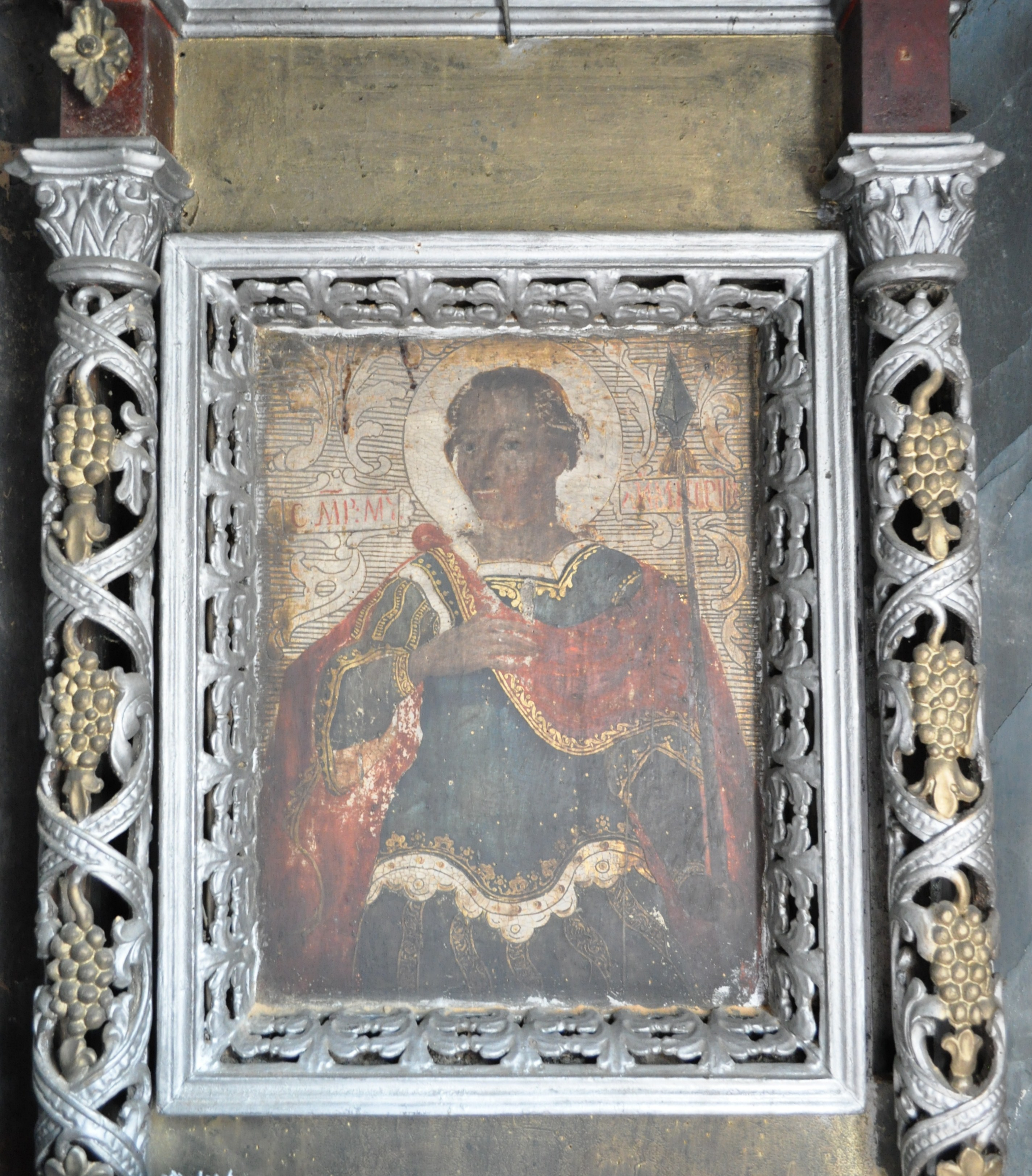
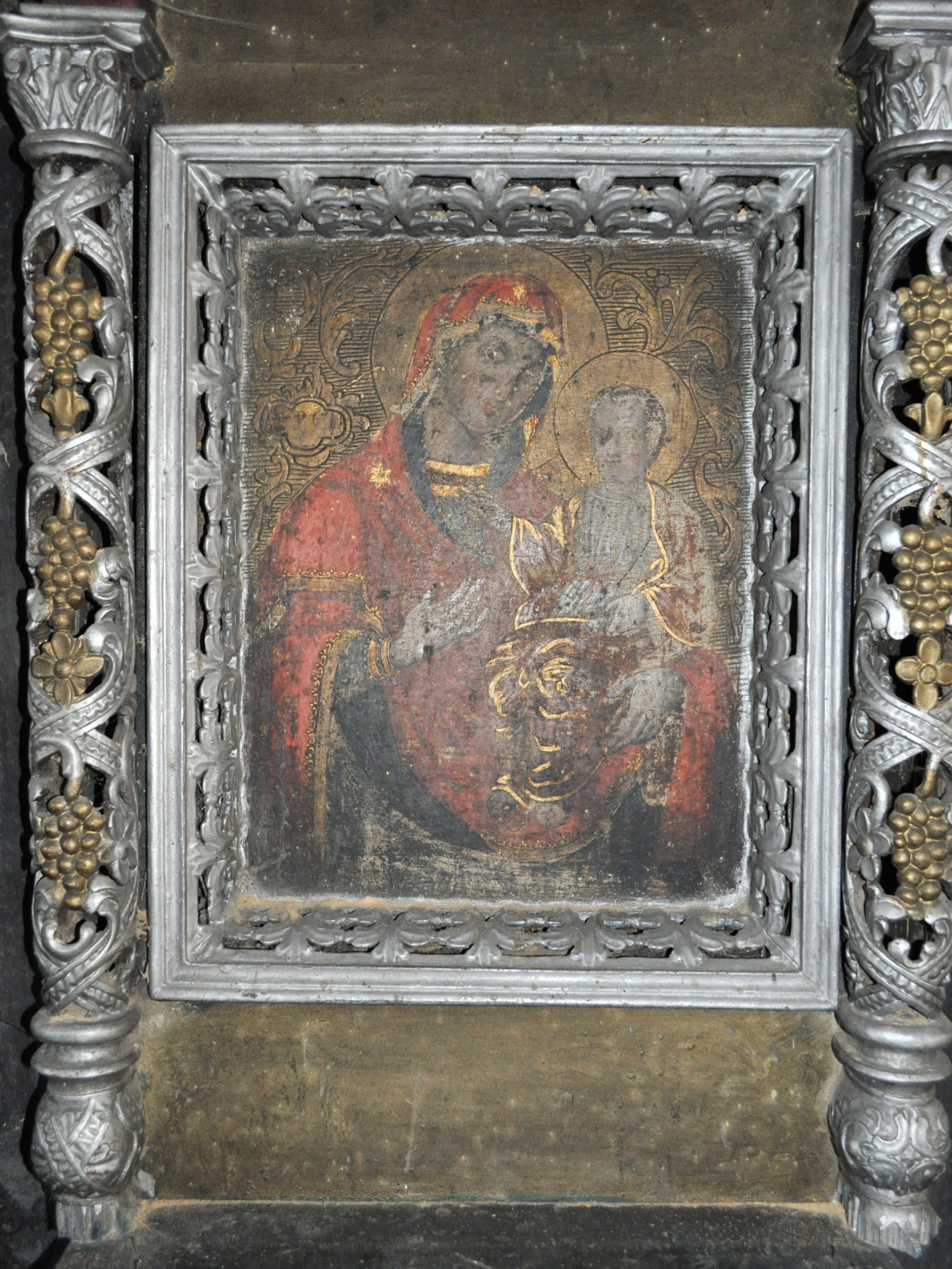
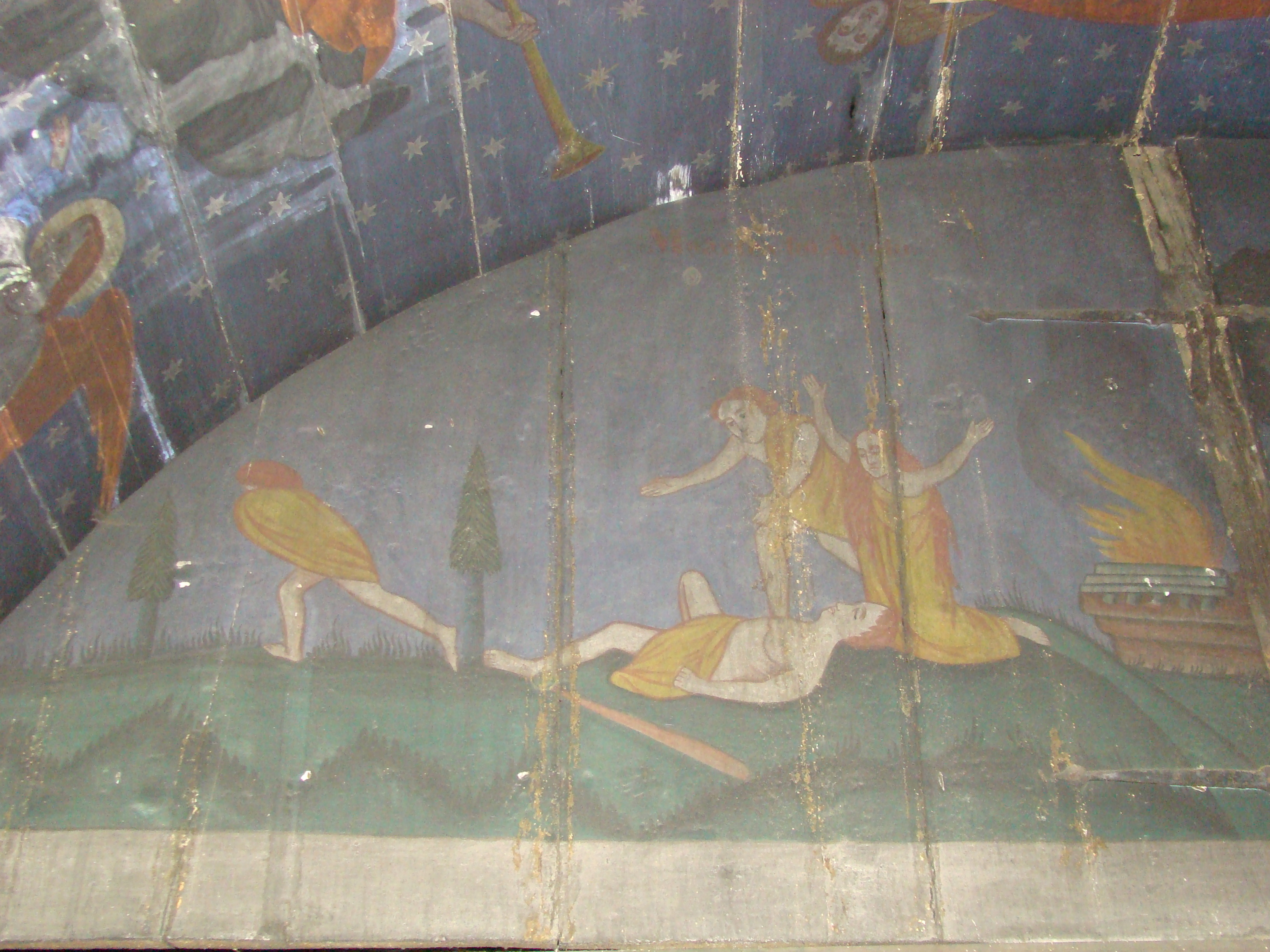
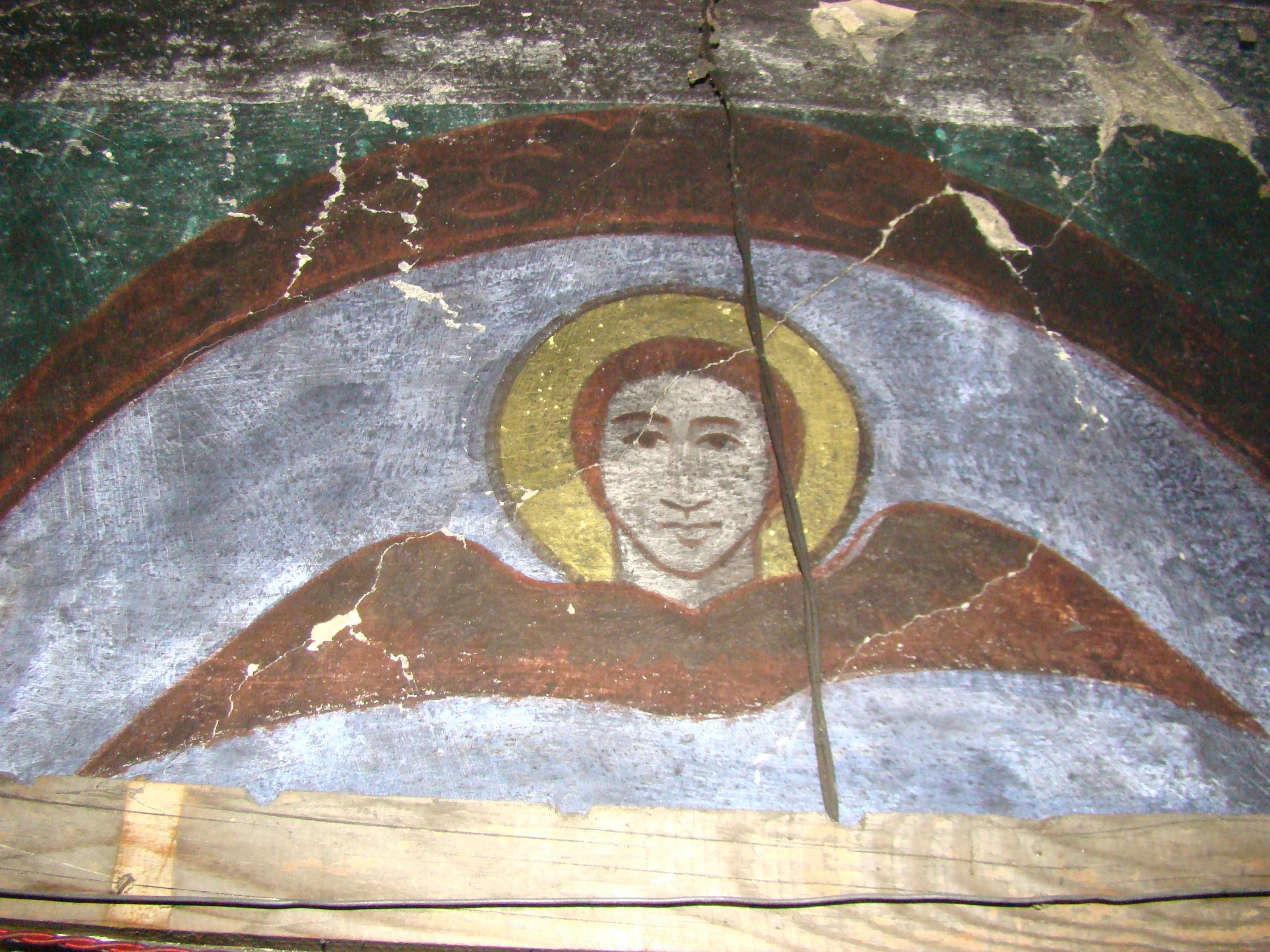
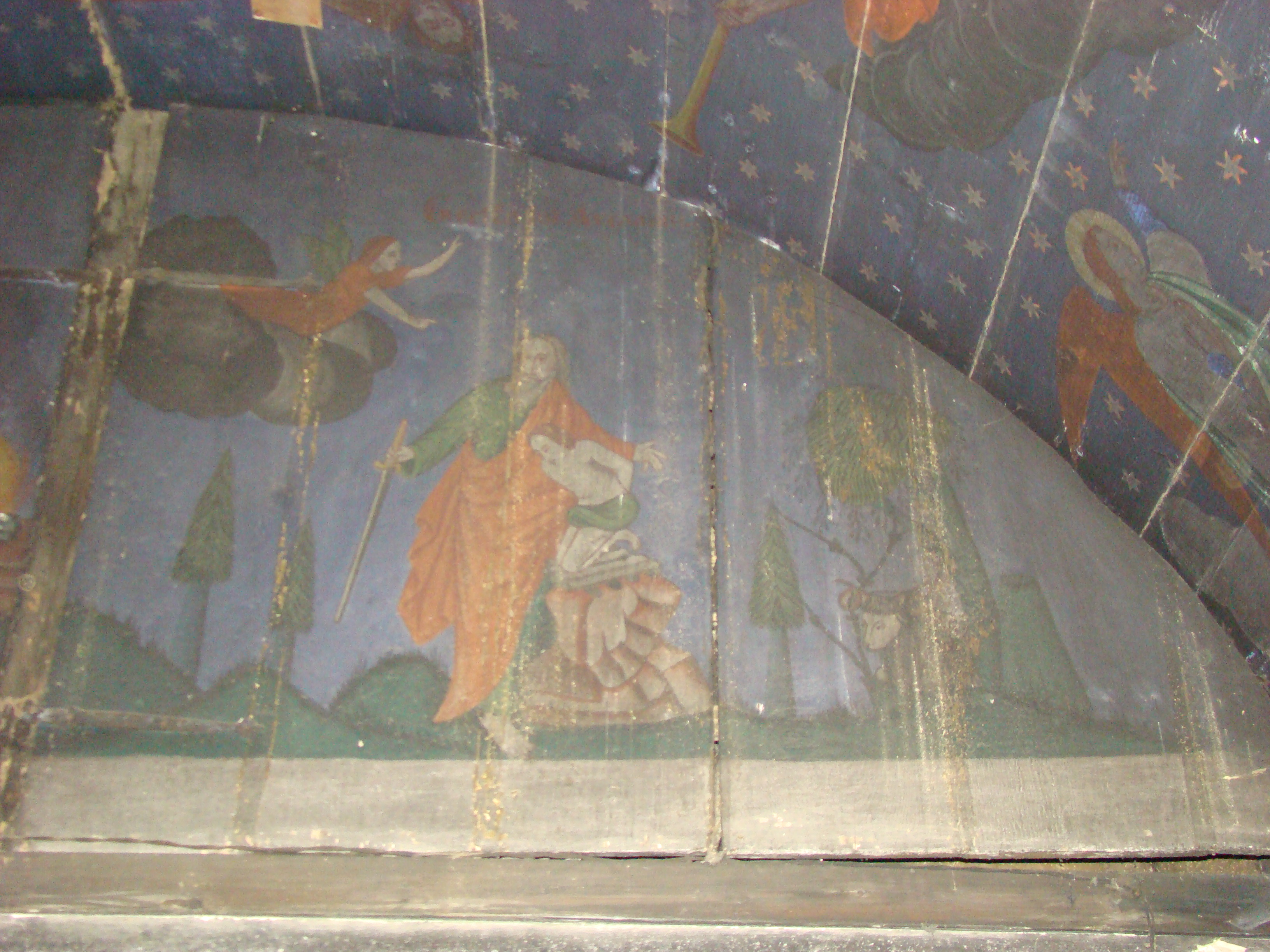
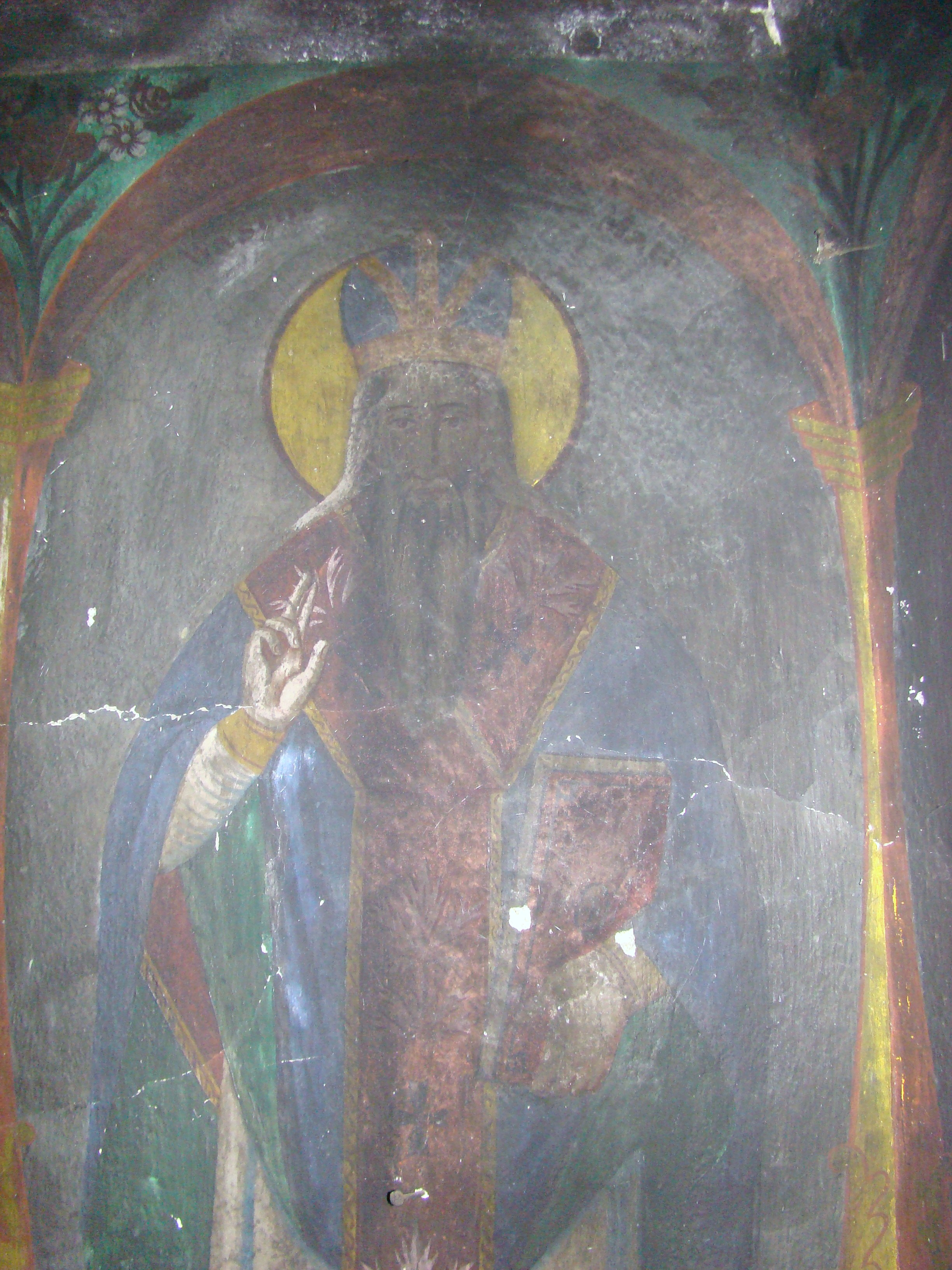
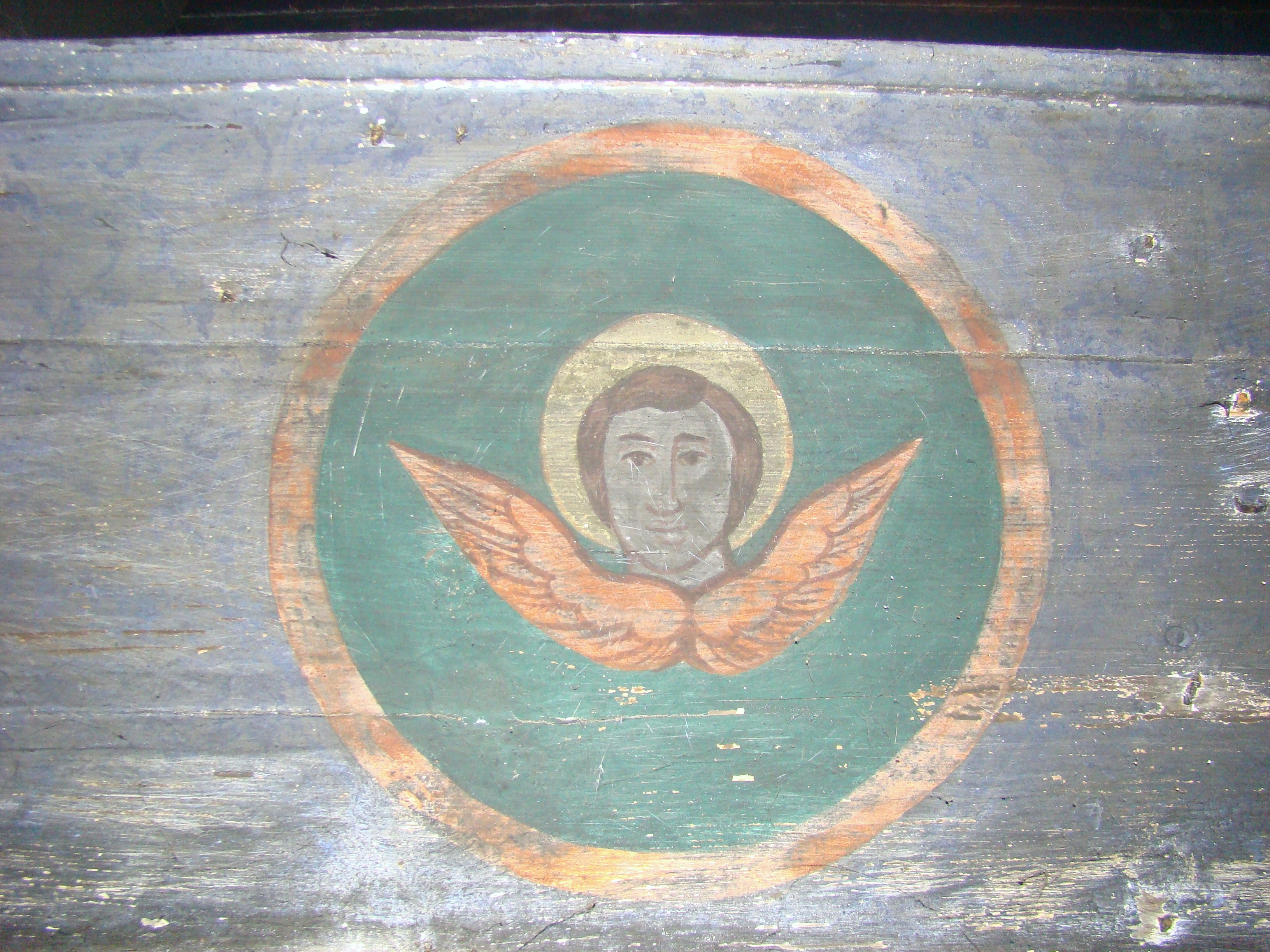
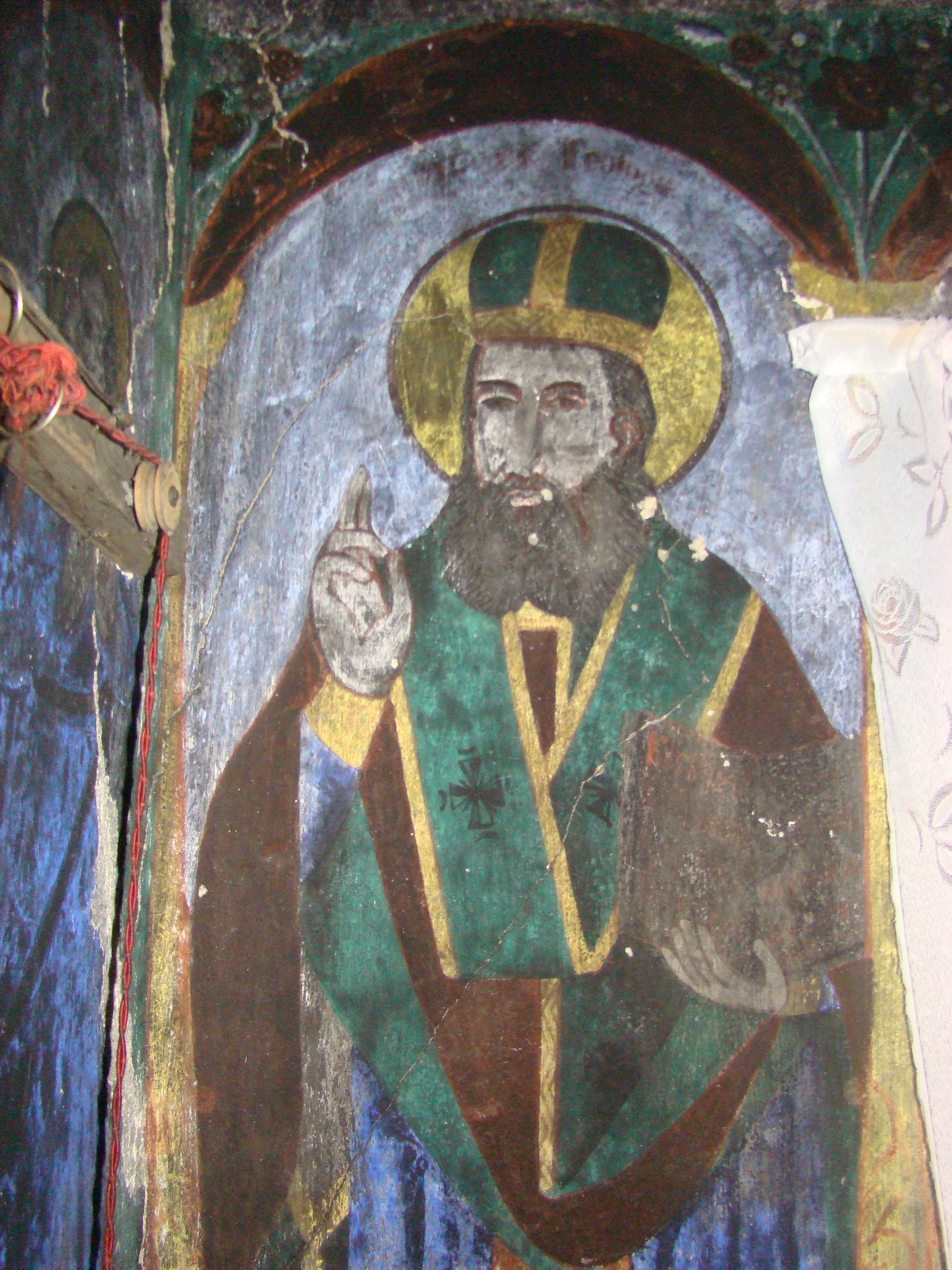
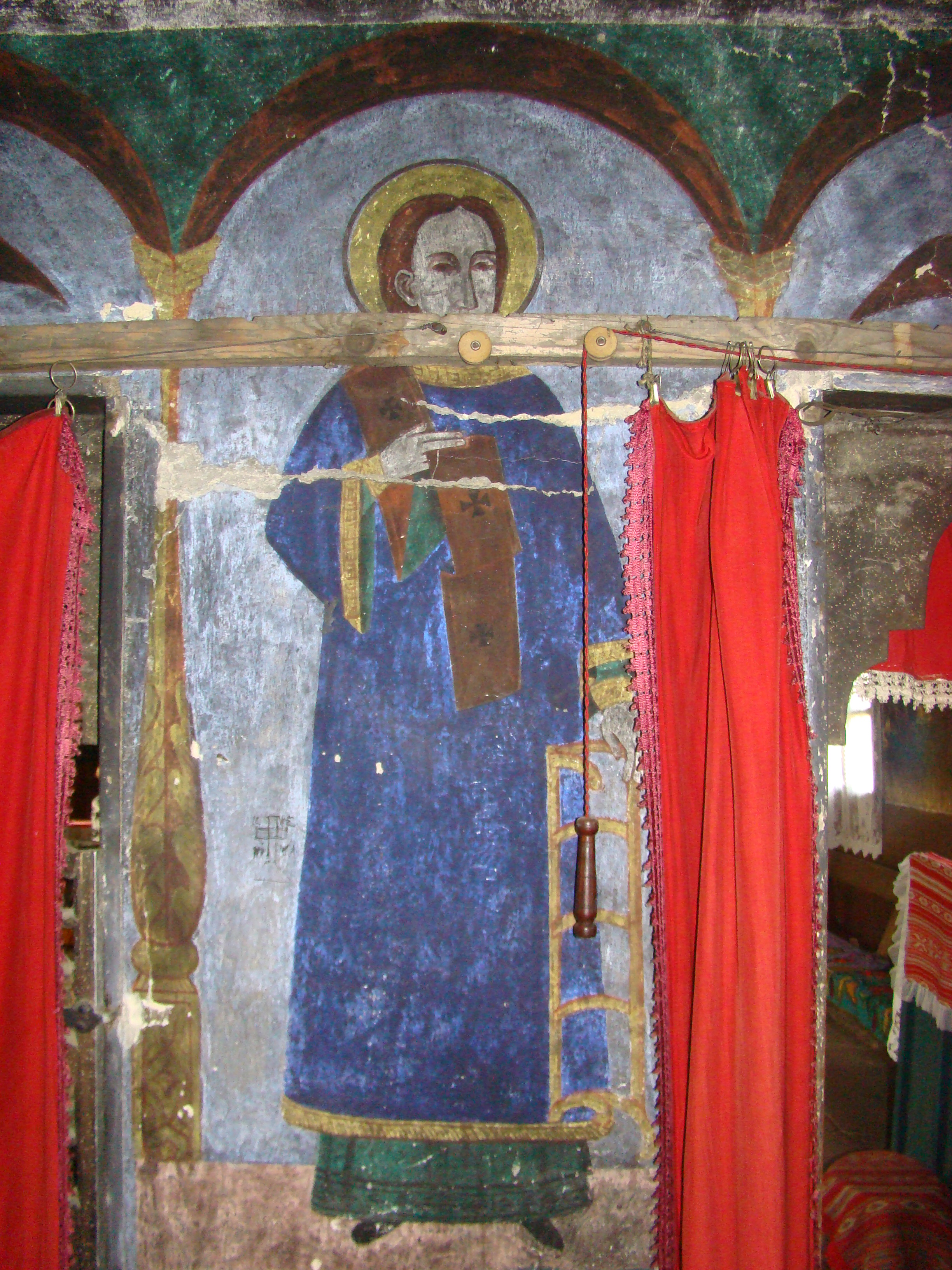
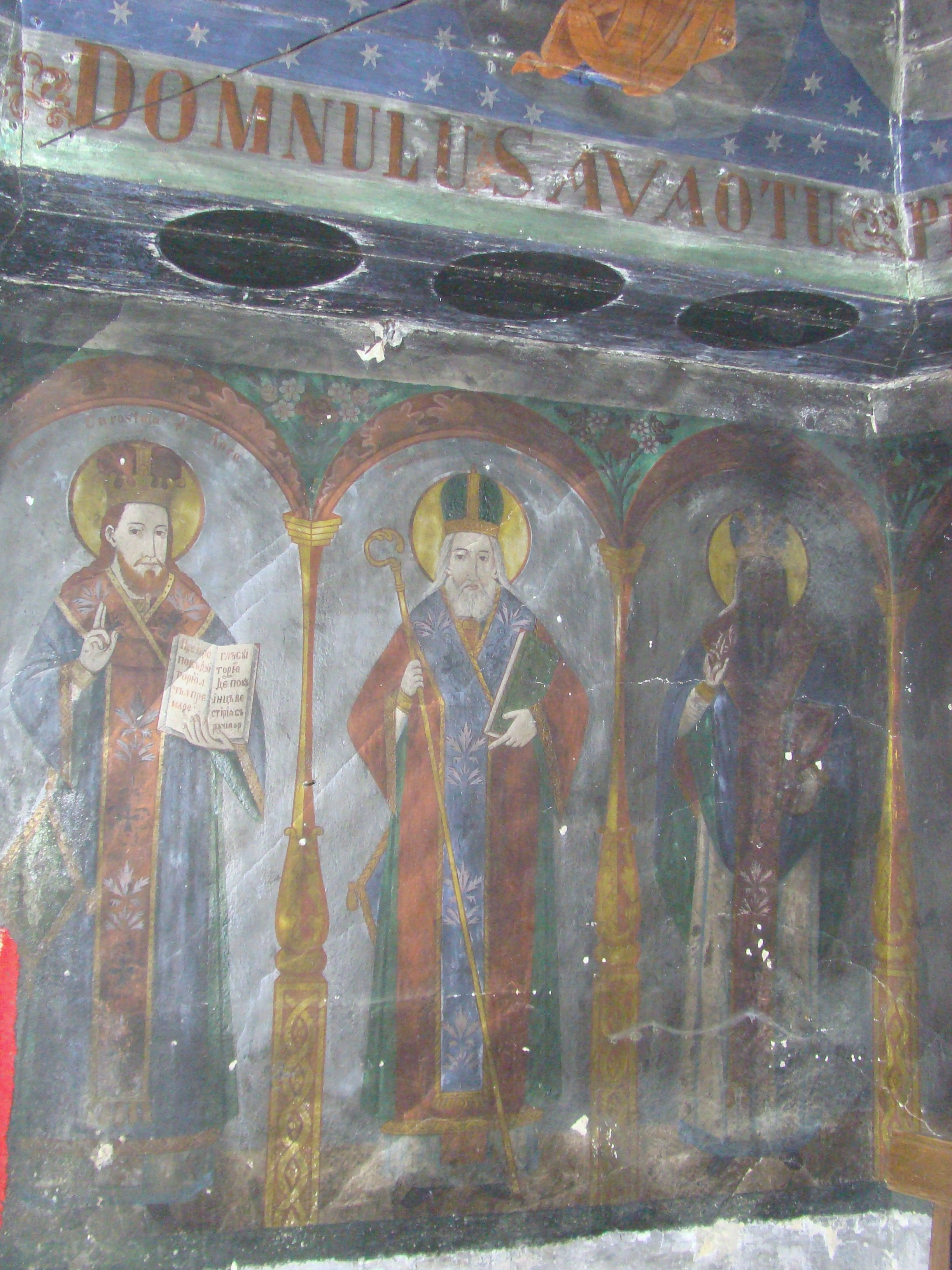
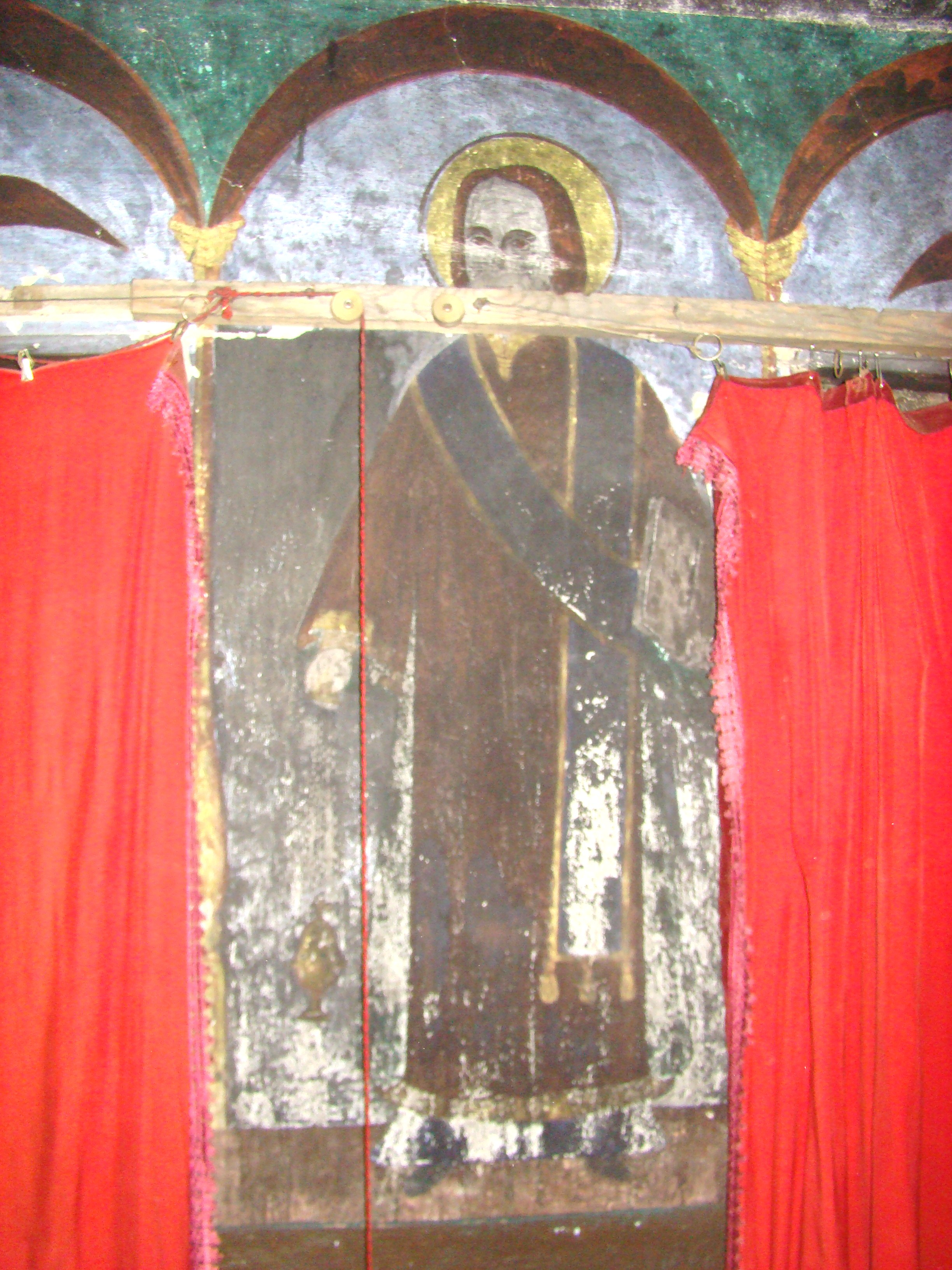
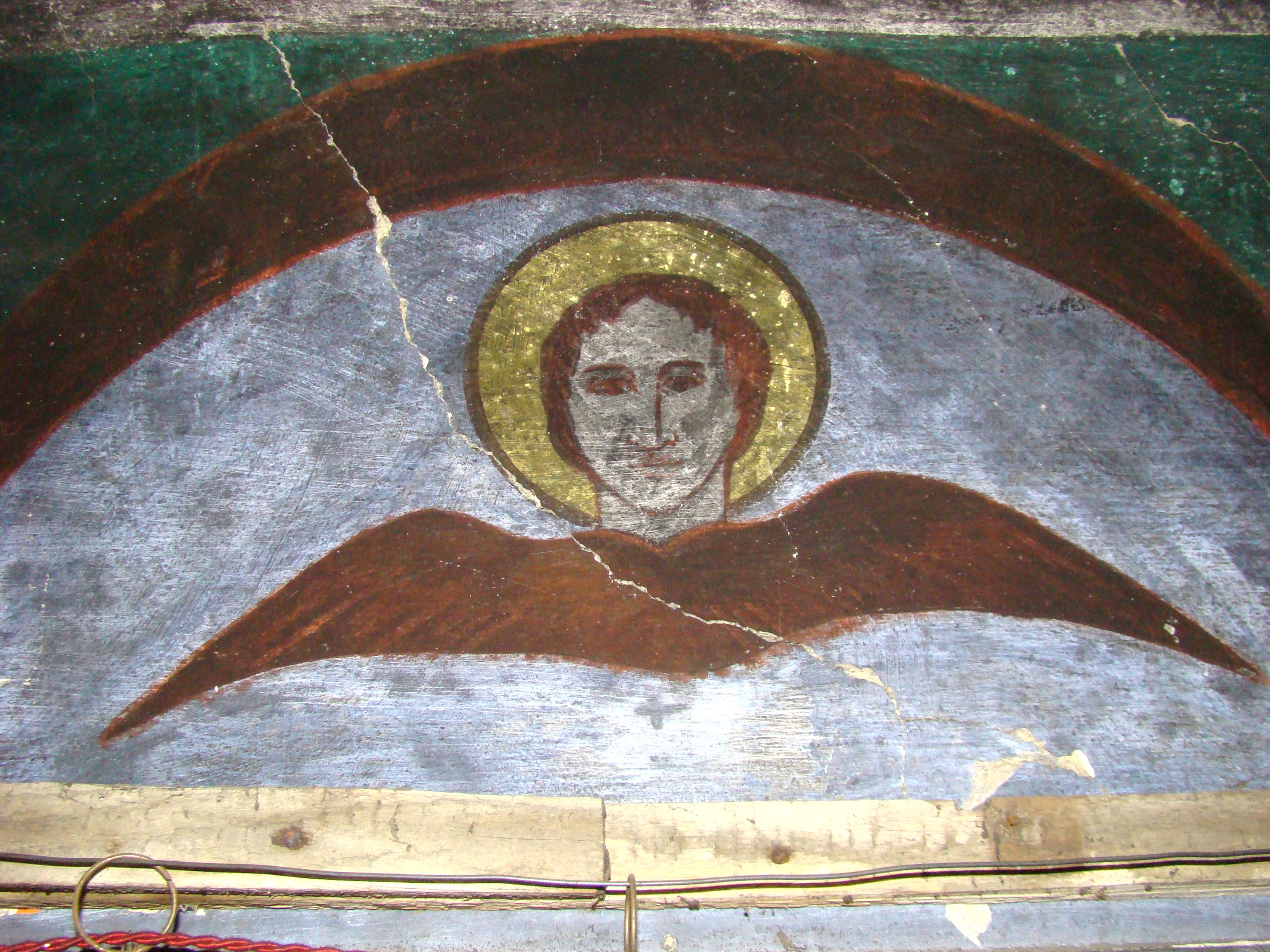
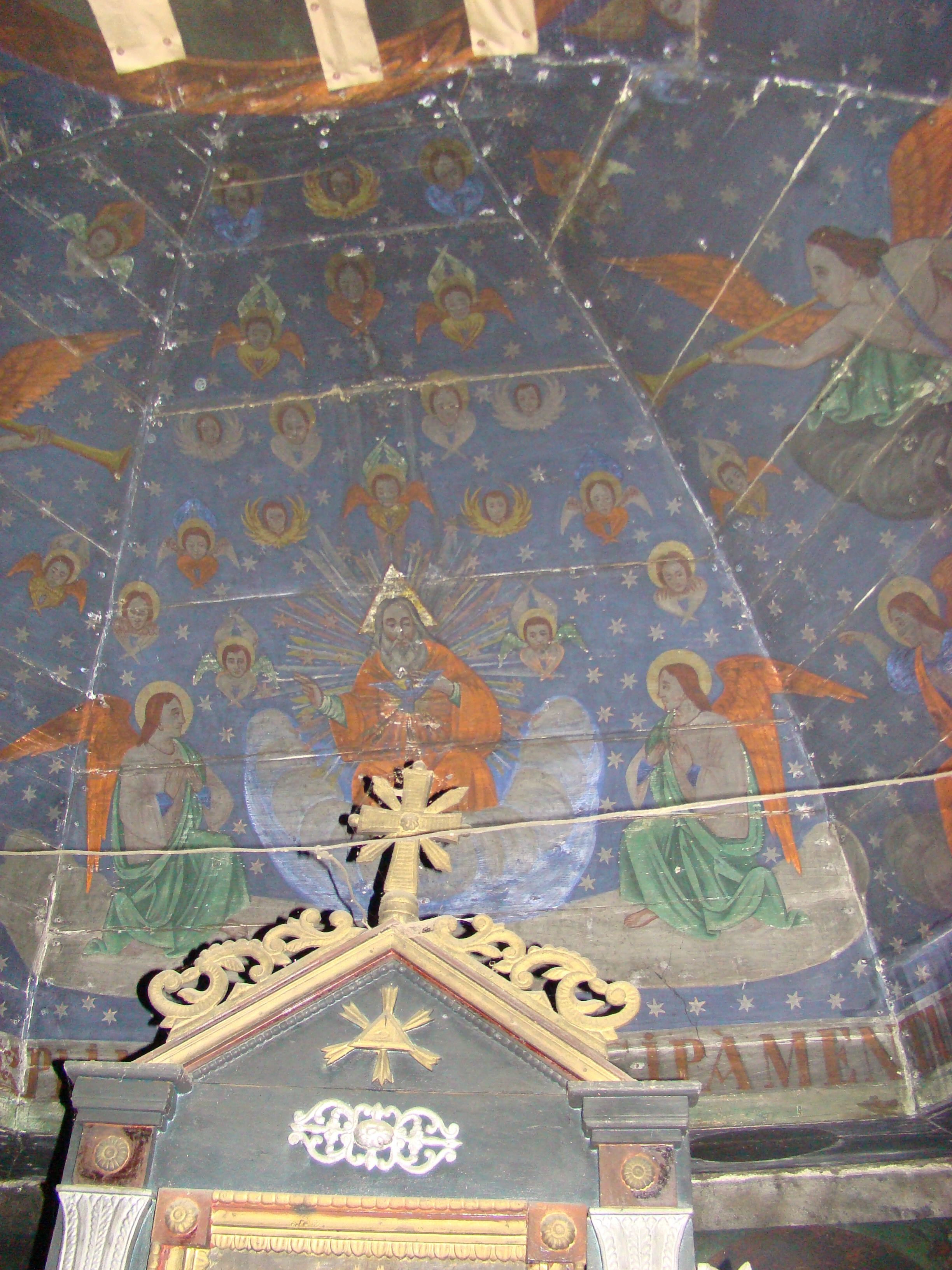
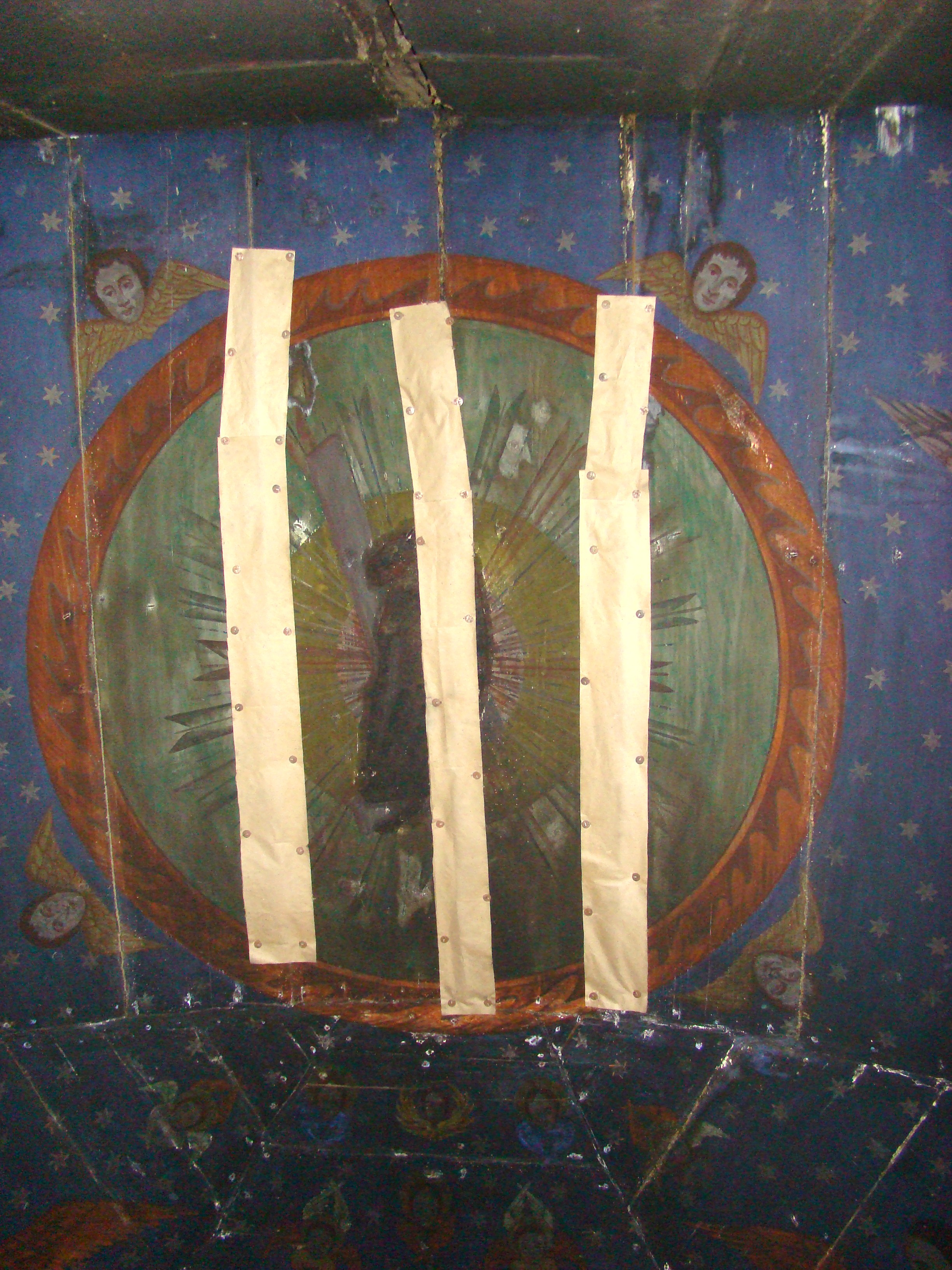
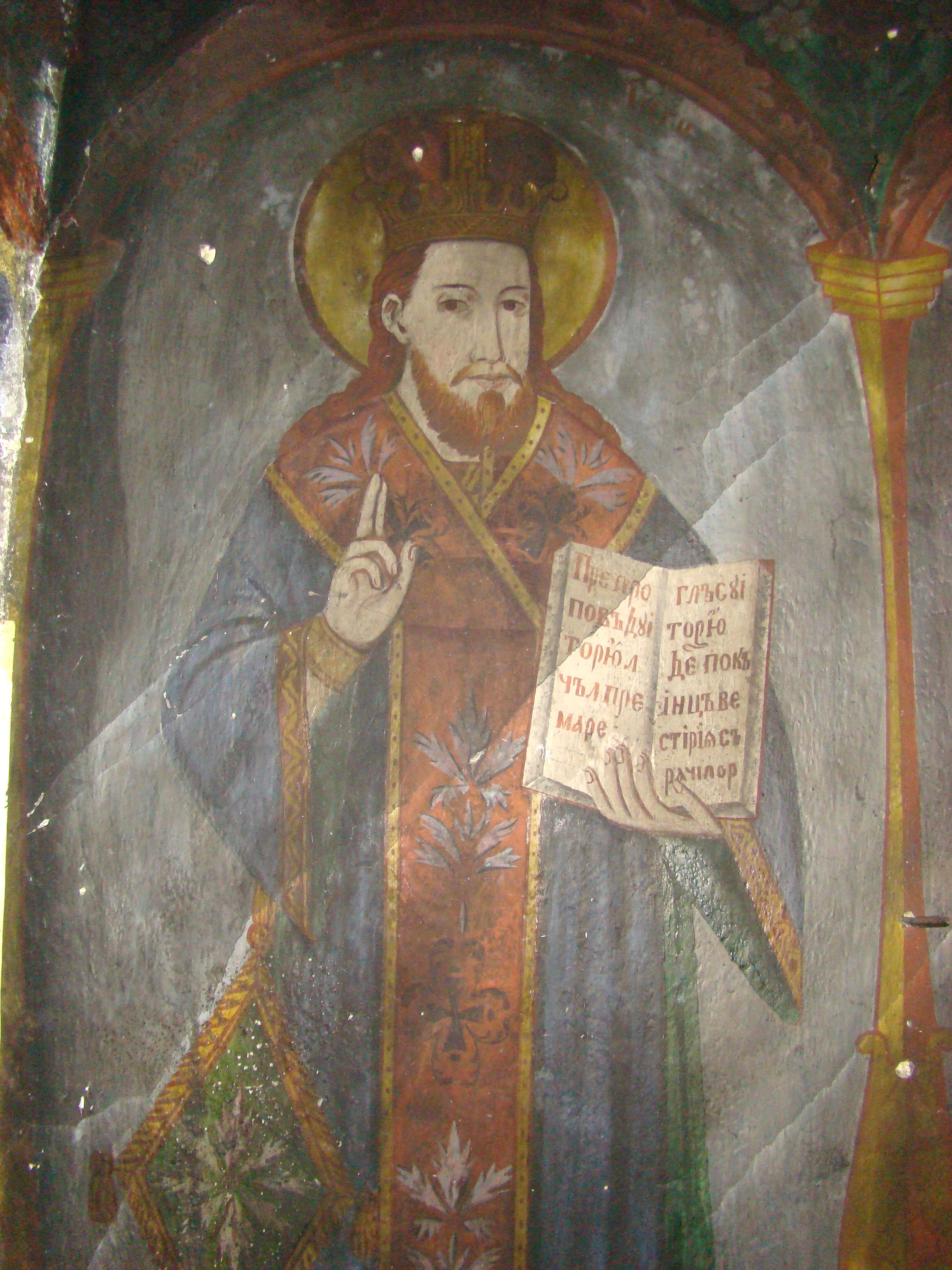
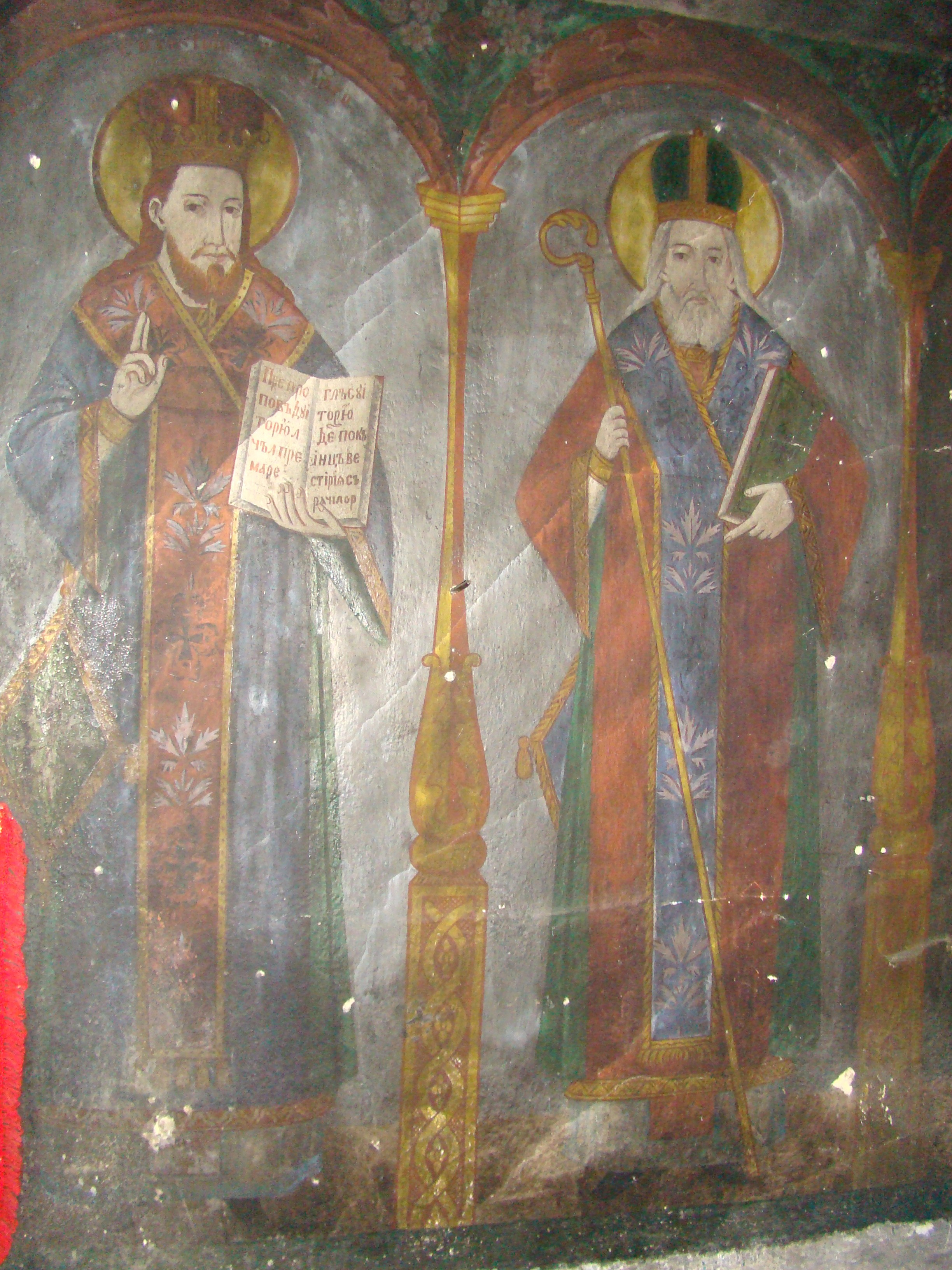
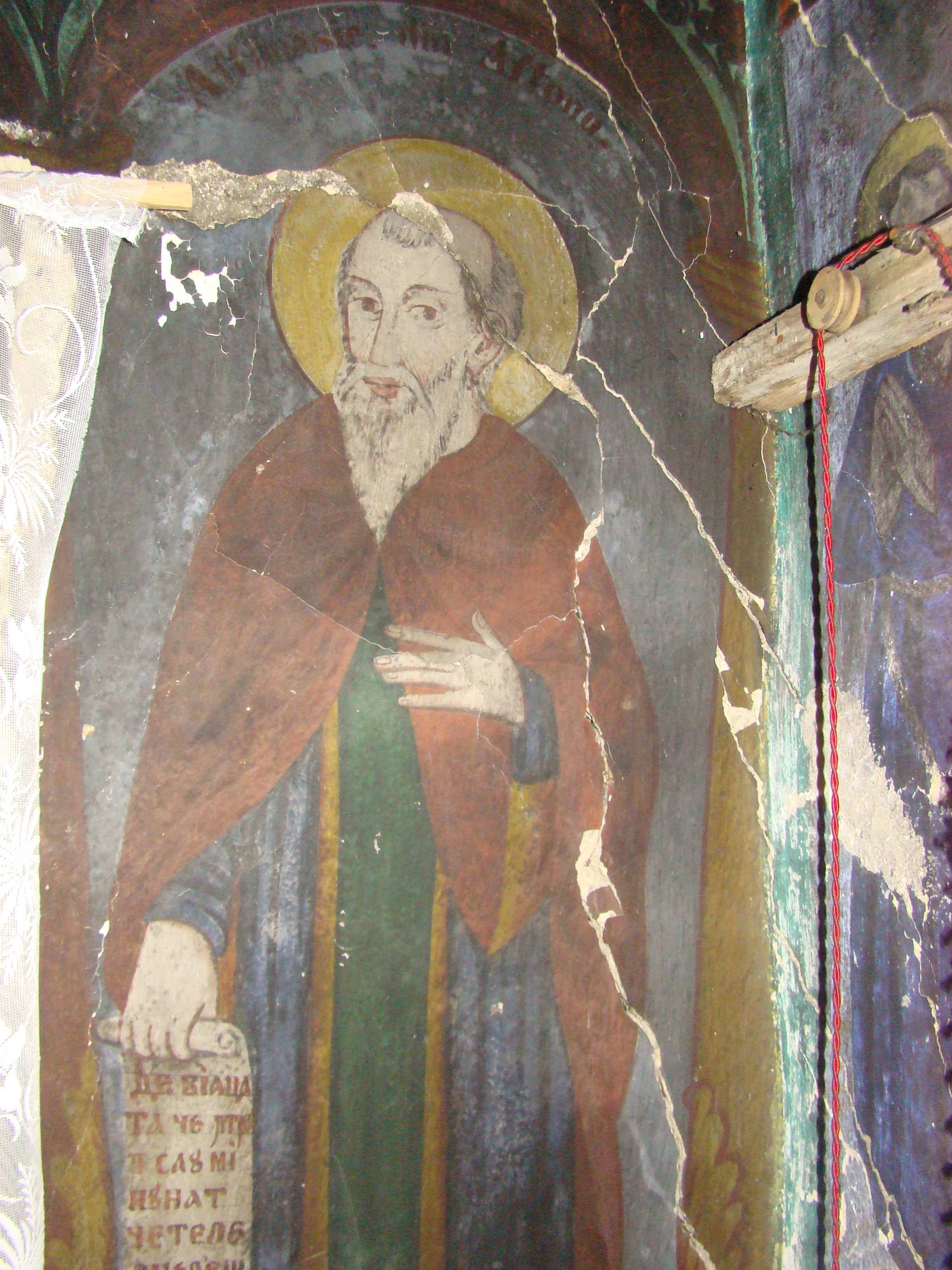
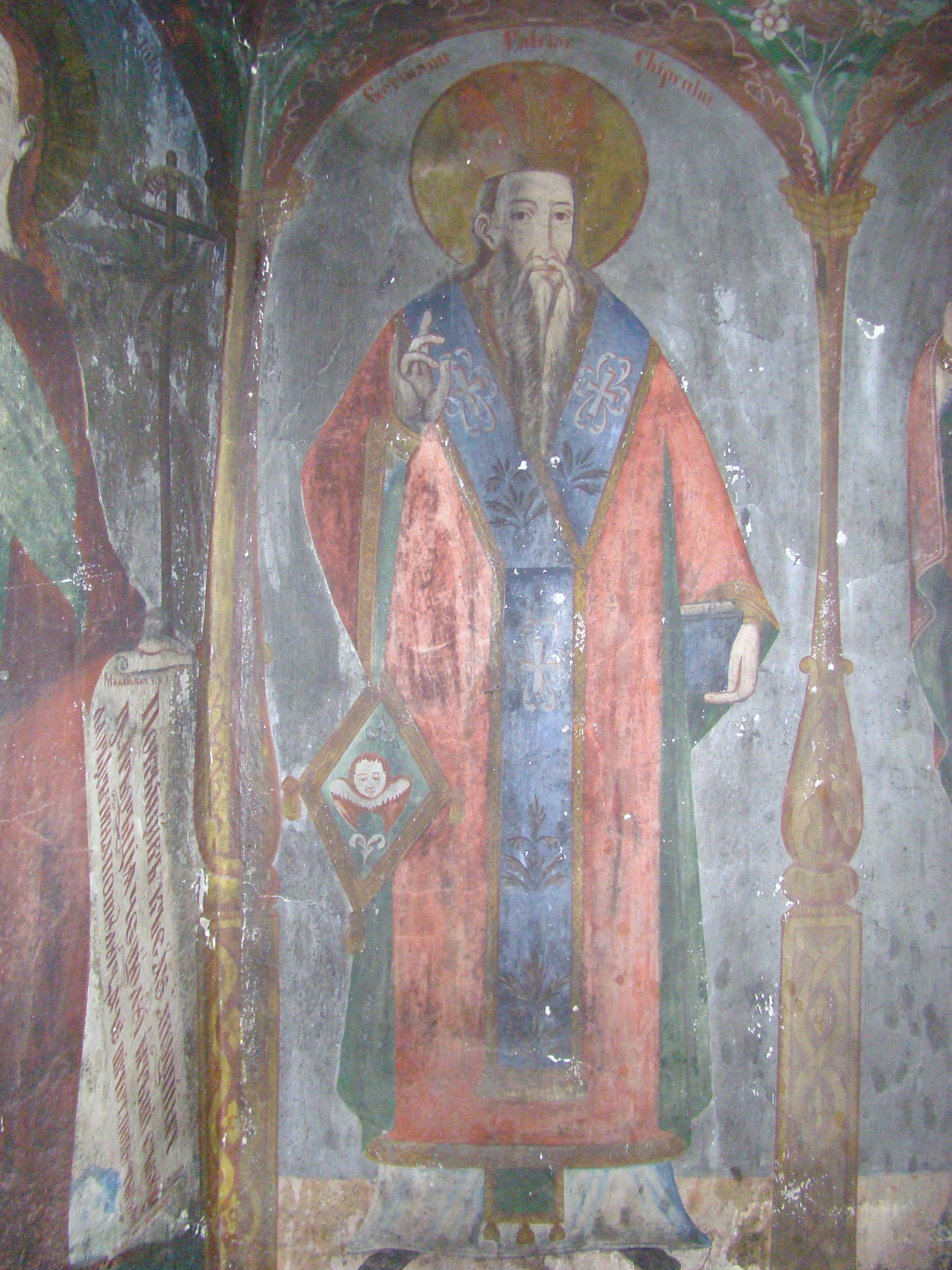
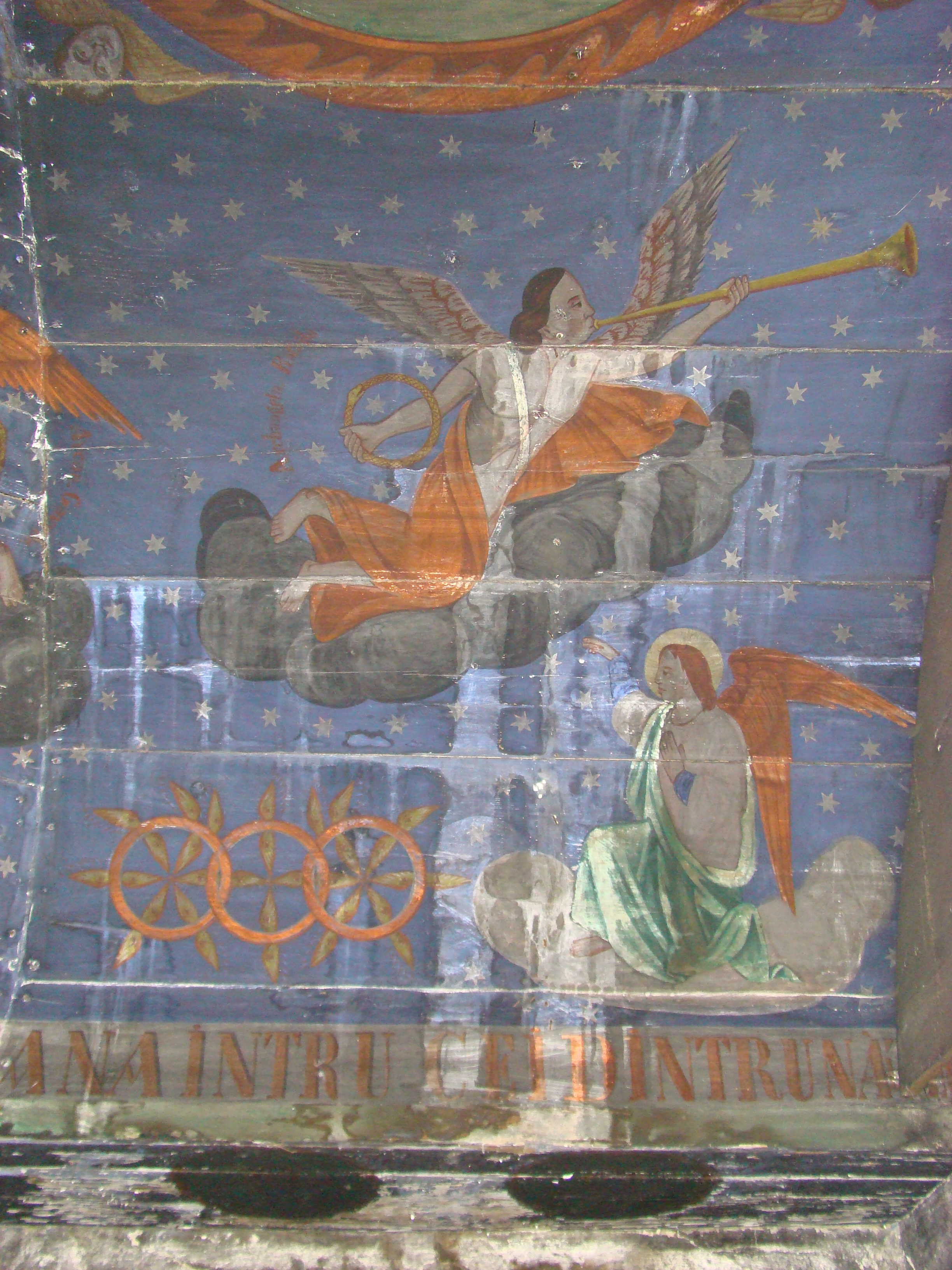
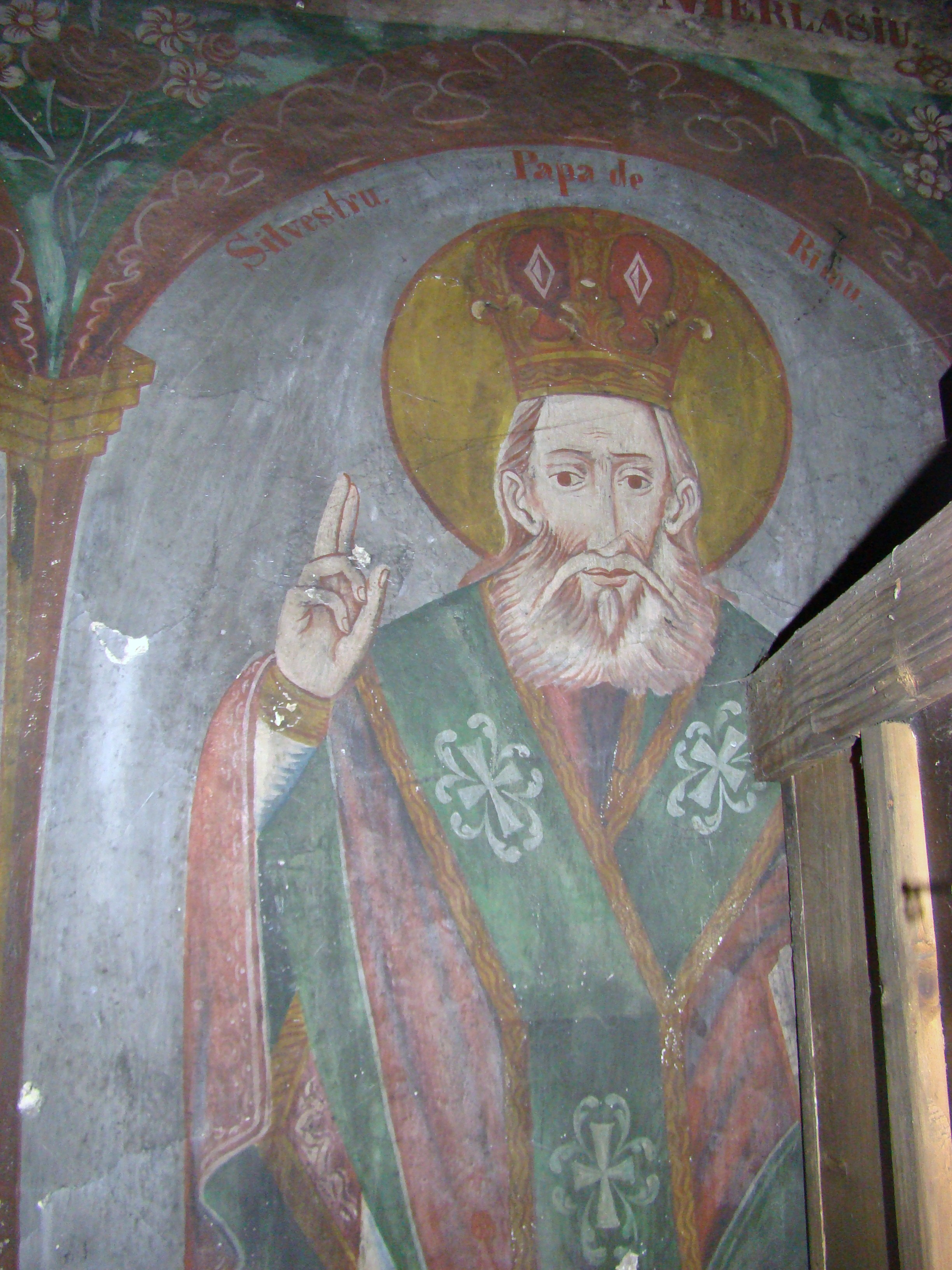
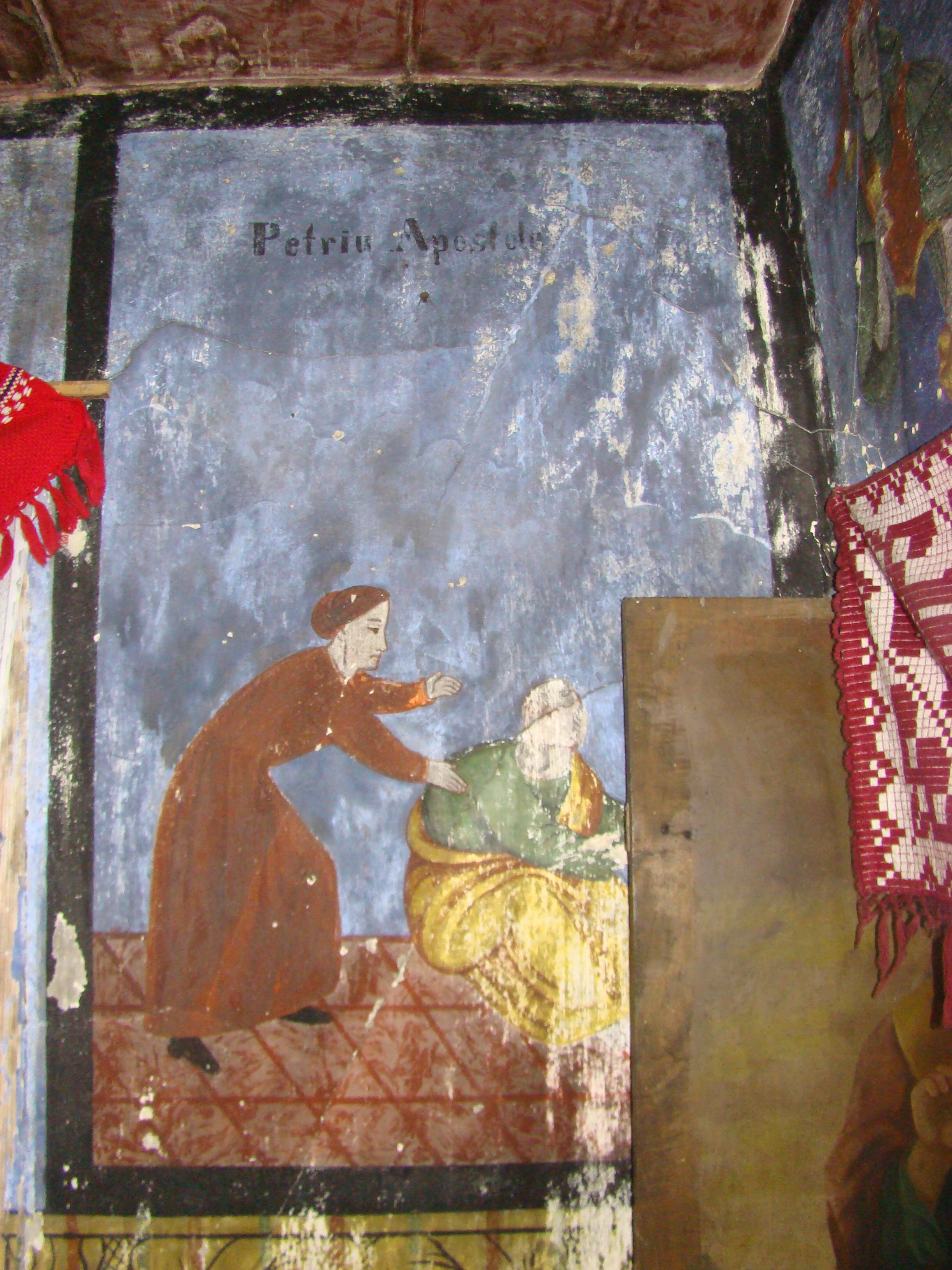
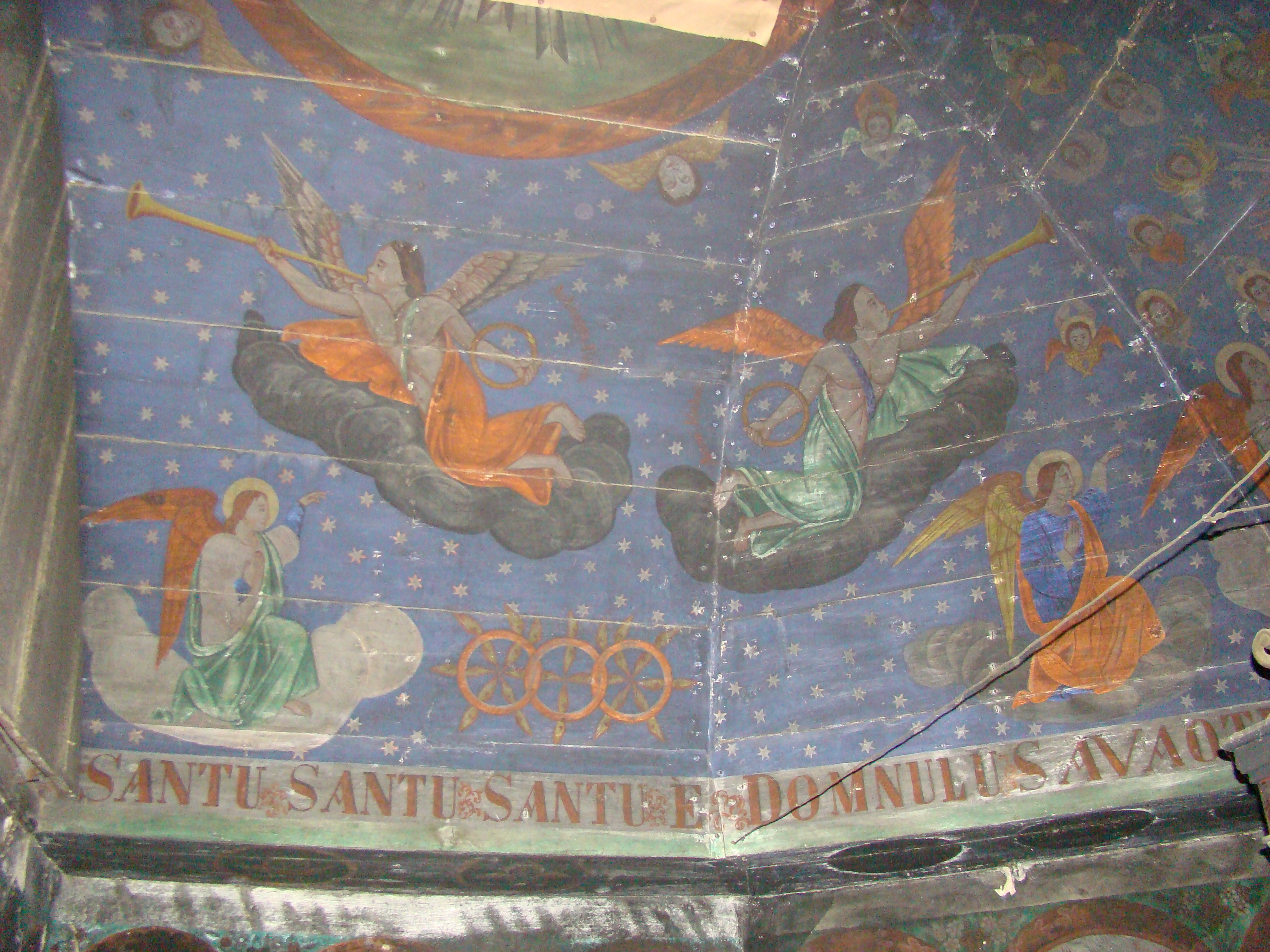
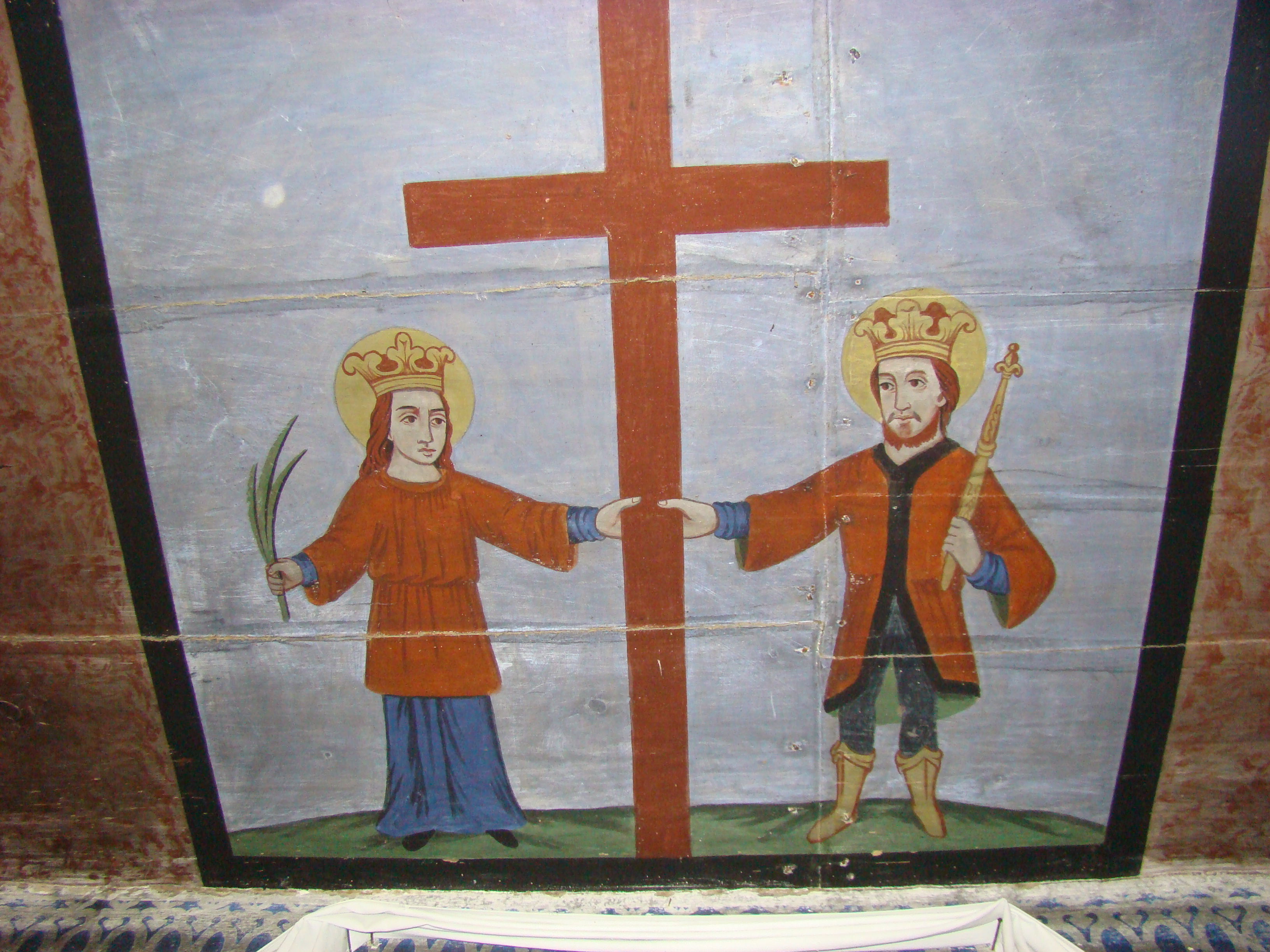
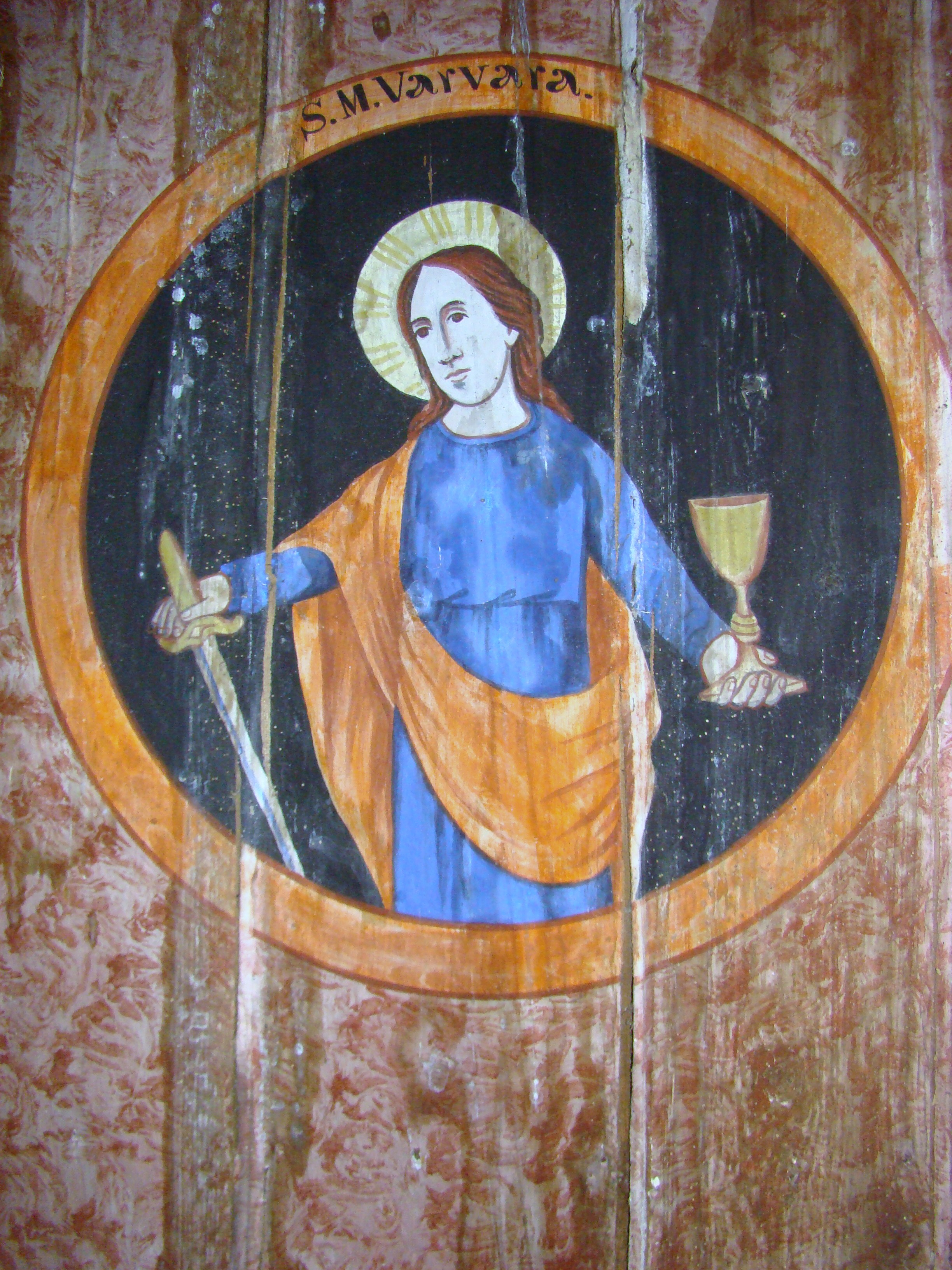
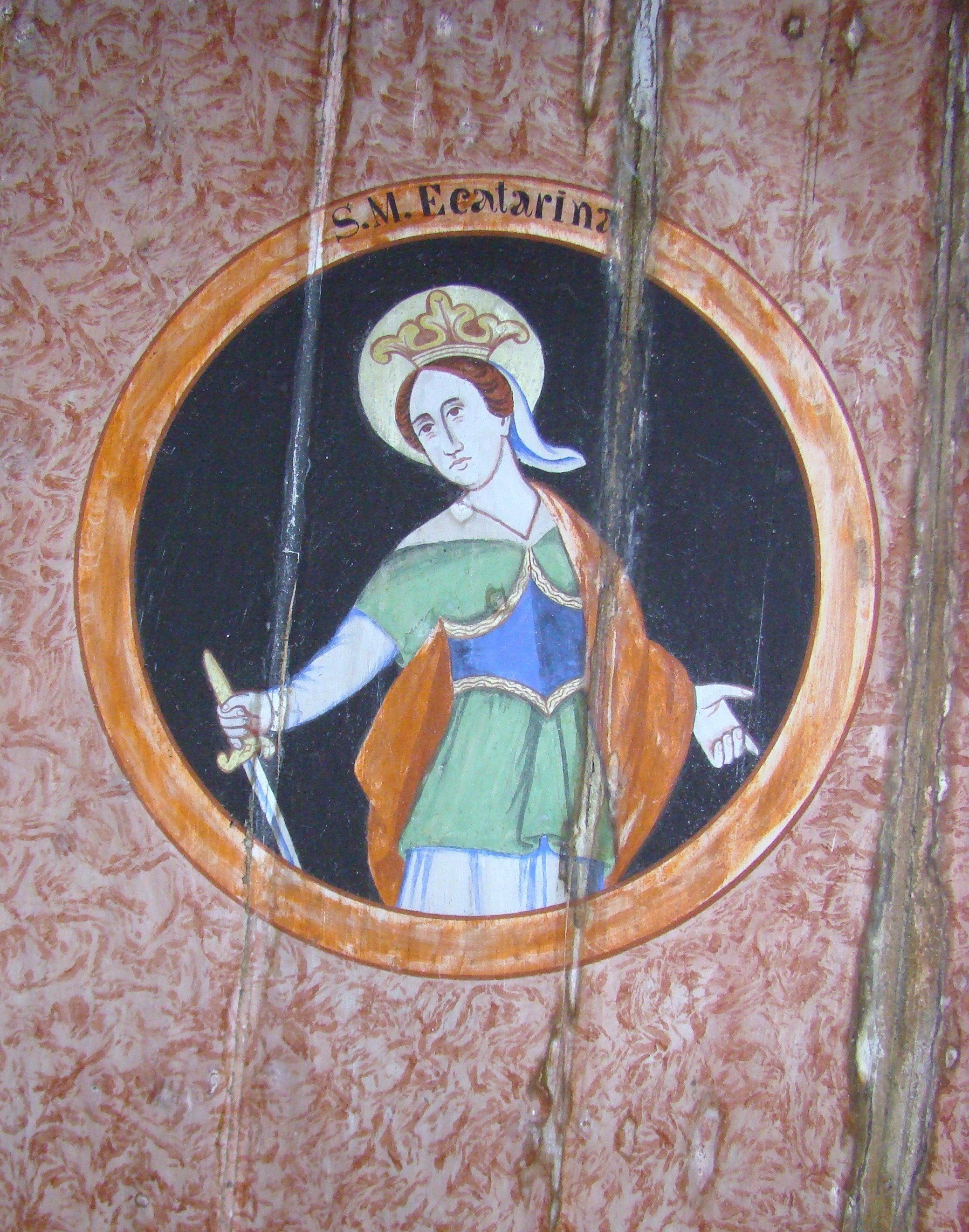
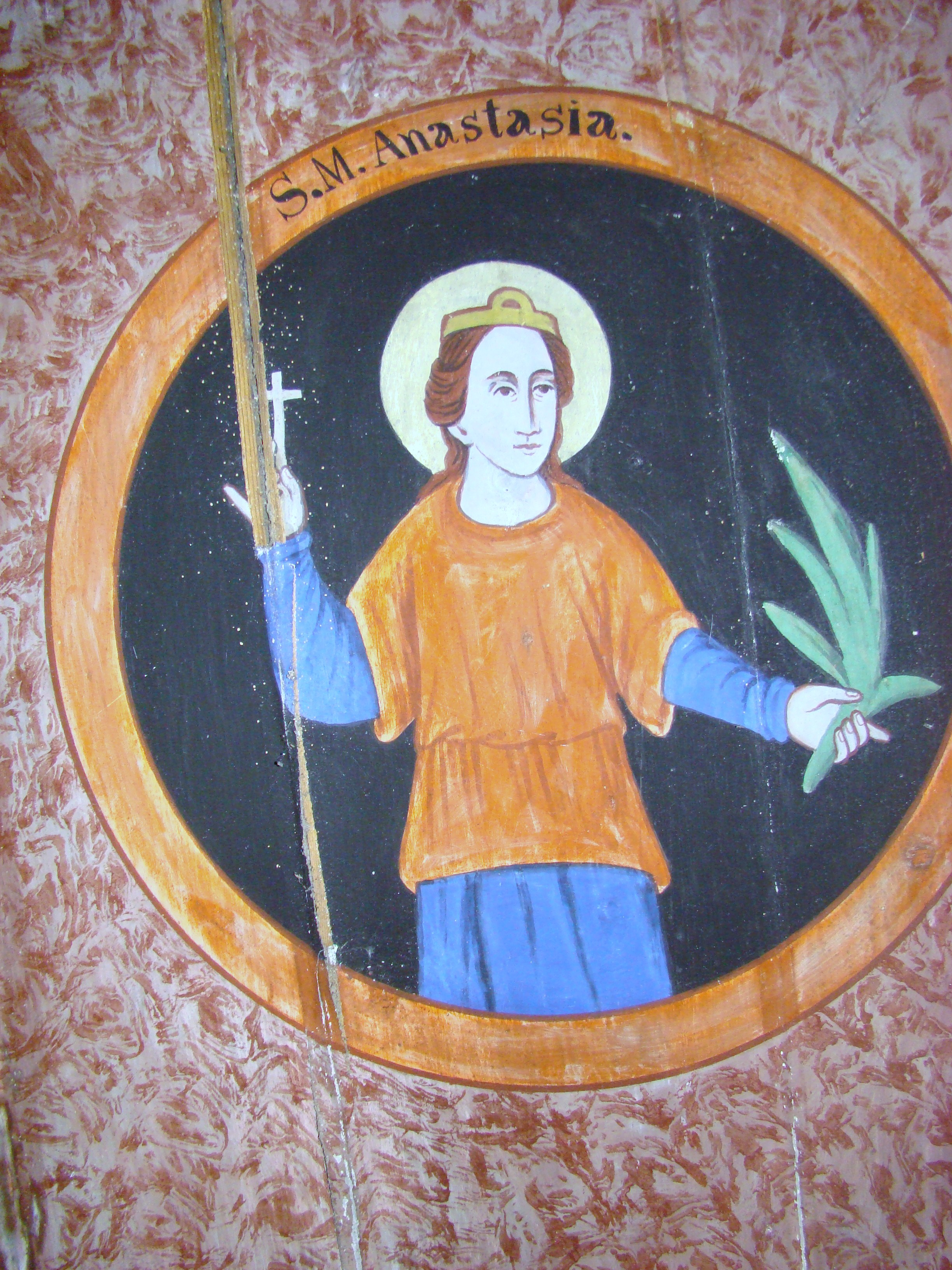
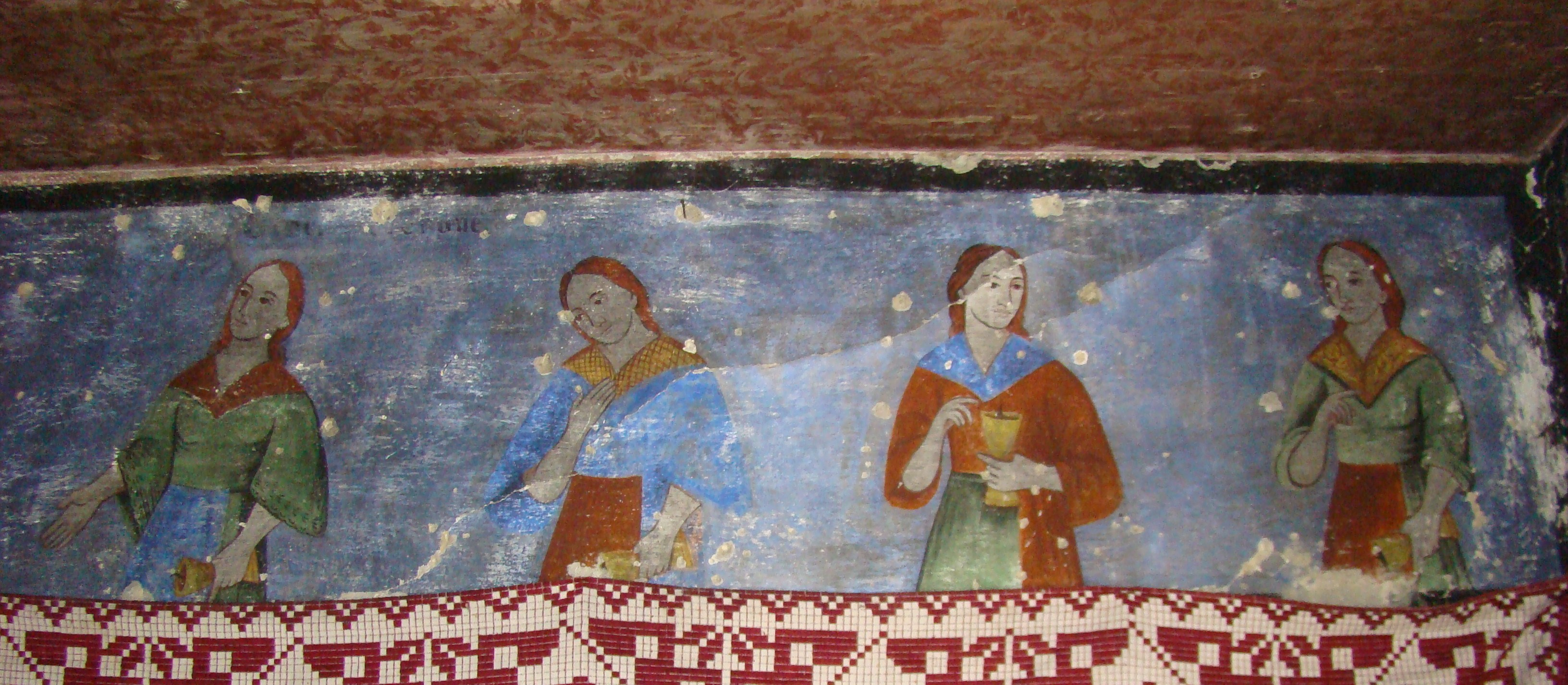
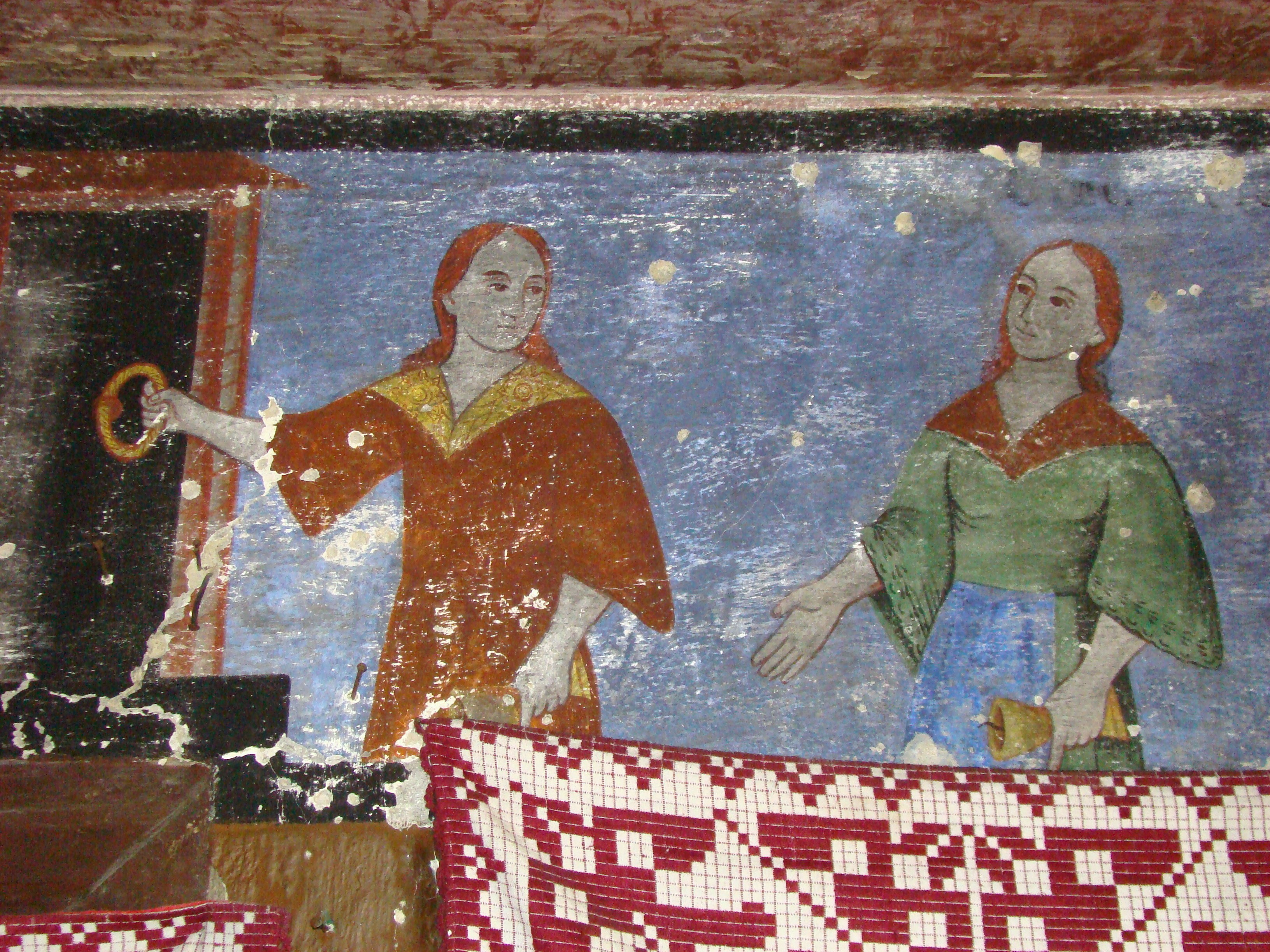
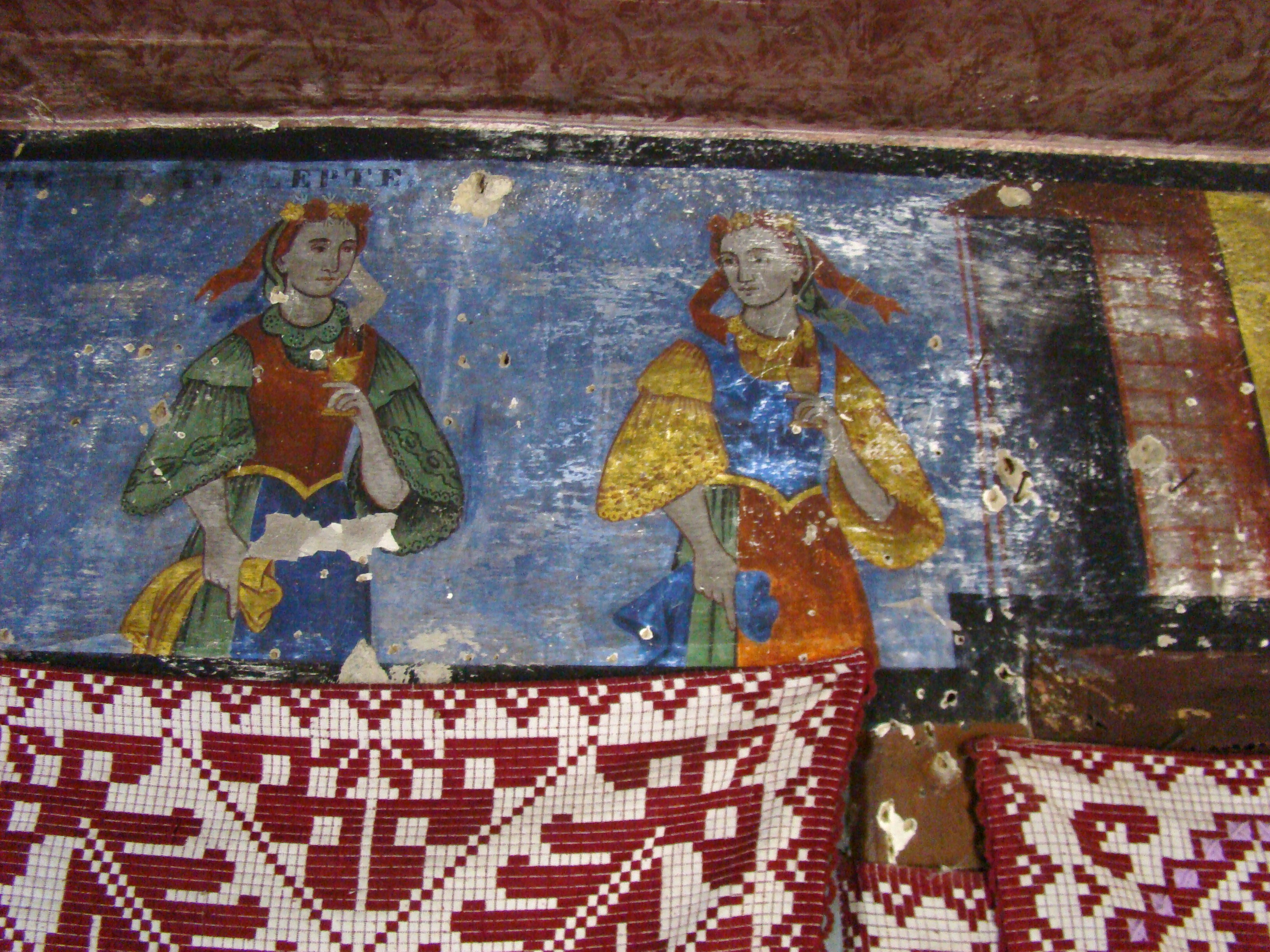
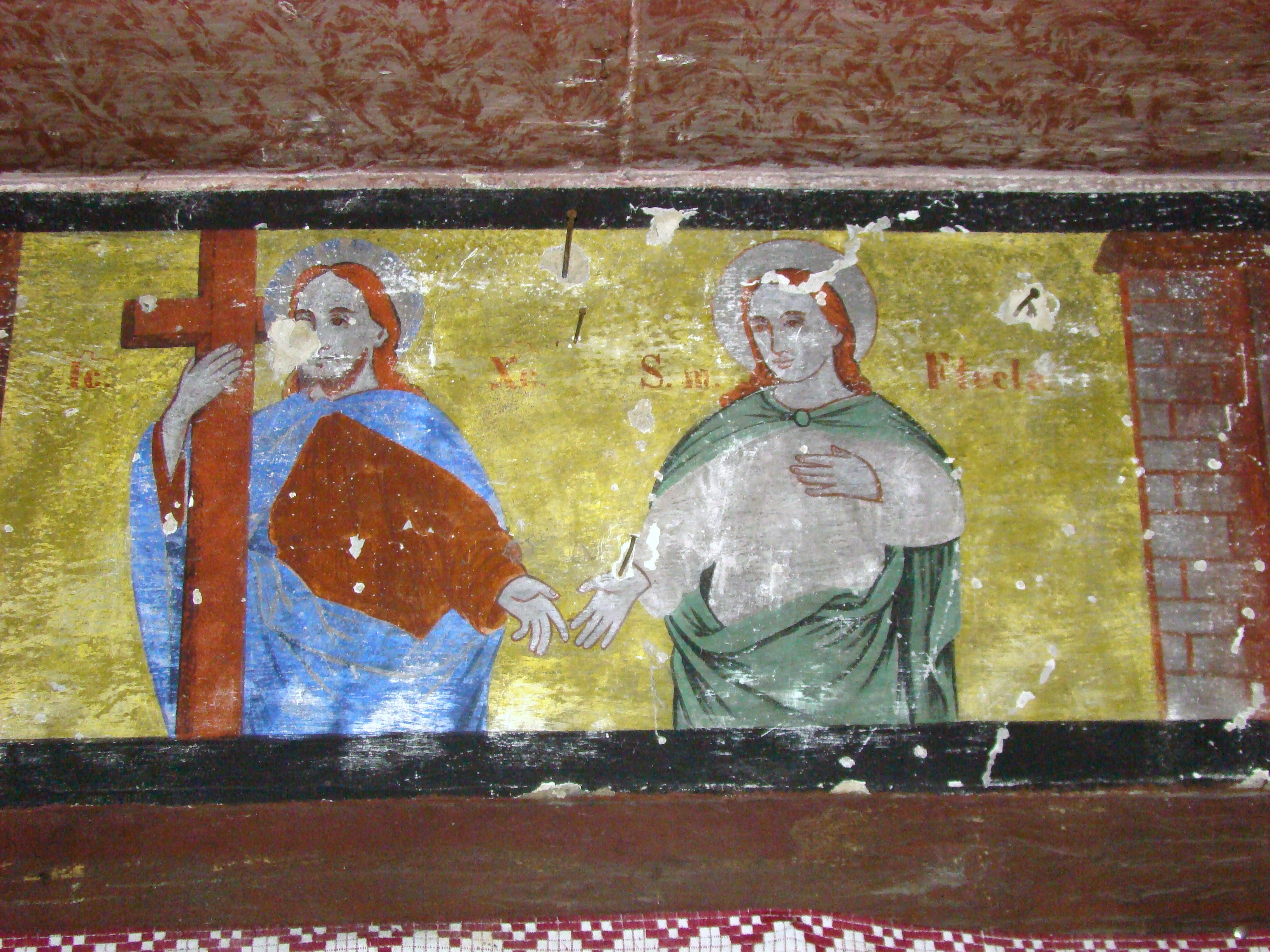
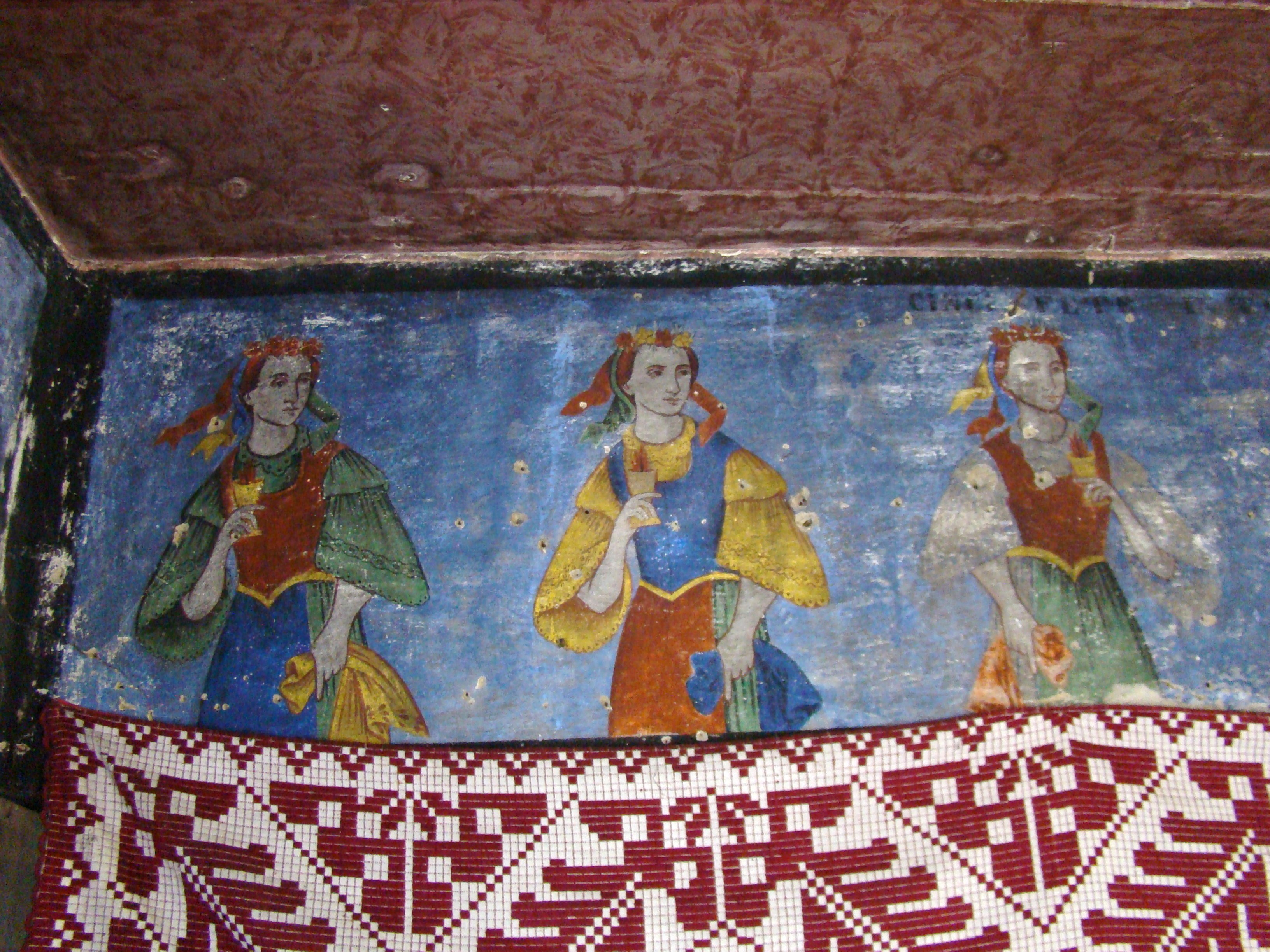
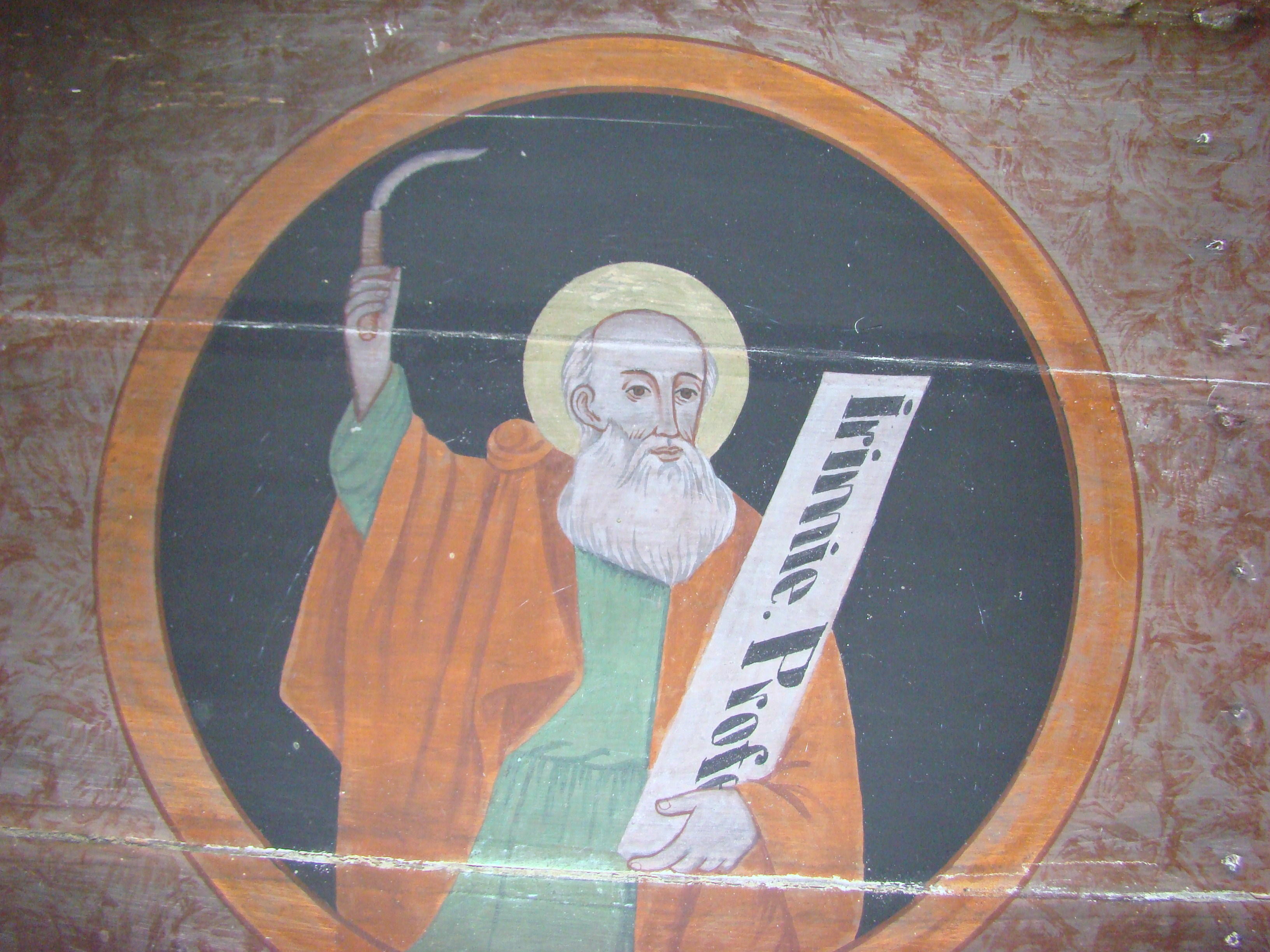
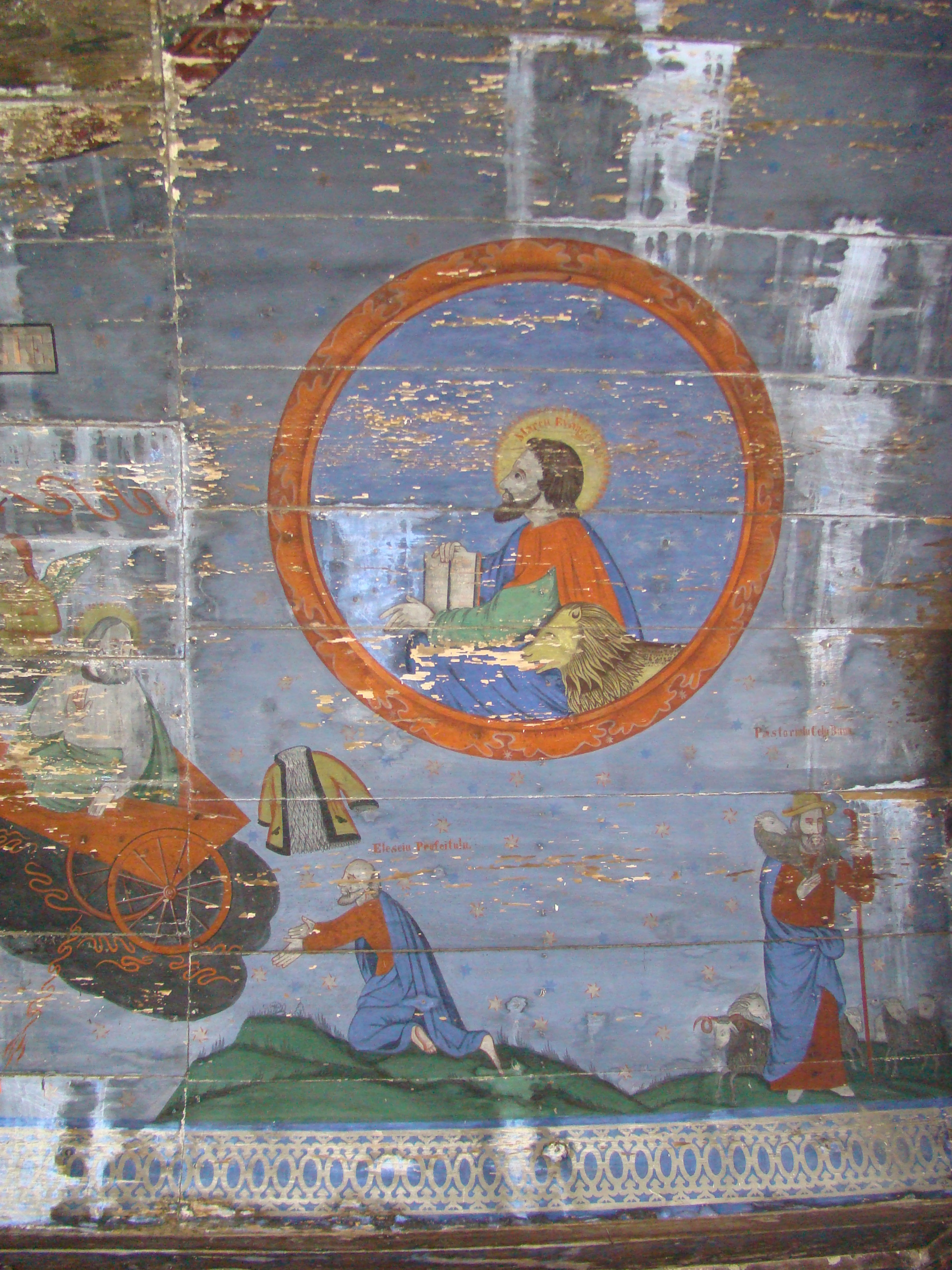
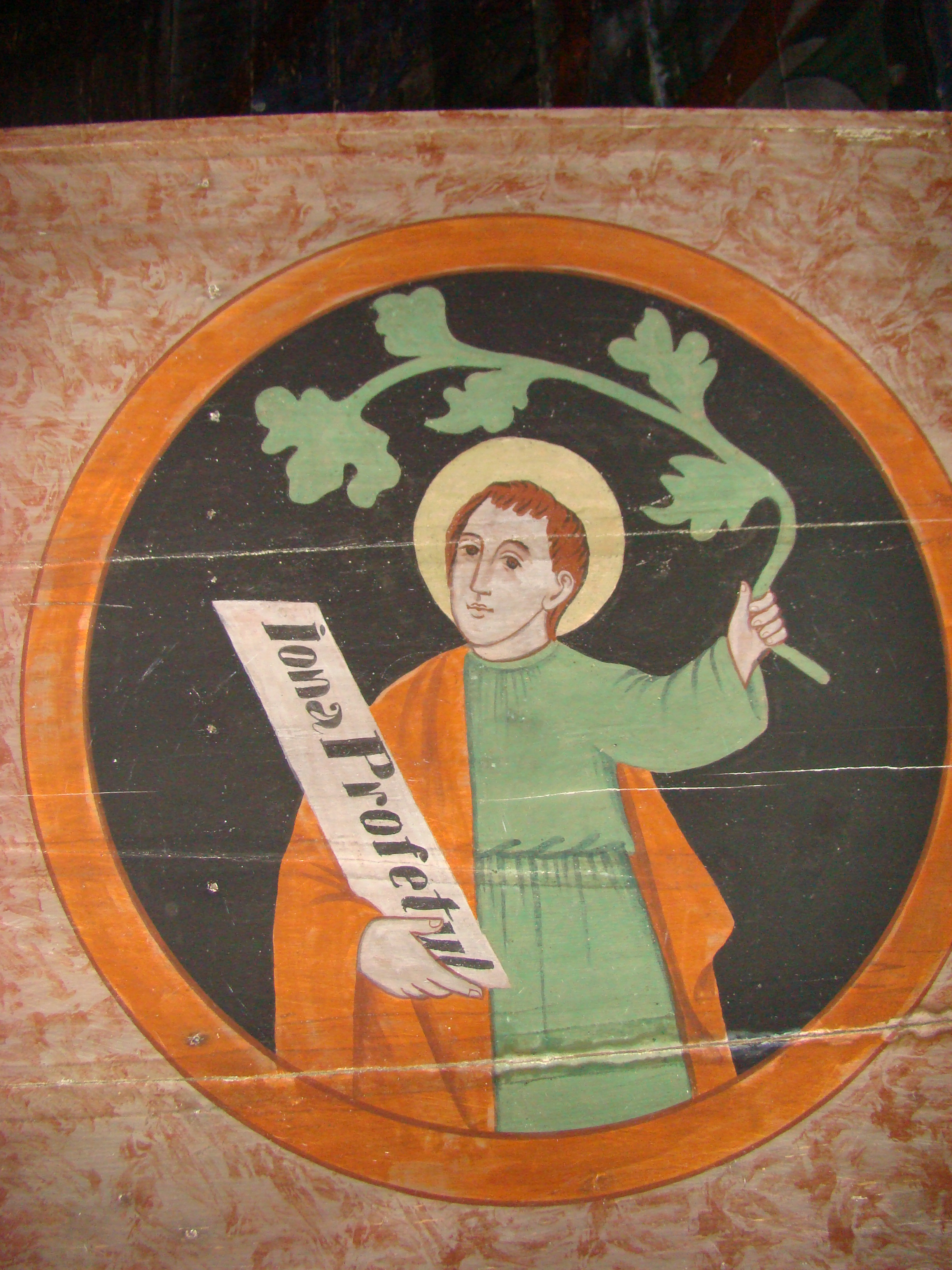
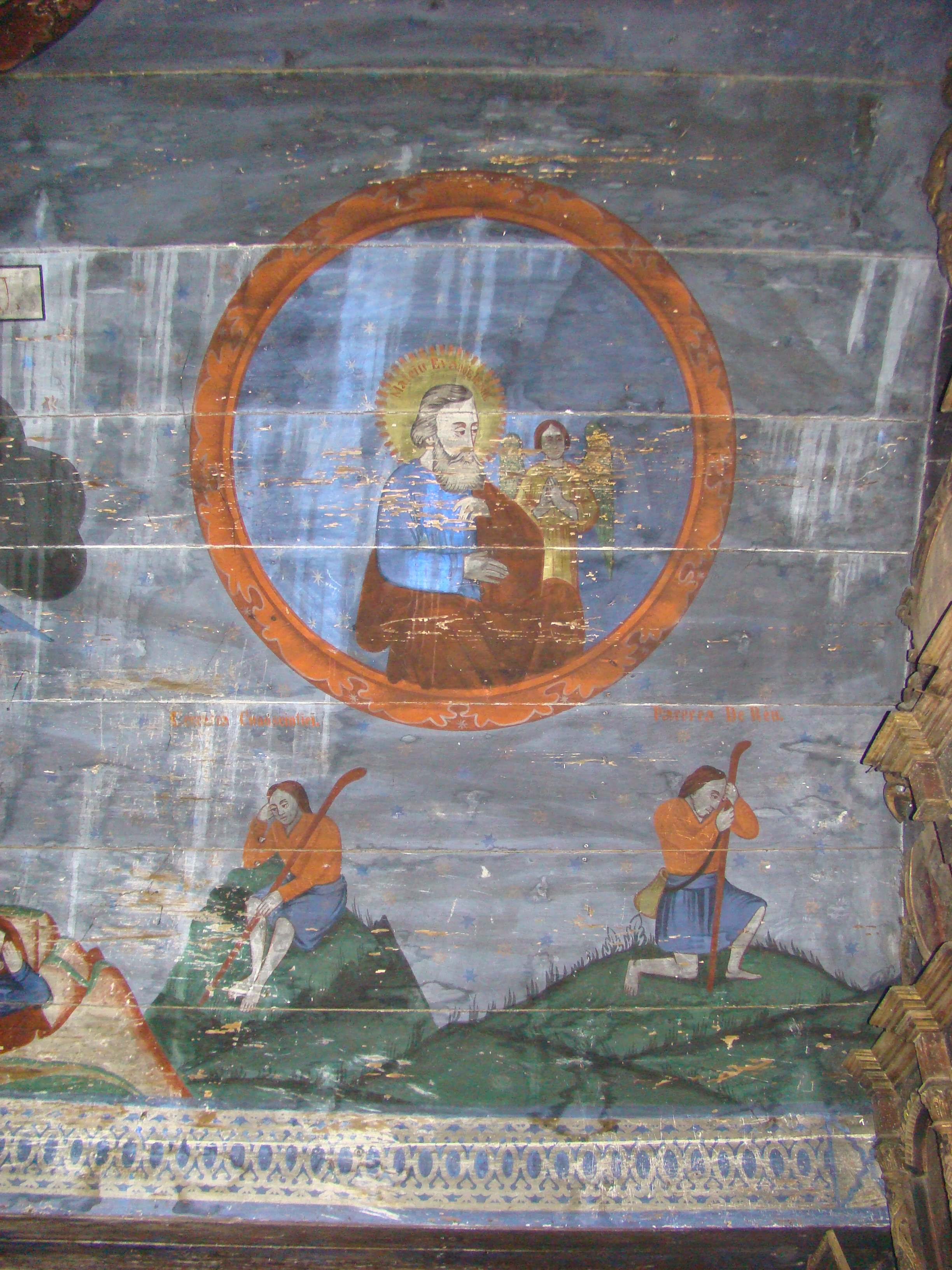
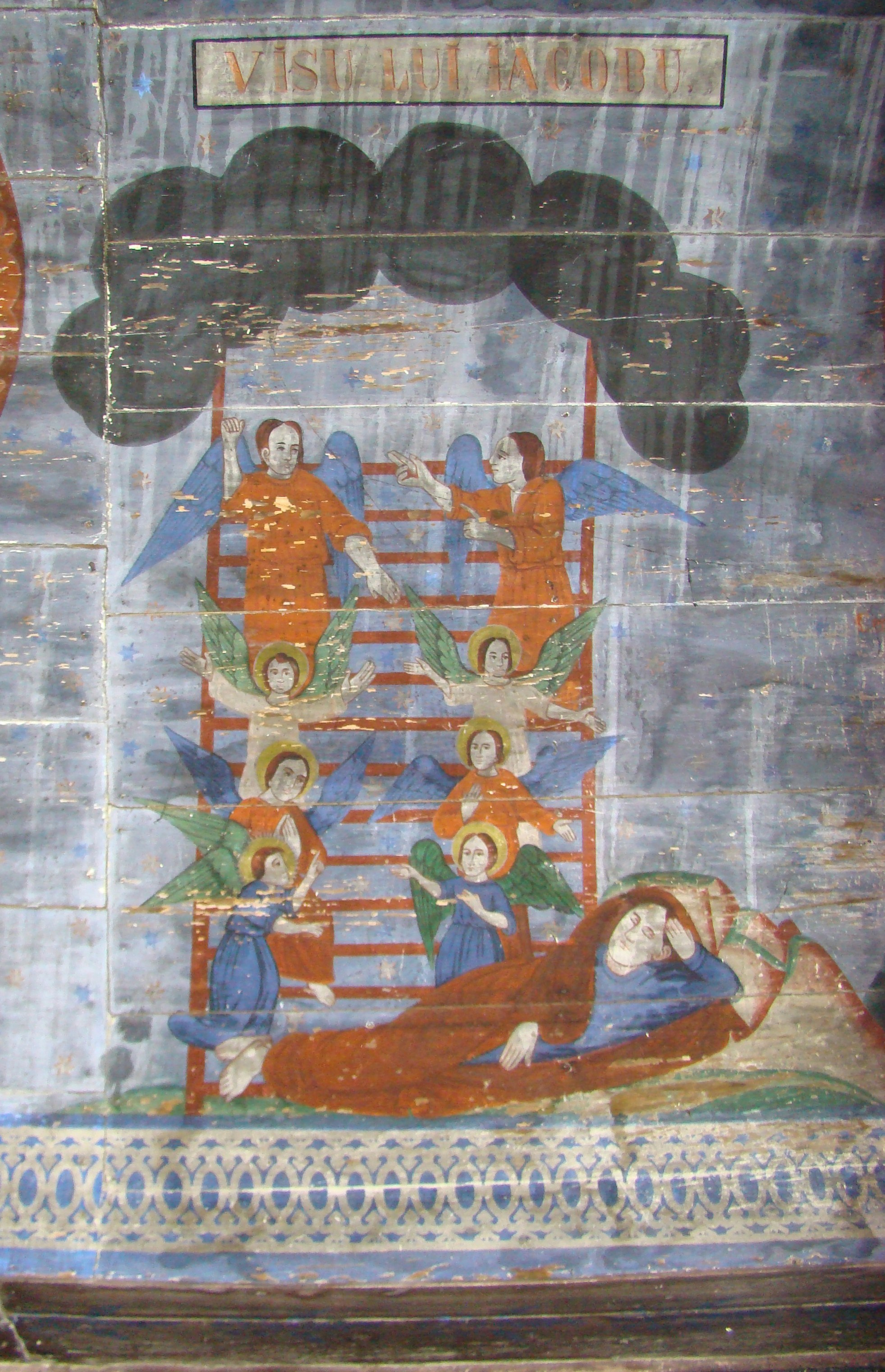
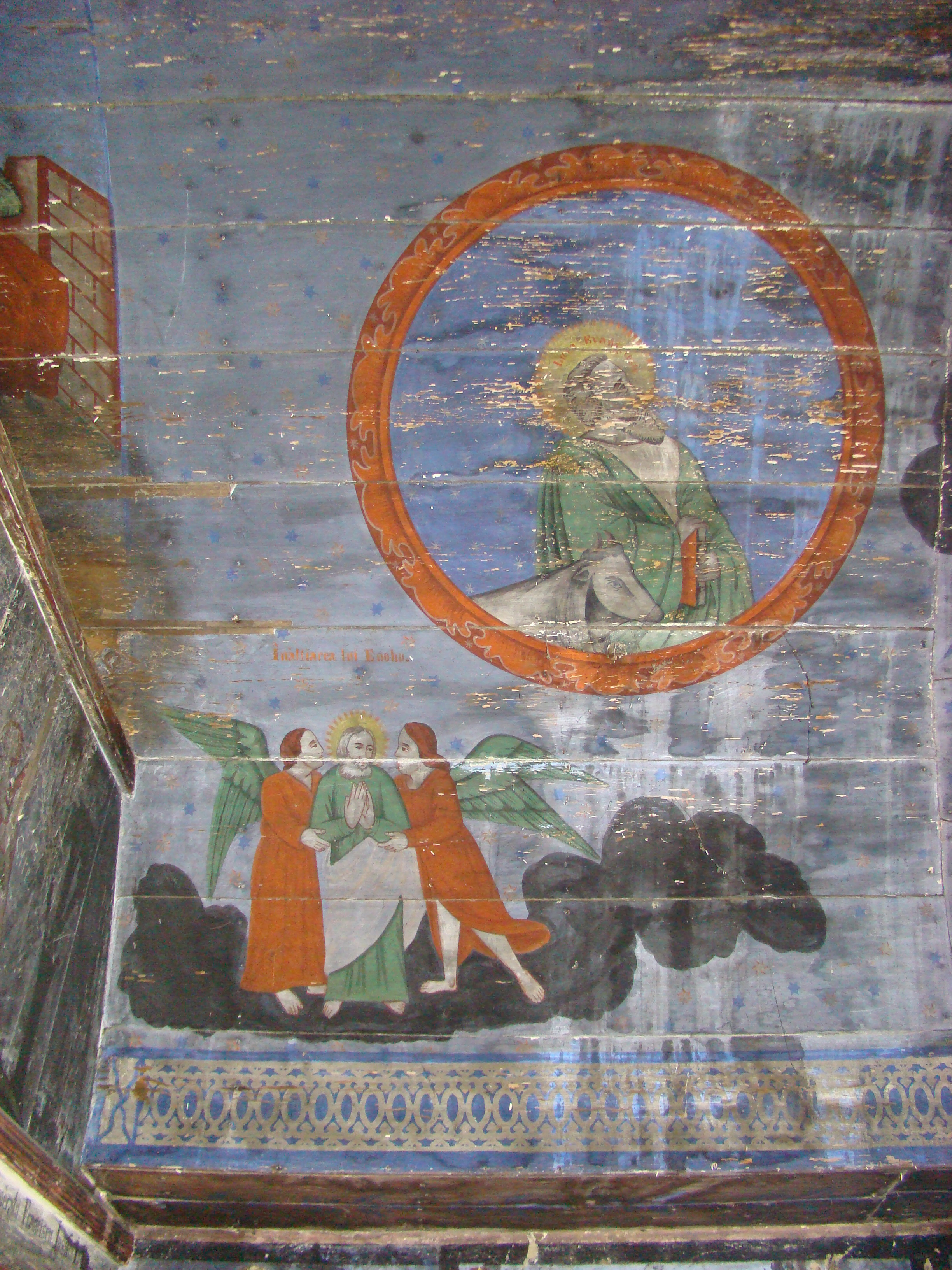
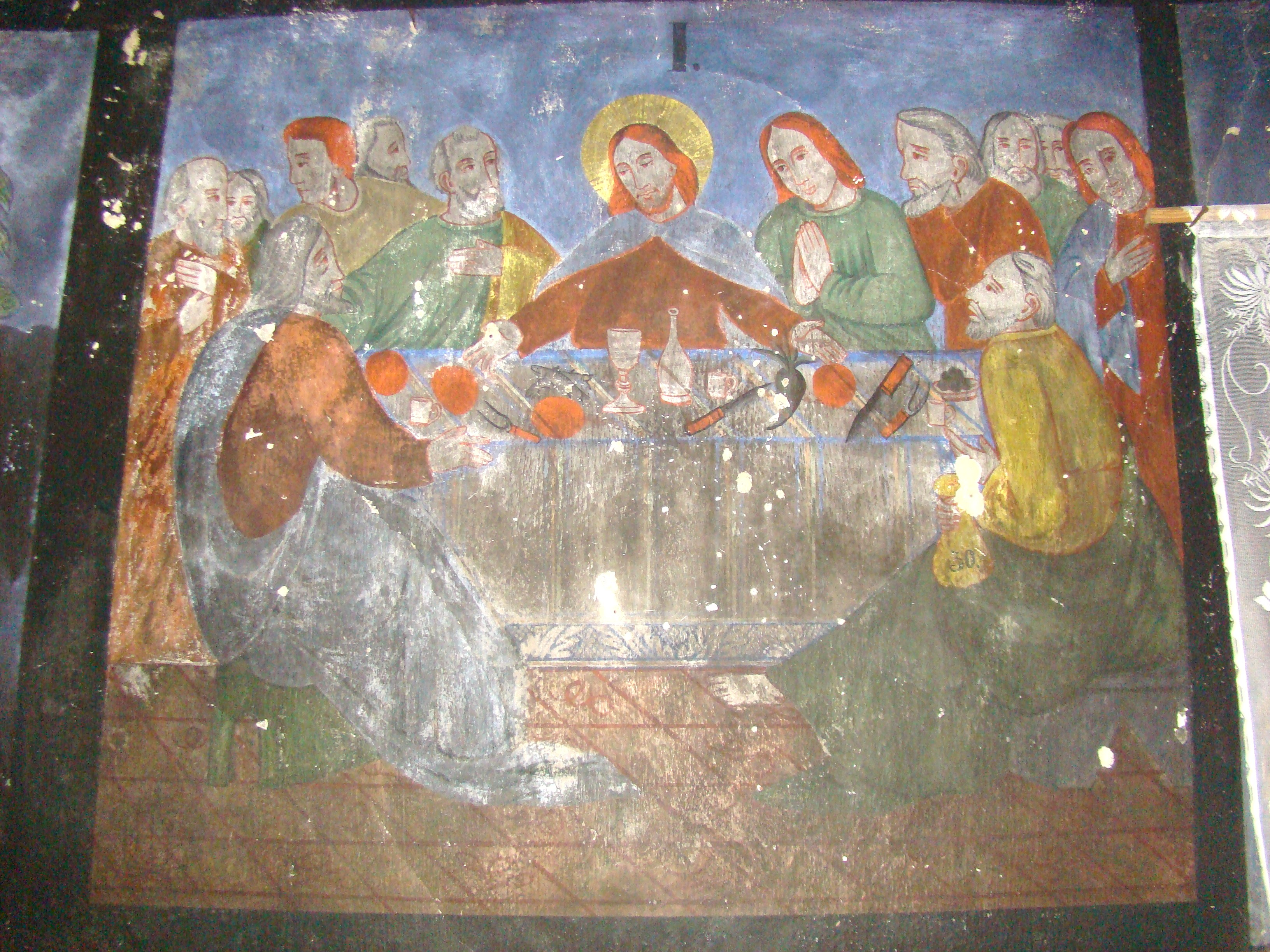
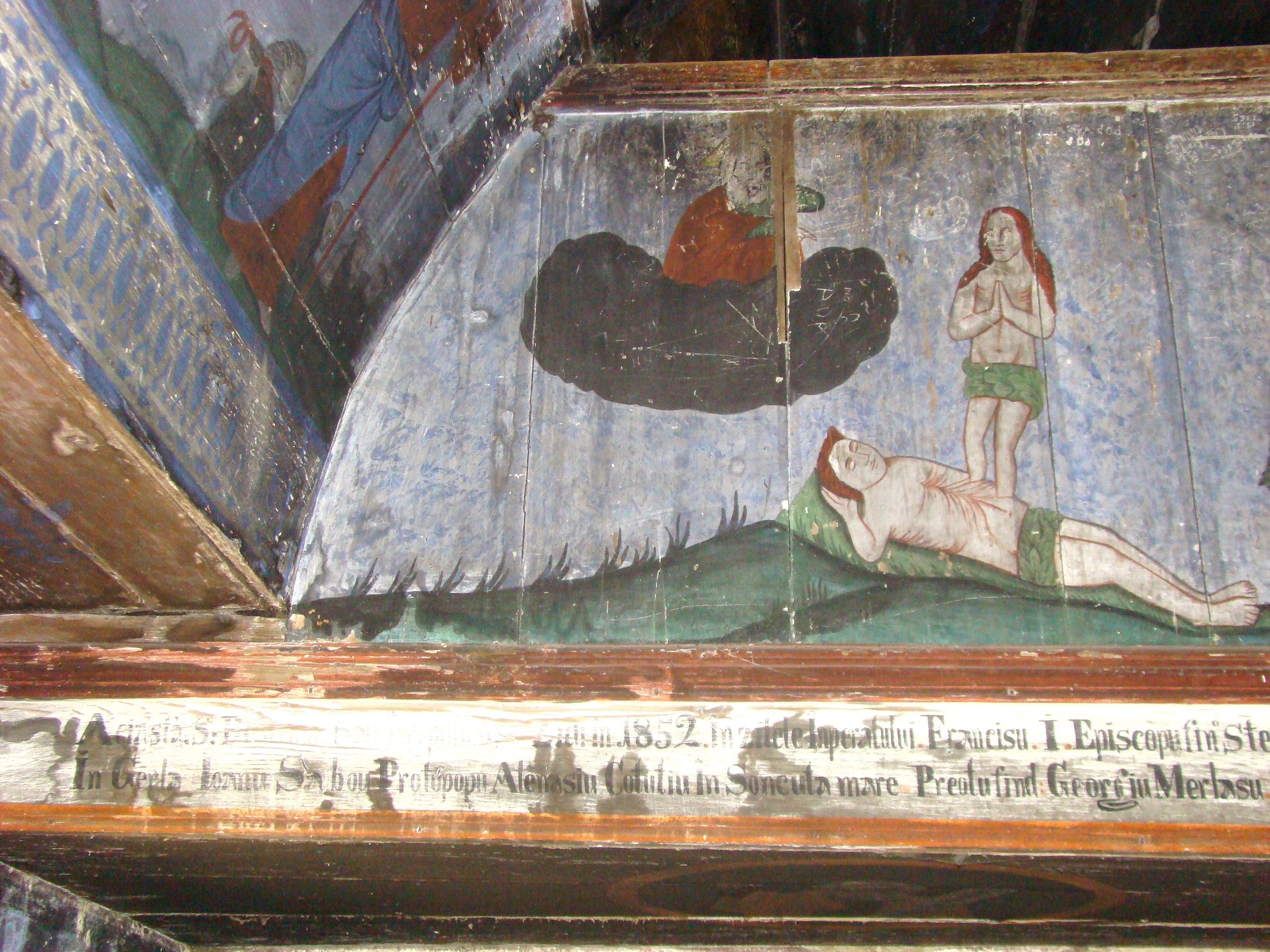
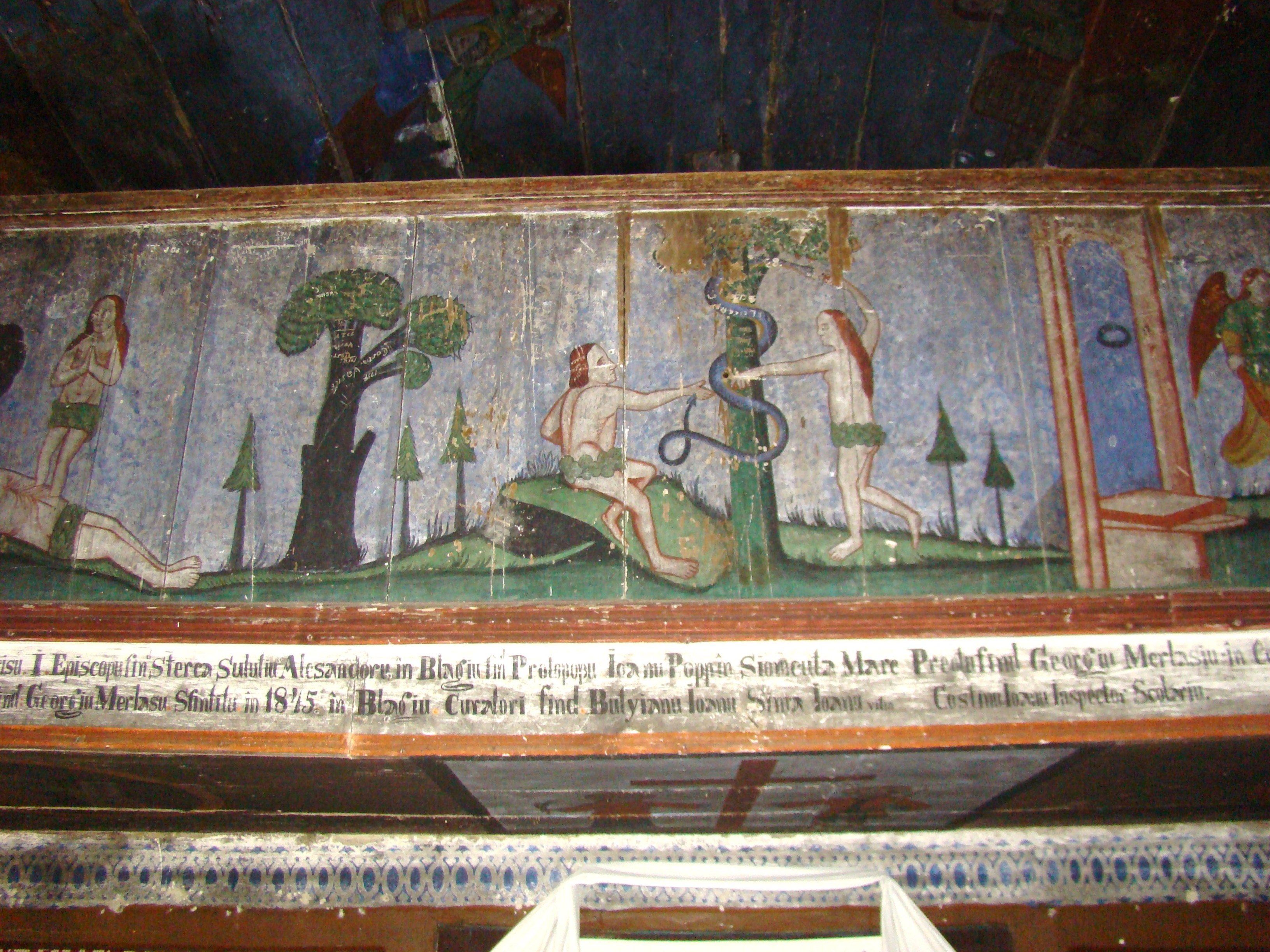
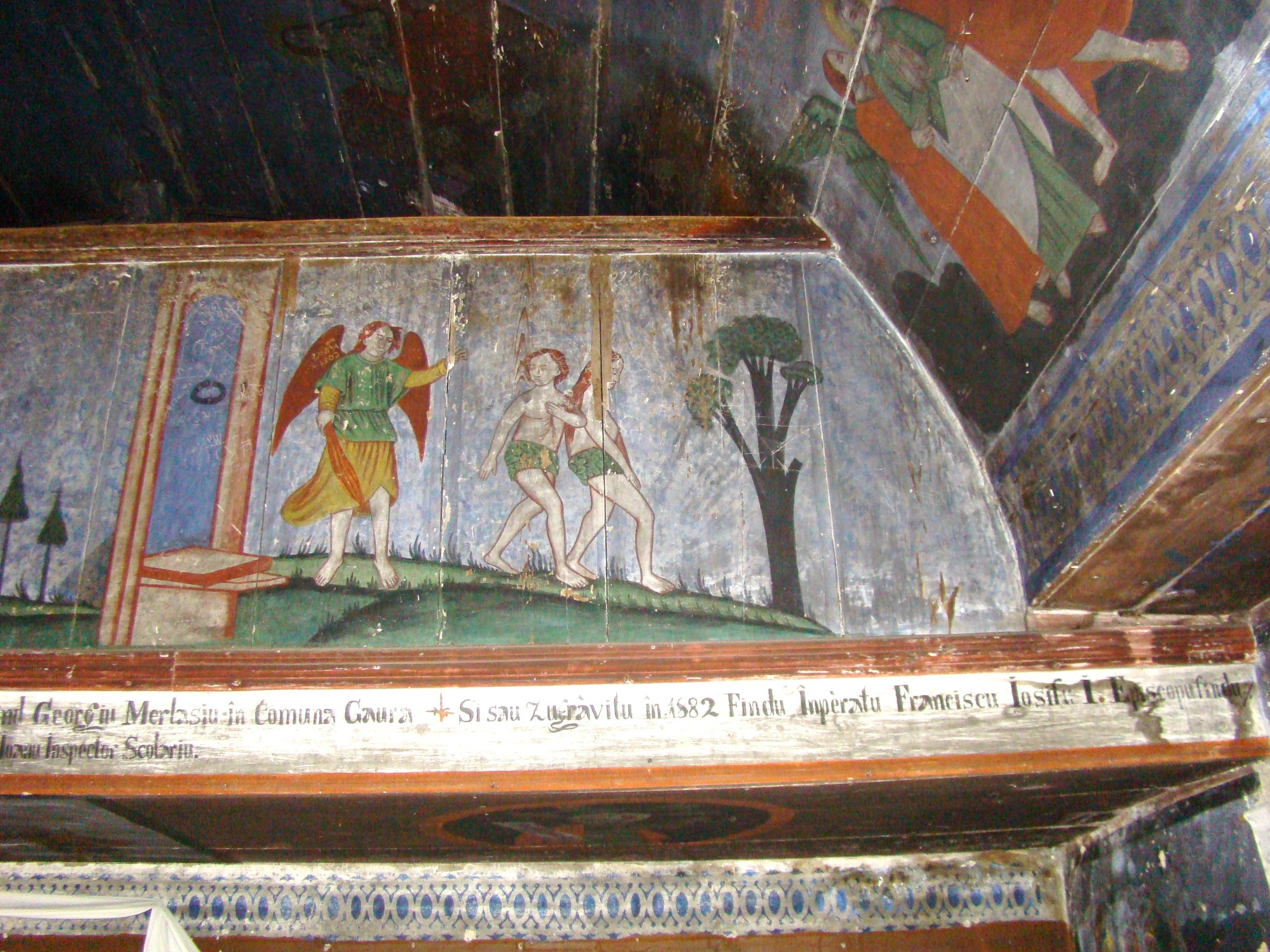
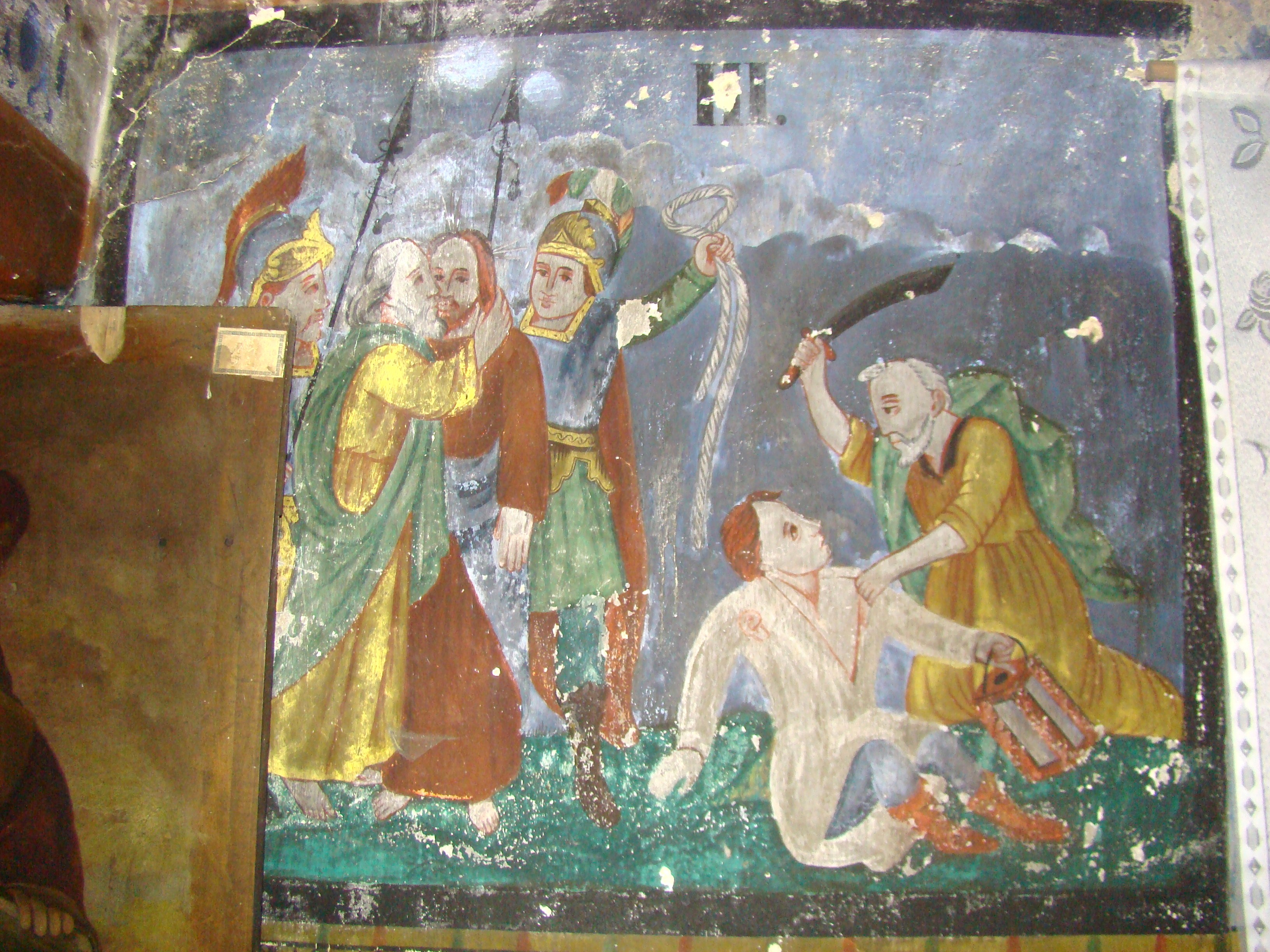
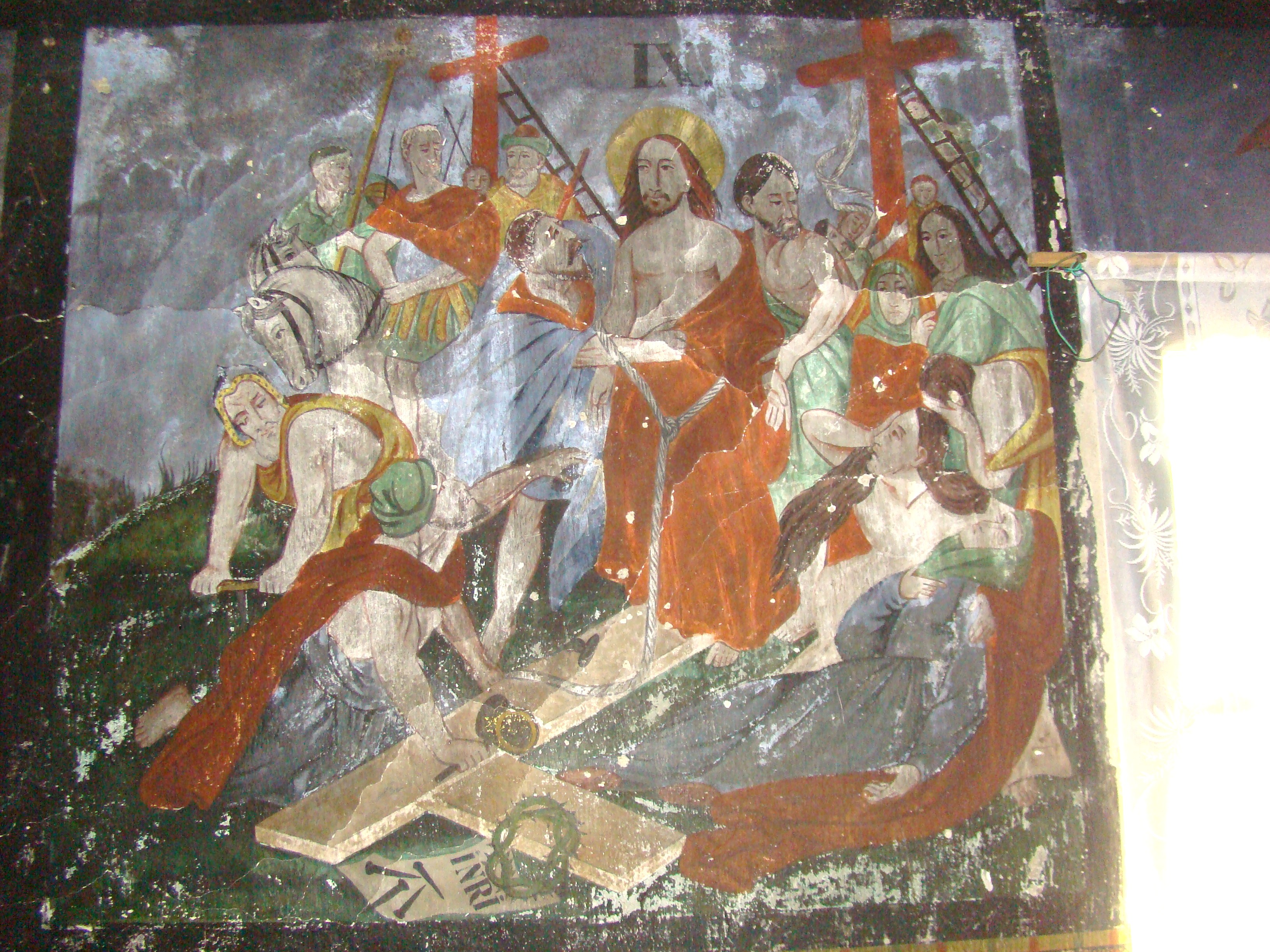
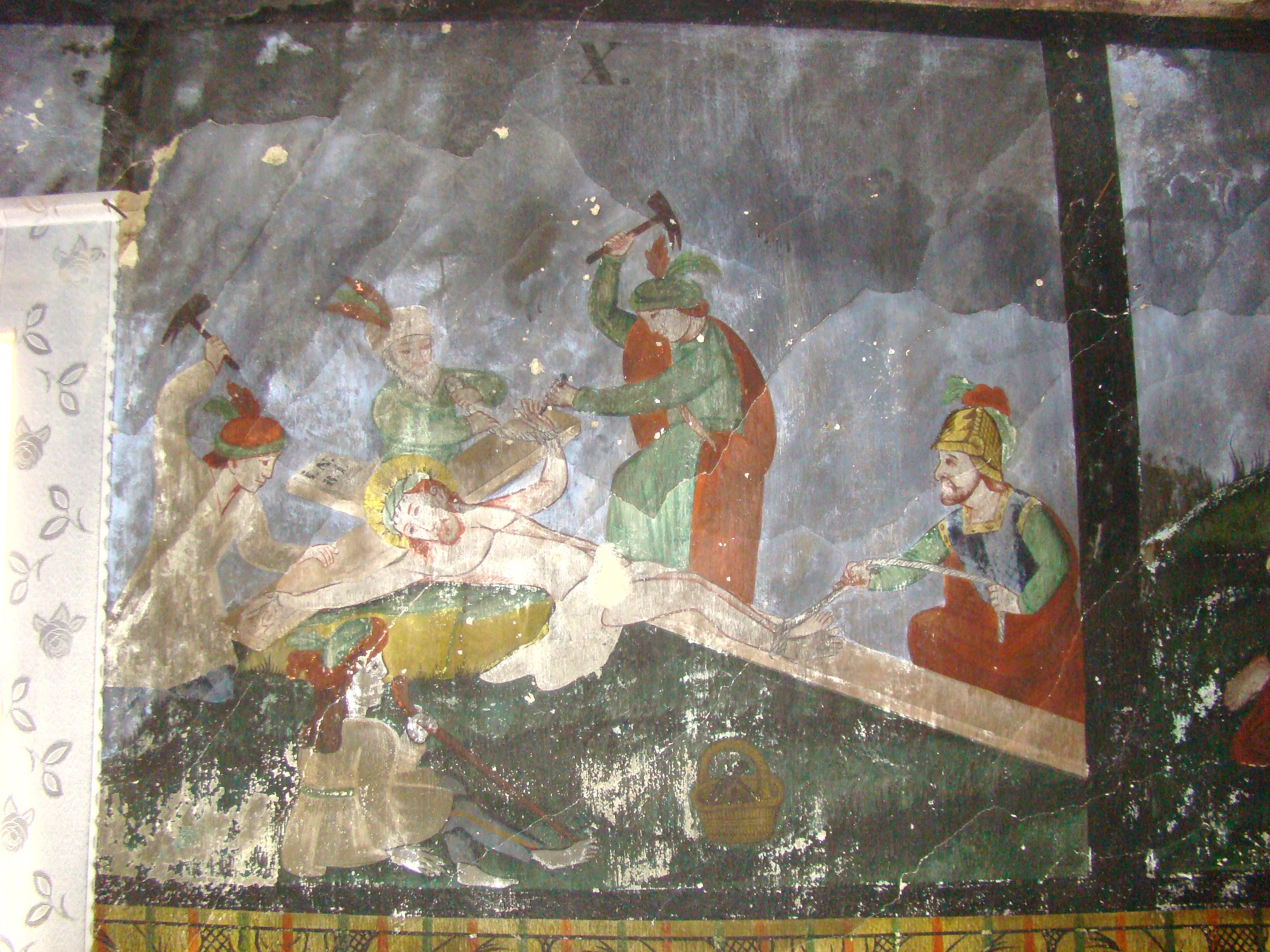
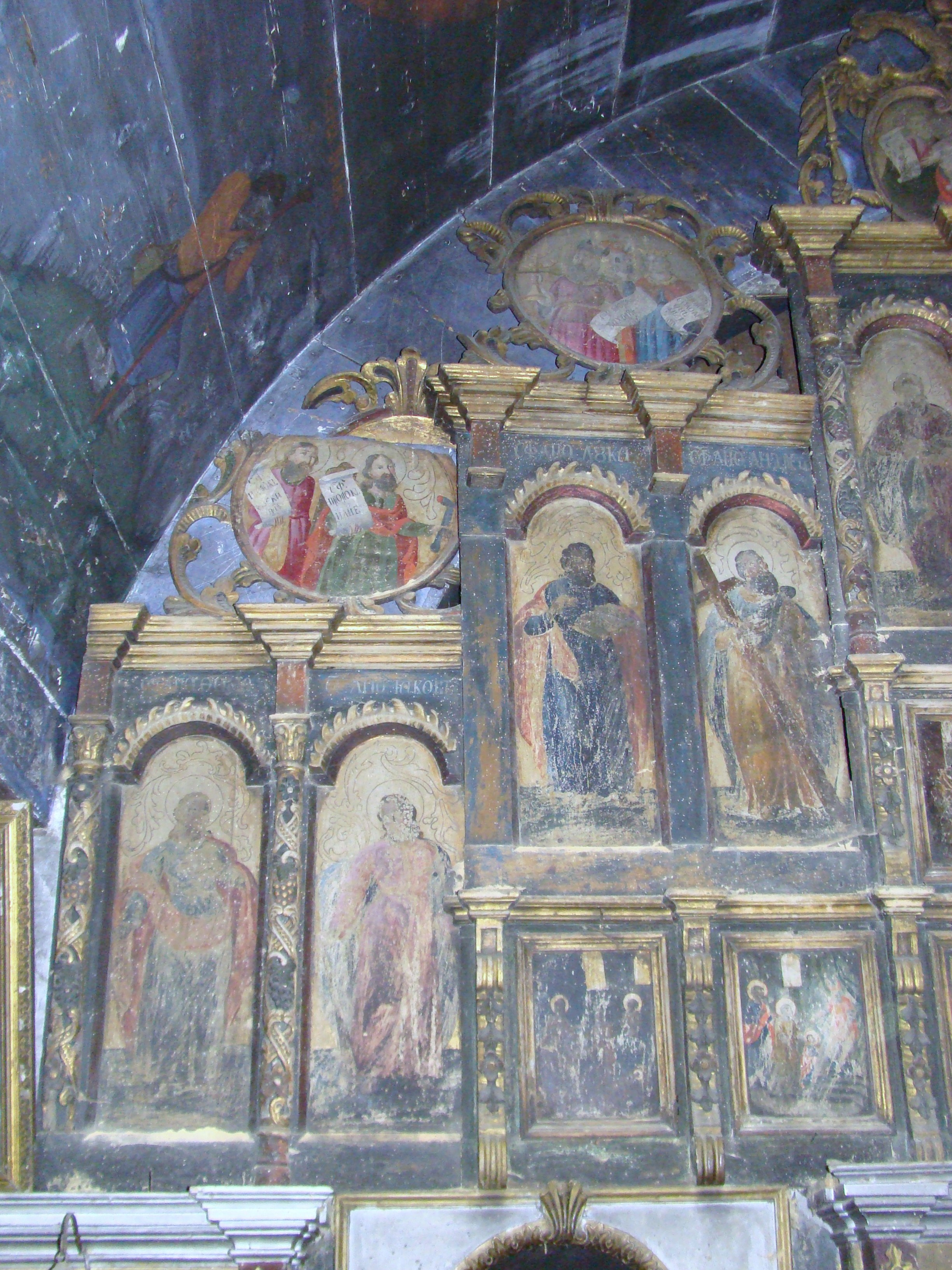
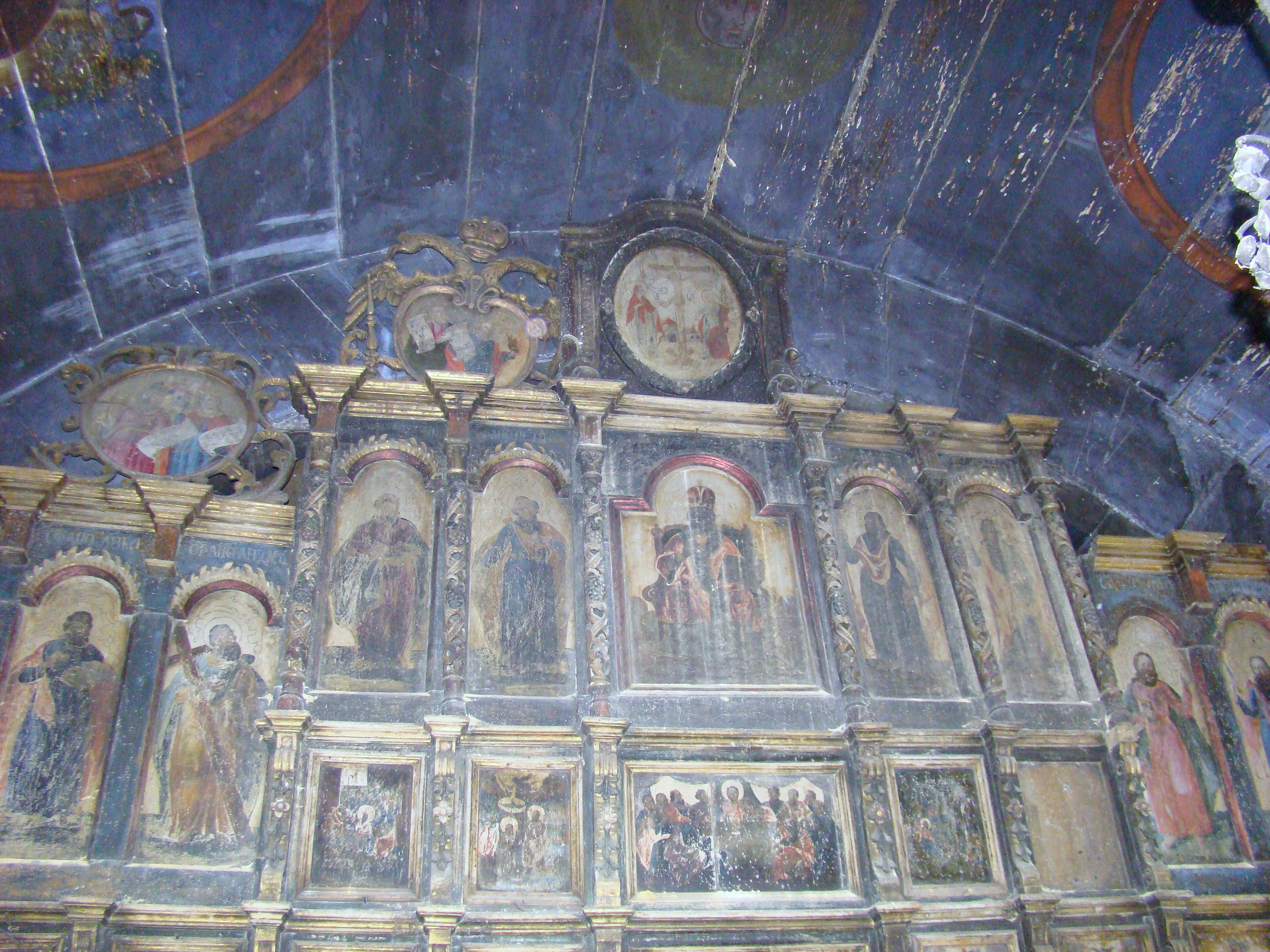
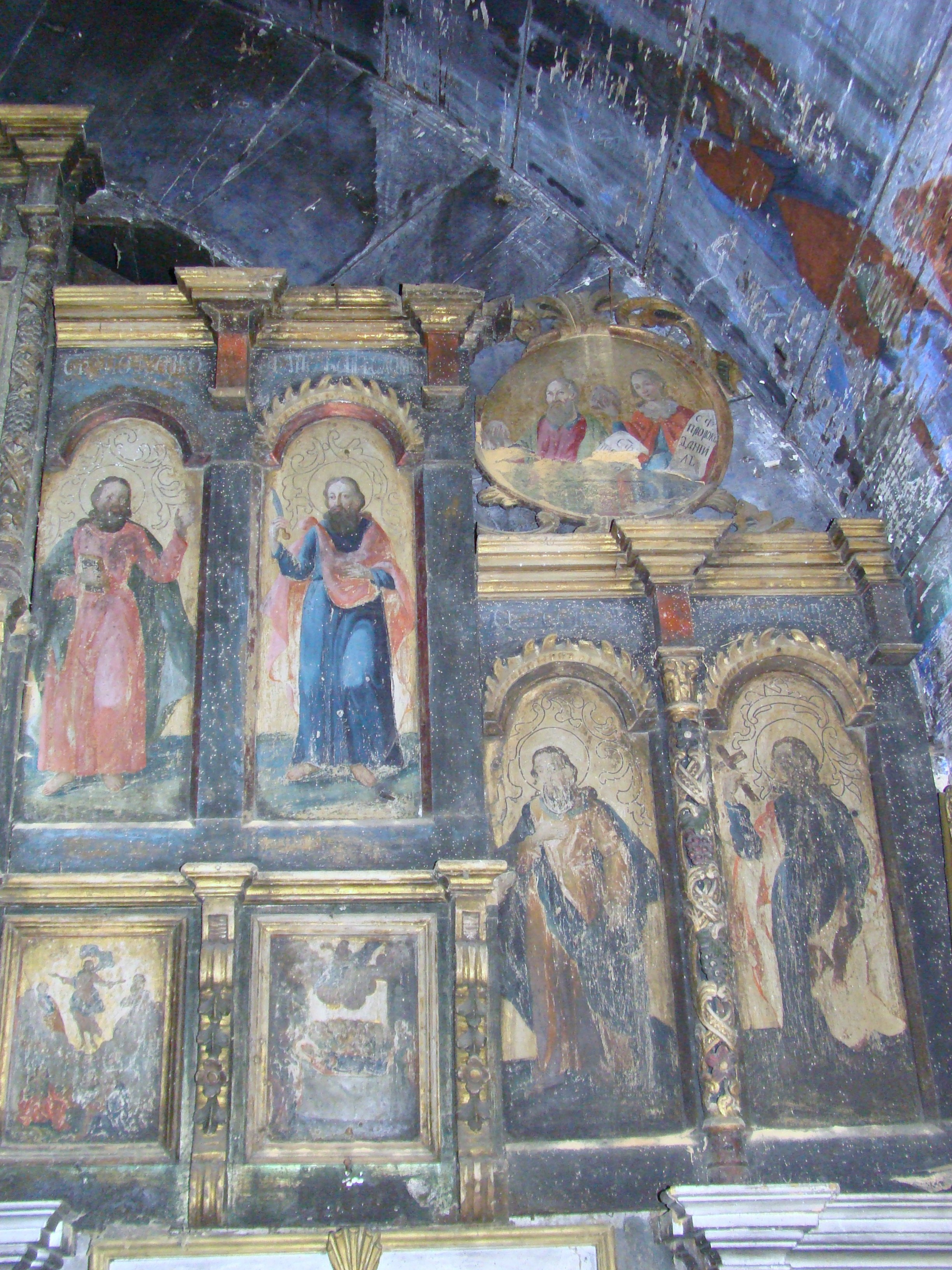
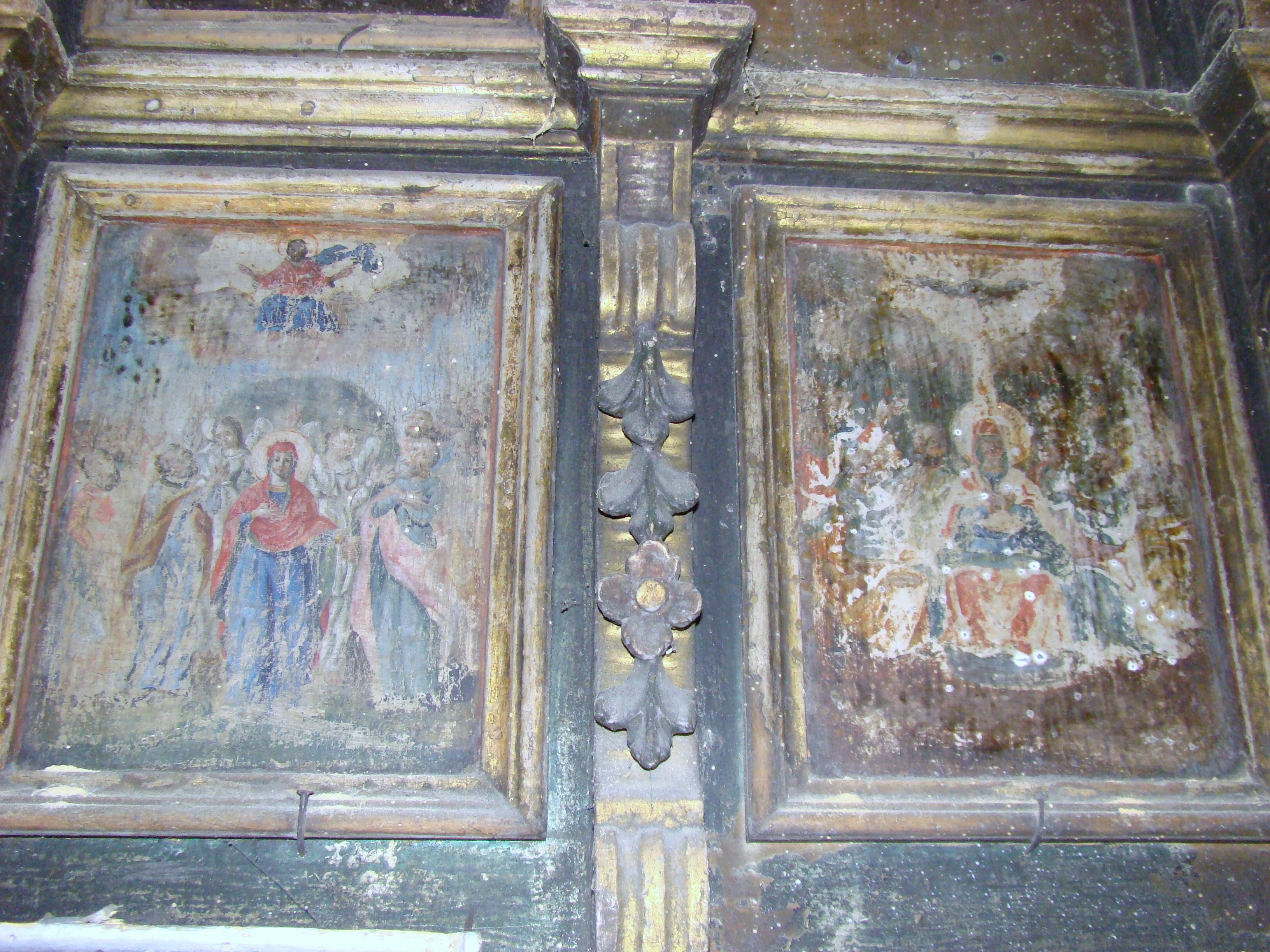
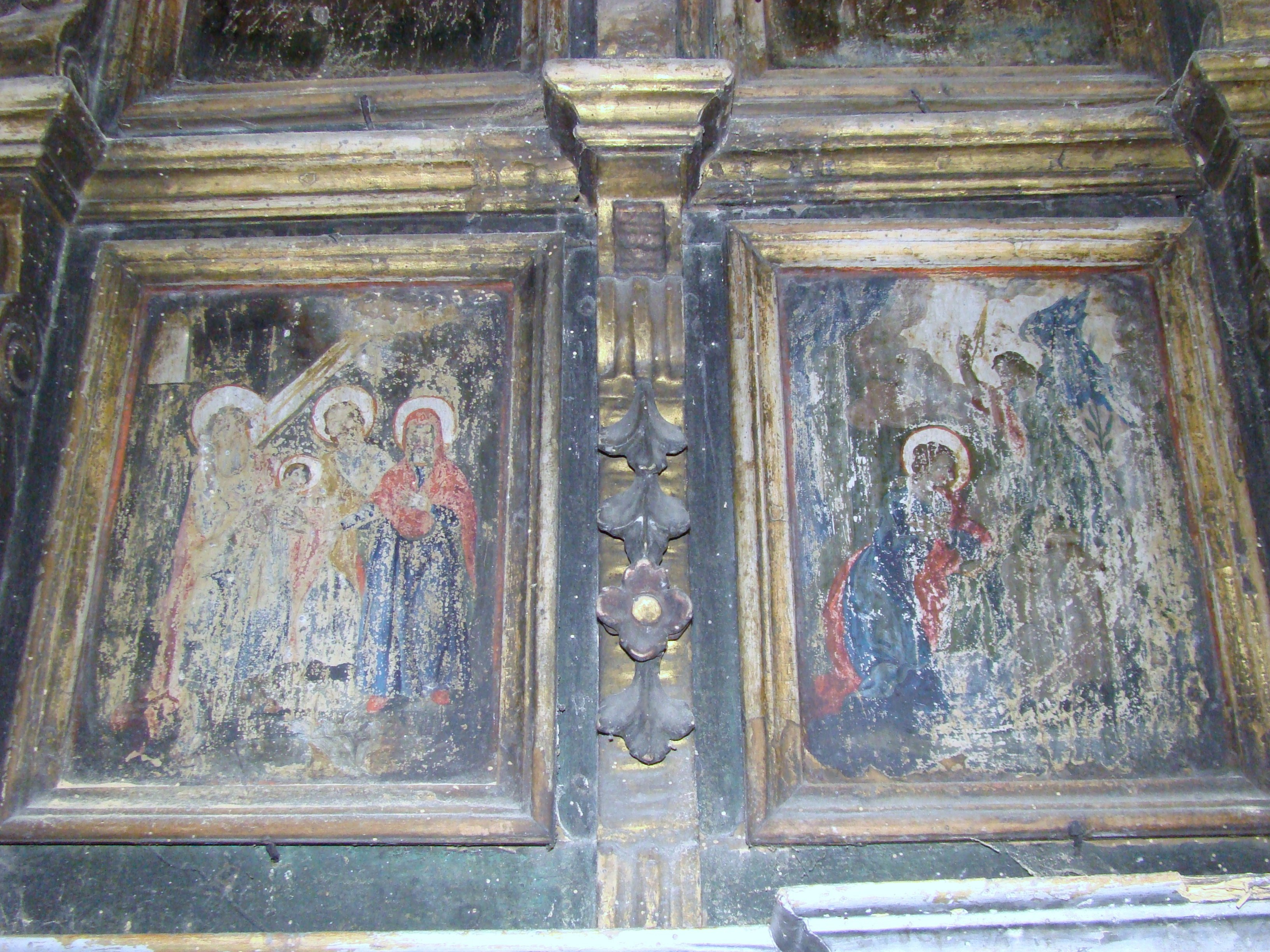
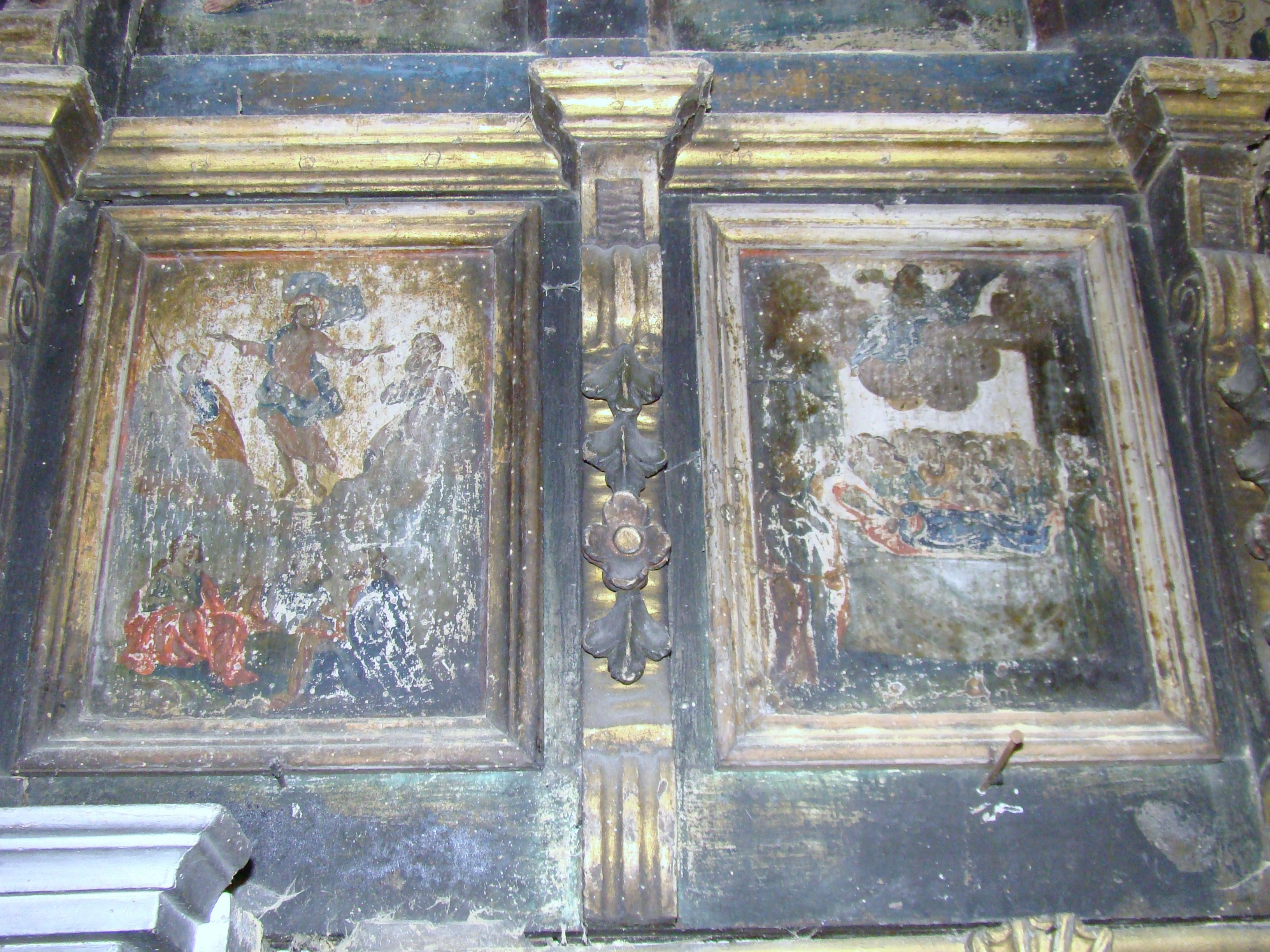
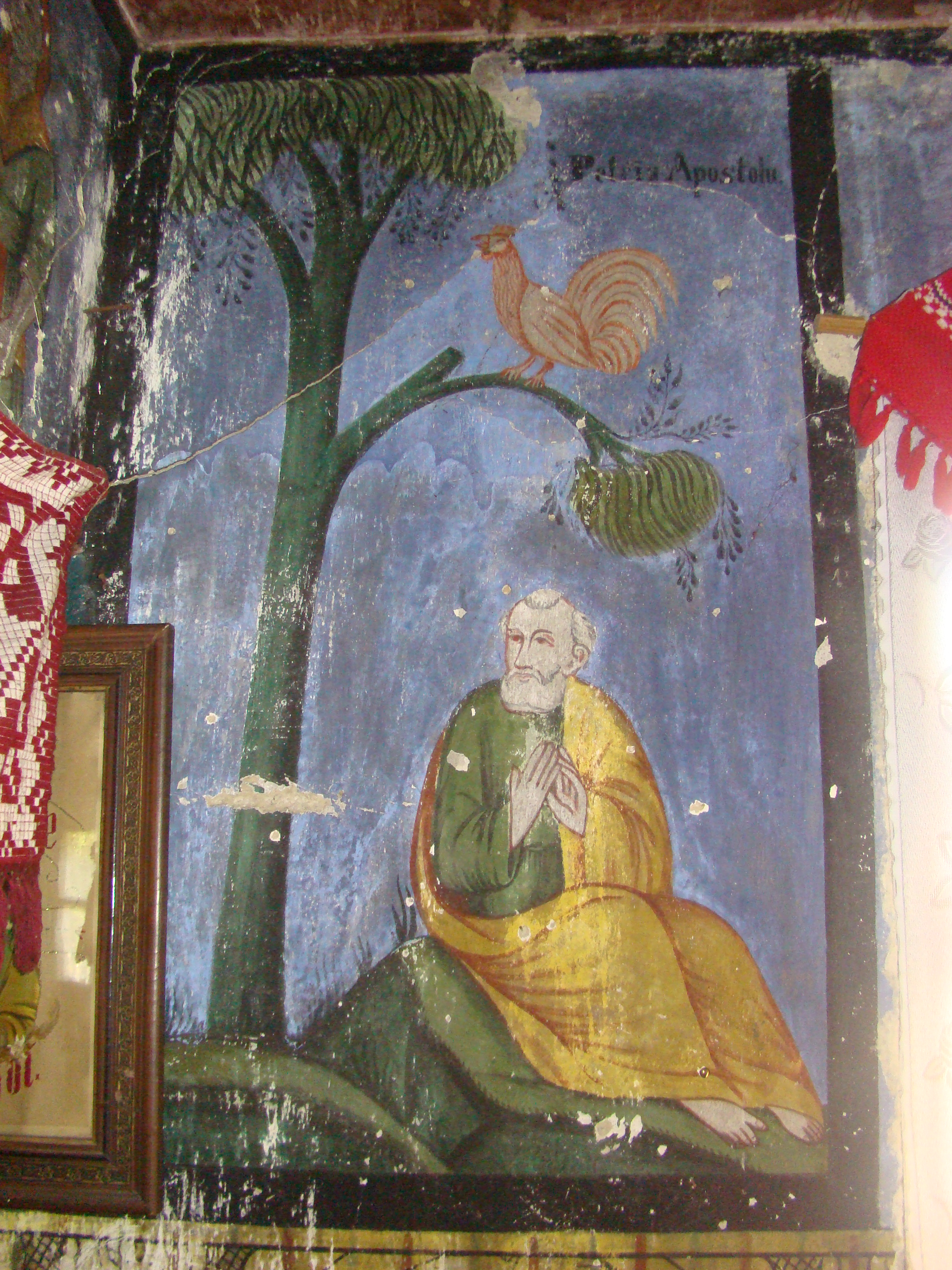
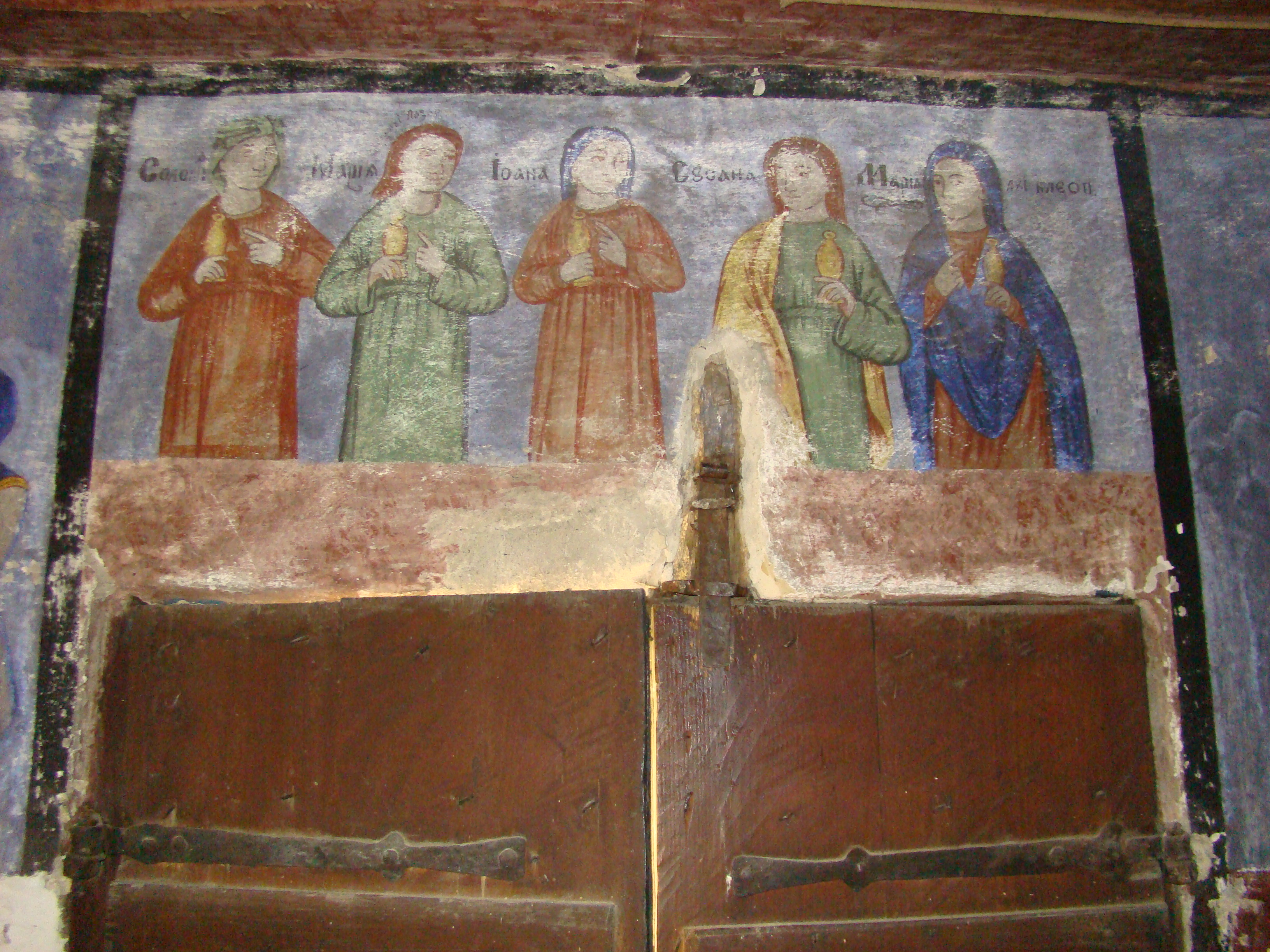
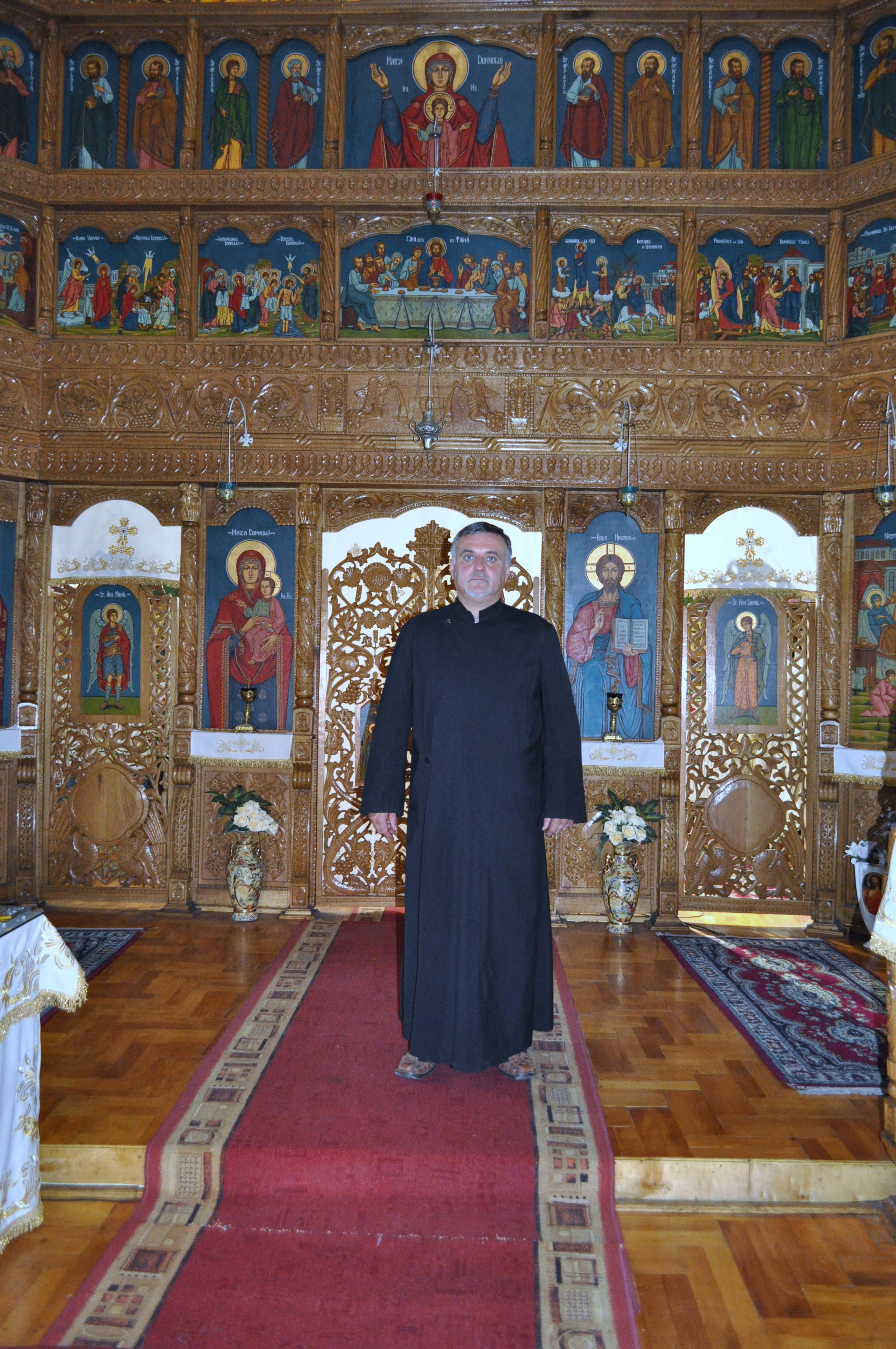
Preotul paroh Marian Panici